# Liste de routes de liaison de Finlande
Cet article liste les routes de liaison à quatre chiffres en Finlande classé par division routière

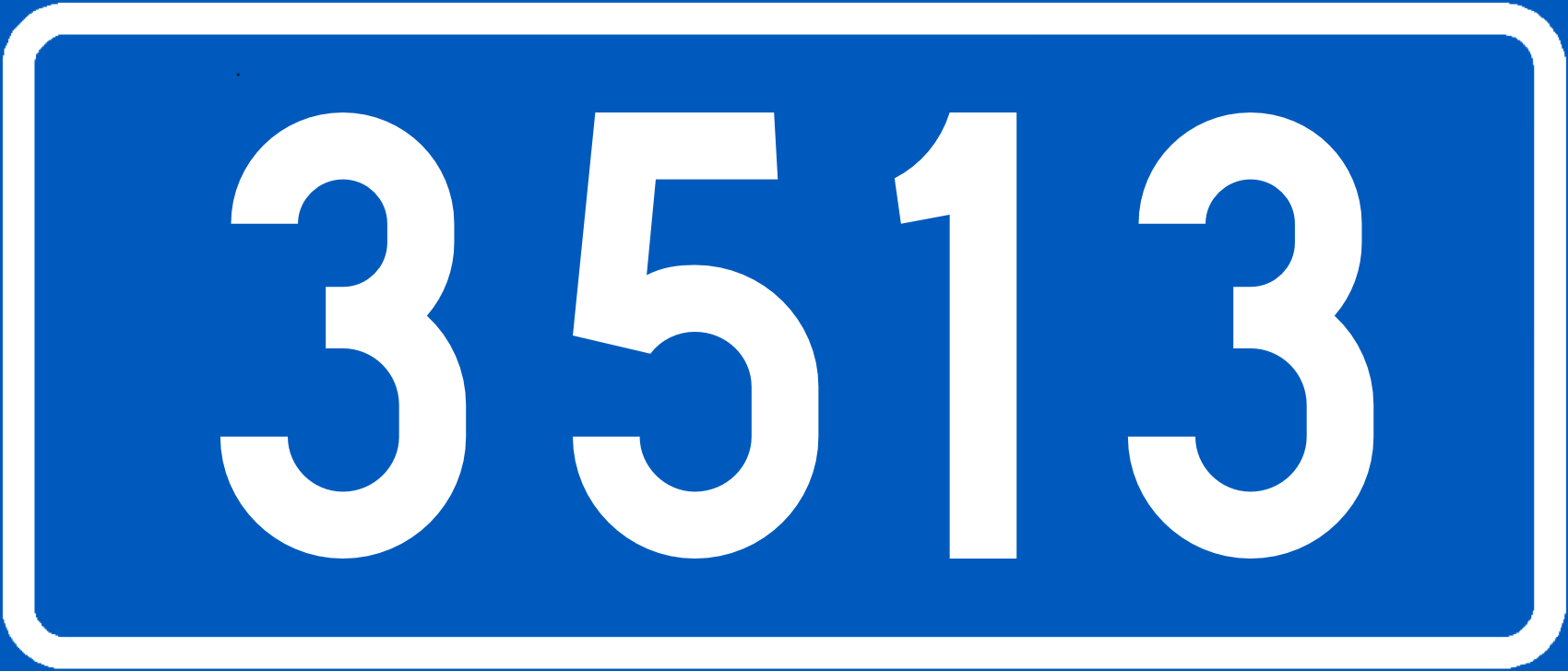
Panneau de la route de liaison 3513.

## Uusimaa

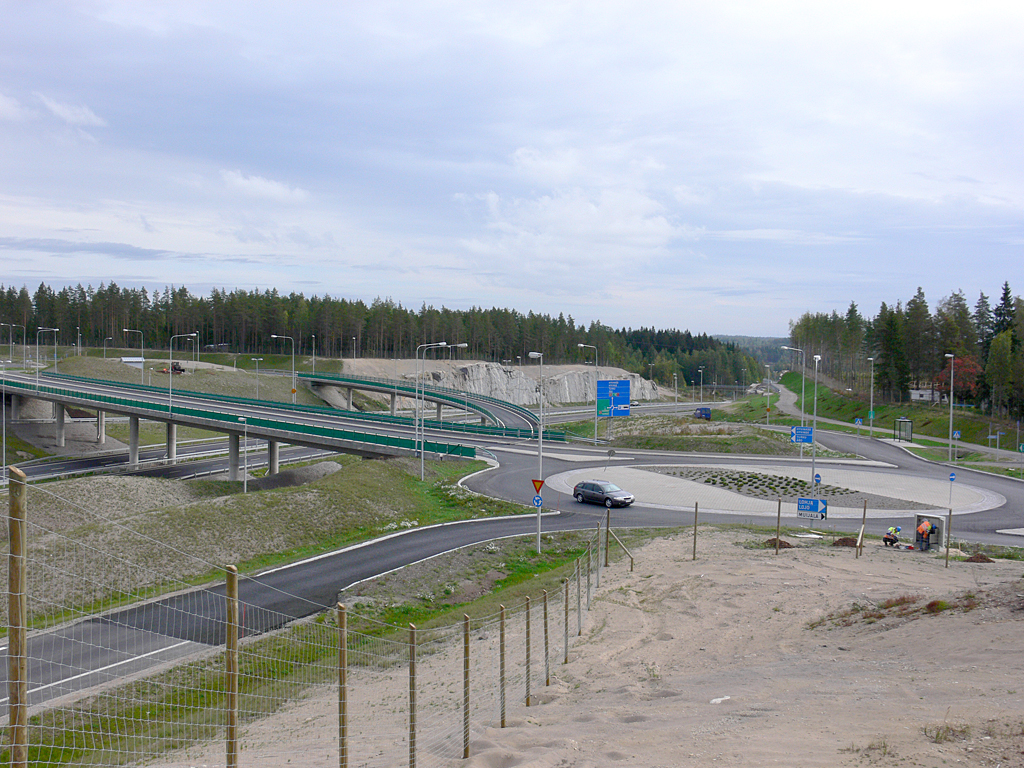
Echangeur de Muijala à la limite de Lohja et de Vihti.

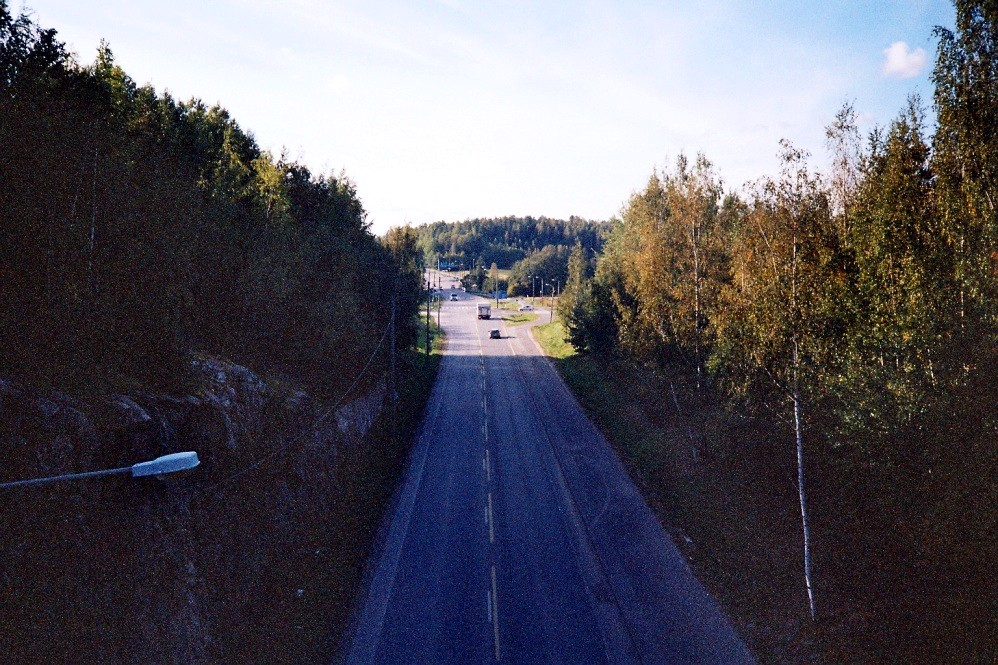
L'Yhdystie 1130 Espoo entre Kauklahti et Kivenlahti.

- Yhdystie 1001 Tammisaari–Prästkulla
- Yhdystie 1002 Hanko–Tulliniemi (déplacée)
- Yhdystie 1002 Tammisaari–Västervik
- Yhdystie 1011 Hulta–Koski
- Yhdystie 1012 (fermée)
- Yhdystie 1013 Karjaa (fermée)
- Yhdystie 1014 Karjaa (fermée)
- Yhdystie 1015 Pinjainen–Linhamari
- Yhdystie 1016 (fermée)
- Yhdystie 1017 (fermée)
- Yhdystie 1018 Ratakatu (fermée)
- Yhdystie 1031 Tammisaari–Pohja
- Yhdystie 1041 Haarjärvi–Paikkari
- Yhdystie 1050 Tammisaari–Snappertuna–Fagervik–Inkoo
- Yhdystie 1070 Lohja–Karstu–Sammatti
- Yhdystie 1071 Oino–Niemi
- Yhdystie 1072 Sammatti–Saukkola
- Yhdystie 1073 Lohja–Ojamonharju (fermée)
- Yhdystie 1074 Tynninharju
- Yhdystie 1075 Roution maantie
- Yhdystie 1081 Tenhola–Östanberg
- Yhdystie 1090 Lohja–Vasarla–Saukkola
- Yhdystie 1091 Hyrsylänmutka
- Yhdystie 1101 Raaseporinlinna
- Yhdystie 1102 Karjaa–Snappertuna
- Yhdystie 1103 Karjaa–Antby
- Yhdystie 1104 Fagervik–Barösund
- Yhdystie 1121 Inkoon Öljysatamantie
- Yhdystie 1125 Lohja–Lohjanharju
- Yhdystie 1130 Kivenlahti–Lapinkylä–Siuntio–Virkkala
- Yhdystie 1131 Veikkola–Lapinkylä
- Yhdystie 1141 Otsolahti–Leppävaara (fermée)
- Yhdystie 1142 Otsolahti–Otaniemi (fermée)
- Yhdystie 1181 Viherlaakso (fermée)
- Yhdystie 1182 (fermée)
- Yhdystie 1183 (fermée)
- Yhdystie 1184 Lippajärvi–Hämeenkylä (fermée)
- Yhdystie 1185 (fermée)
- Yhdystie 1186 Lohjanharjun moottoritie (fermée)
- Yhdystie 1191 Kirkkonummi–Upinniemi
- Yhdystie 1211 Ojakkala gare
- Yhdystie 1212 Anttila–Ojakkala
- Yhdystie 1213 (fermée)
- Yhdystie 1214 (fermée)
- Yhdystie 1215 Palojärvi–Ojakkala–Koivissilta
- Yhdystie 1221 Siippoo–Vihti
- Yhdystie 1222 Kirvelä–Hovi
- Yhdystie 1223 Hyrsylä–Jokikunta
- Yhdystie 1224 Vihti–Jokikunta–Ikkala
- Yhdystie 1241 Vihti–Olkkala
- Yhdystie 1251 Nummi
- Yhdystie 1252 Nummen kirkkotie
- Yhdystie 1253 Saukkola–Jättölä
- Yhdystie 1261 Karkkila–Tuorila
- Yhdystie 1270 Pusula–Kaukela
- Yhdystie 1271 Koisjärvi–Suomela
- Yhdystie 1280 Pusula–Marttila–Loukku
- Yhdystie 1281 Lanki–Marttila
- Yhdystie 1282 Marttila–Ikkala
- Yhdystie 1301 actuelle yhdystie 1321
- Yhdystie 1301 Piispankylän maantie
- Yhdystie 1302 actuelle yhdystie 1322
- Yhdystie 1303 actuelle yhdystie 1323
- Yhdystie 1304 actuelle yhdystie 1324
- Yhdystie 1311 Nurmijärvi–Rajamäki
- Yhdystie 1321 Perttula–Nurmijärvi–Nukari
- Yhdystie 1322 Siippoo–Selki–Nummenpää–Perttula
- Yhdystie 1323 Otalampi gare
- Yhdystie 1324 Lahnus–Klaukkala
- Yhdystie 1331 Olkkala–Haavisto
- Yhdystie 1332 Haavisto–Hongisto
- Yhdystie 1361 Hyvinkää–Kytäjä–Läyliäinen
- Yhdystie 1371 Valkoisenlähteentie
- Yhdystie 1372 (fermée)
- Yhdystie 1373 (fermée)
- Yhdystie 1374 (fermée)
- Yhdystie 1375 Koivukylänväylä
- Yhdystie 1376 (fermée)
- Yhdystie 1377 (fermée)
- Yhdystie 1378 Raala–Pirtti
- Yhdystie 1379 Noppo–Salmelanmäki
- Yhdystie 1381 Junkersintie
- Yhdystie 1382 Ruotsinkylä–Korso (fermée)
- Yhdystie 1401 Nurmijärvi–Nukari (fermée)
- Yhdystie 1402 Rajamäen asematie (fermée)
- Yhdystie 1403 Nukari–Jokela–Ridasjärvi
- Yhdystie 1421 Järvenpää–Purola–Jokela–Hyvinkää
- Yhdystie 1430 Monni–Ridasjärvi–Sälinkää
- Yhdystie 1431 Sulkava–Lappila
- Yhdystie 1451 (fermée)
- Yhdystie 1452 Haarajoki–Vähänummi
- Yhdystie 1453 Kellokoski–Jokela
- Yhdystie 1454 (fermée)
- Yhdystie 1455 (fermée)
- Yhdystie 1456 Järvenpää–Kellokoski–Ohkola–Mäntsälä
- Yhdystie 1457 Poikkitie (fermée)
- Yhdystie 1471 Mäntsälä–Sälinkää–Sulkava–Oitti
- Yhdystie 1491 Anttila–Linnanpelto
- Yhdystie 1492 Hinthaara–Laukkoski
- Yhdystie 1493 Haarajoki–Halkia
- Yhdystie 1494 Nikkilä–Laukkoski–Pornainen–Numminen–Mäntsälä
- Yhdystie 1521 Kulloo–Vekkoski (fermée)
- Yhdystie 1521 Nikinmäki–Nikkilä–Savijärvi
- Yhdystie 1522 actuelle yhdystie 1532
- Yhdystie 1523 actuelle yhdystie 1533
- Yhdystie 1524 actuelle yhdystie 1534
- Yhdystie 1525 actuelle yhdystie 1535
- Yhdystie 1531 Savijärvi–Hinthaara–Harabacka
- Yhdystie 1532 Sipoon asematie (fermée)
- Yhdystie 1533 Hangelby–Kalkkiranta
- Yhdystie 1534 Box–Spjutsund
- Yhdystie 1535 Landbon maantie (fermée)
- Yhdystie 1541 Treksilä–Mänsas
- Yhdystie 1542 Treksilän moottoriliikennetie
- Yhdystie 1543 Porvoo–Tolkkinen–Emäsalo
- Yhdystie 1551 Stensböle–Sondby
- Yhdystie 1552 Porvoo–Epoo–Pellinki
- Yhdystie 1571 Porvoo–Jakari–Isnäs
- Yhdystie 1580 Vanhakylä–Isnäs–Kabböle
- Yhdystie 1581 Pernaja–Sarvilahti
- Yhdystie 1582 Loviisa–Määrlahti (fermée)
- Yhdystie 1583 Määrlahti–Lappom–Hästholmen (Atomitie)
- Yhdystie 1584 (fermée)
- Yhdystie 1585 Loviisa
- Yhdystie 1601 Porvoo–Kerkkoo
- Yhdystie 1602 Strömsberg–Kerkkoo
- Yhdystie 1603 (fermée)
- Yhdystie 1604 Huuvari–Tiilää
- Yhdystie 1605 Porvoo–Juornaankylä–Myrskylä
- Yhdystie 1611 Askola–Tiilää–Juornaankylä
- Yhdystie 1631 Luhtikylä–Orimattila
- Yhdystie 1632 Sääksjärvi–Pukkila (fermée)
- Yhdystie 1633 Kaukalampi–Savijoki
- Yhdystie 1634 Hautjärvi–Mallusjoki (fermée)
- Yhdystie 1635 Monninkylä–Askola–Pukkila–Tönnö
- Yhdystie 1661 Hautjärvi–Savijoki (fermée)
- Yhdystie 1671 Liljendalin kirkkotie
- Yhdystie 1672 Pakaa–Niinikoski
- Yhdystie 1673 Koskenkylä–Liljendal
- Yhdystie 1691 Orimattila–Heinämaa–Villähde
- Yhdystie 1701 Pyörähtälä–Kuivanto
- Yhdystie 1711 Uusikylä–Kuivanto–Villikkala
- Yhdystie 1731 Kansanmäki–Sääskjärvi–Artjärvi
- Yhdystie 1732 Porlammin gare–Porlammi–Suurikylä
- Yhdystie 1733 Orimattila–Villikkala (fermée)
- Yhdystie 1734 Suurikylä–Kinnari
- Yhdystie 1751 Myrskylä–Porlammi
- Yhdystie 1761 Liljendal–Hardom
- Yhdystie 1762 Skinnarby gare
- Yhdystie 1763 Lapinjärvi gare
- Yhdystie 1771 Lapinjärvi–Porlammi
- Yhdystie 1791 Lindkoski–Ruotsinkylä
- Yhdystie 1792 Ahvenkoski–Ruotsinpyhtää–Ruotsinkylä–Elimäki

## Turku

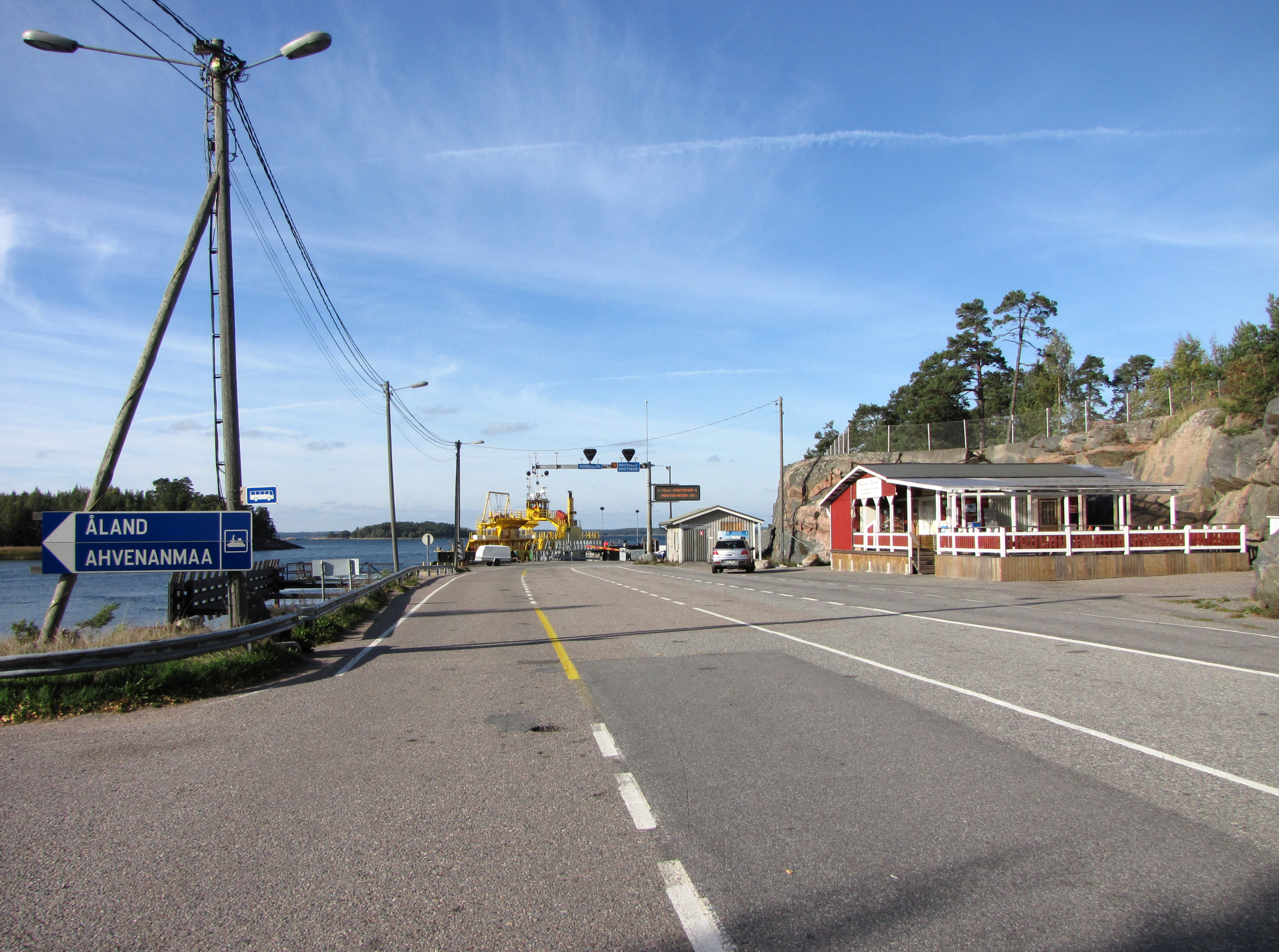
Yhdystie 1800 à Galtby.

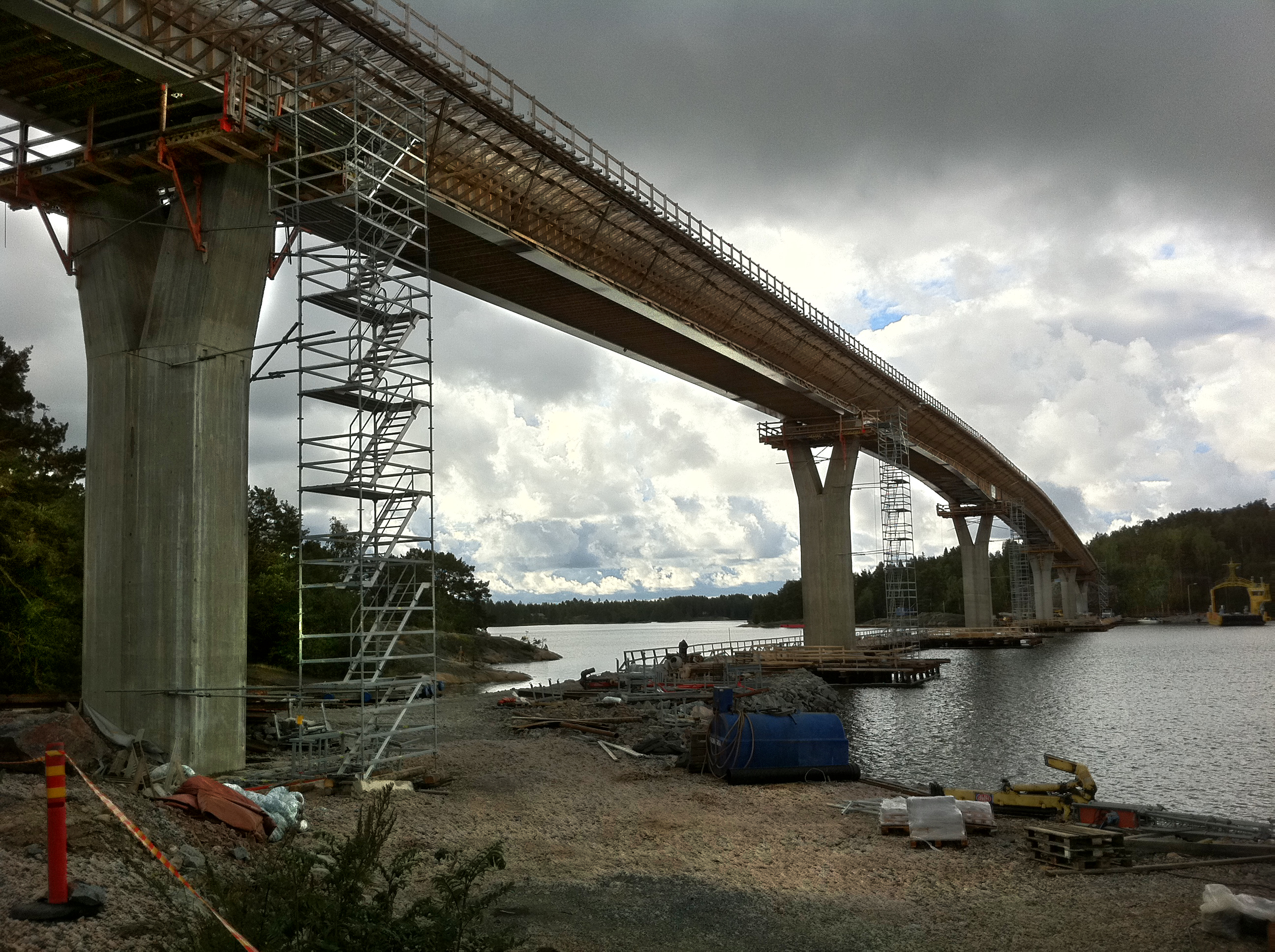
Yhdystie 1830 à Kemiönsaari.

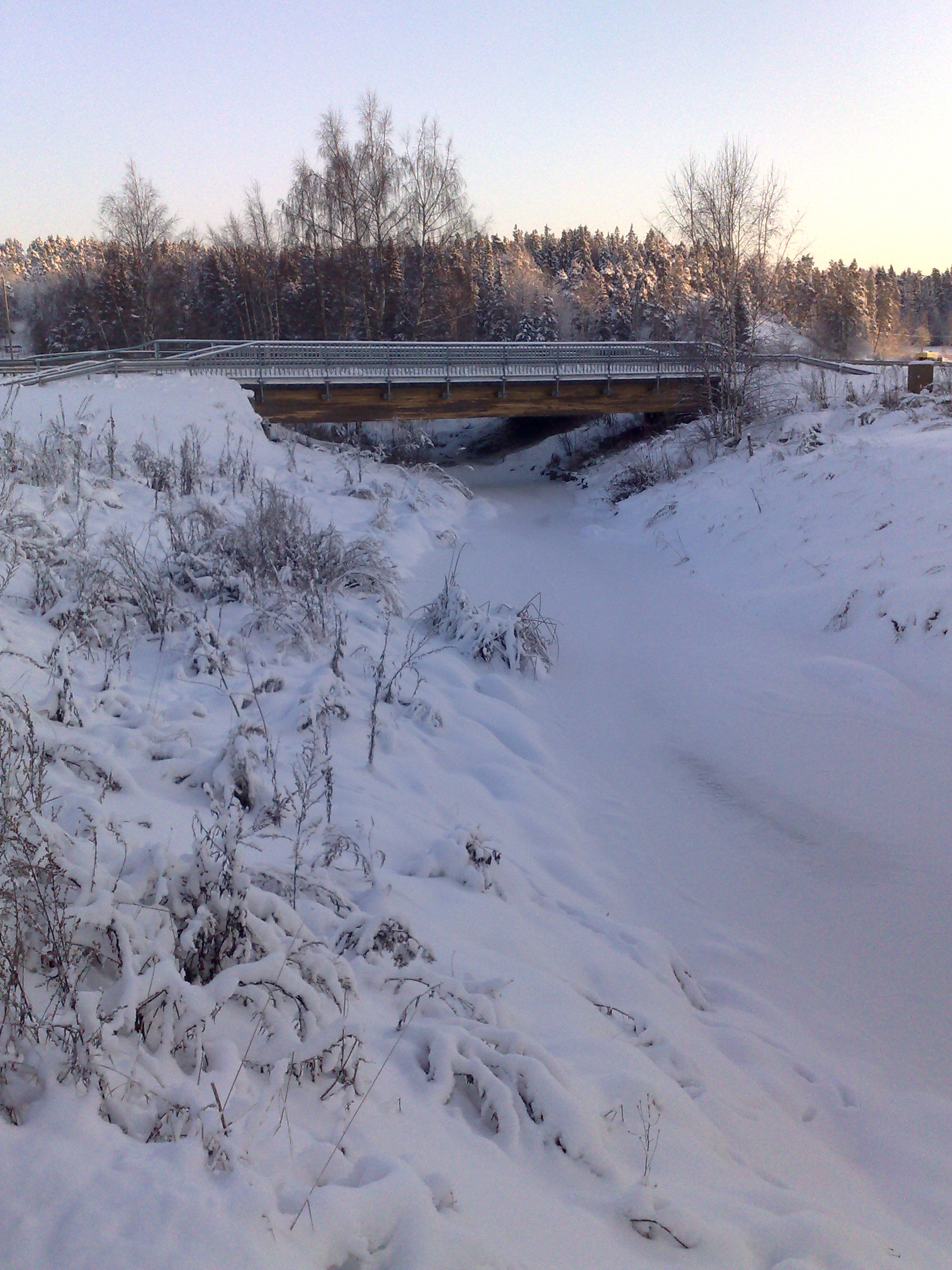
Yhdystie 1893 à Masku.

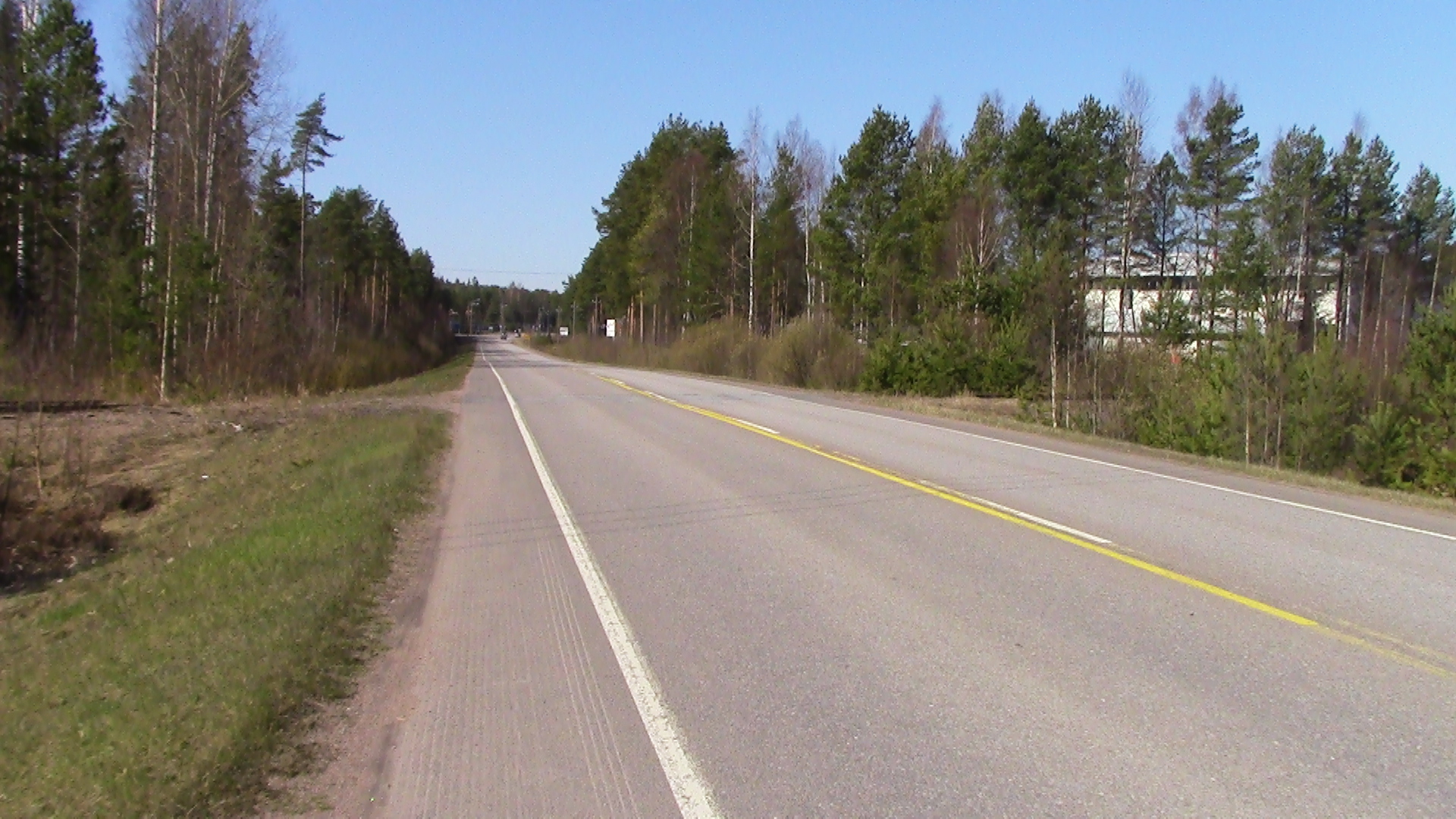
Yhdystie 2054 à Eura.

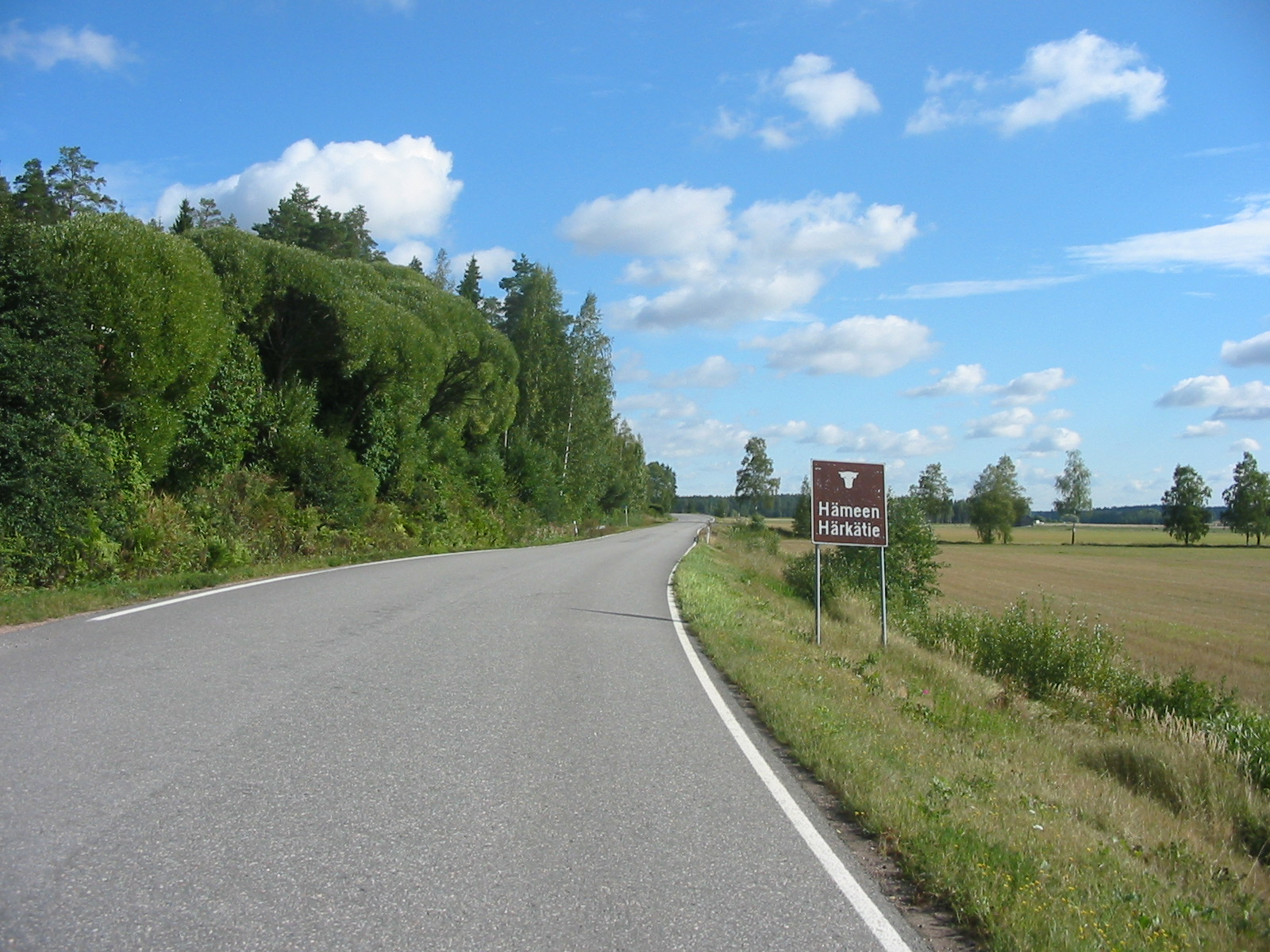
Yhdystie 2230 à Lieto.

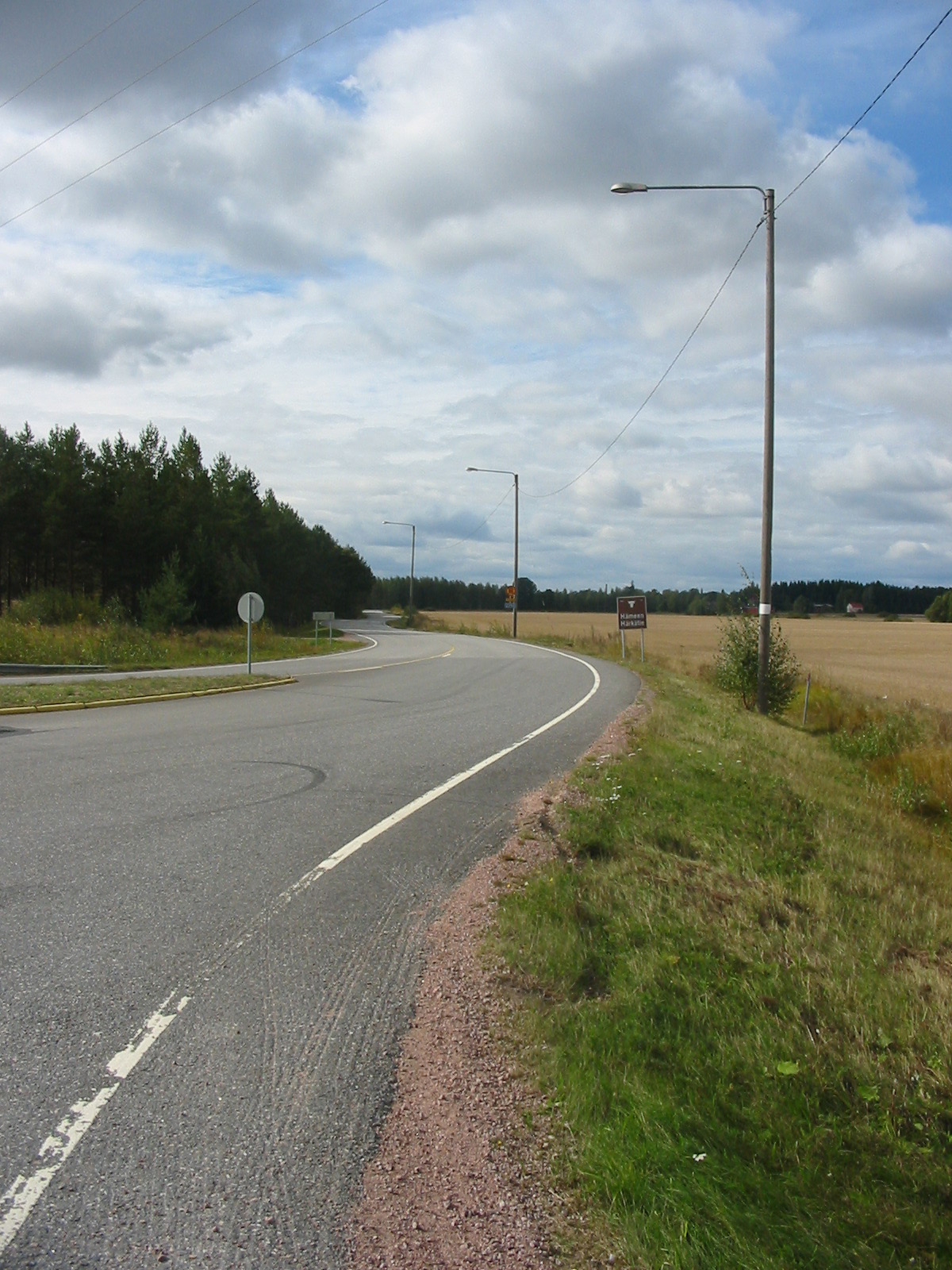
Yhdystie 2250 à Tarvasjoki.

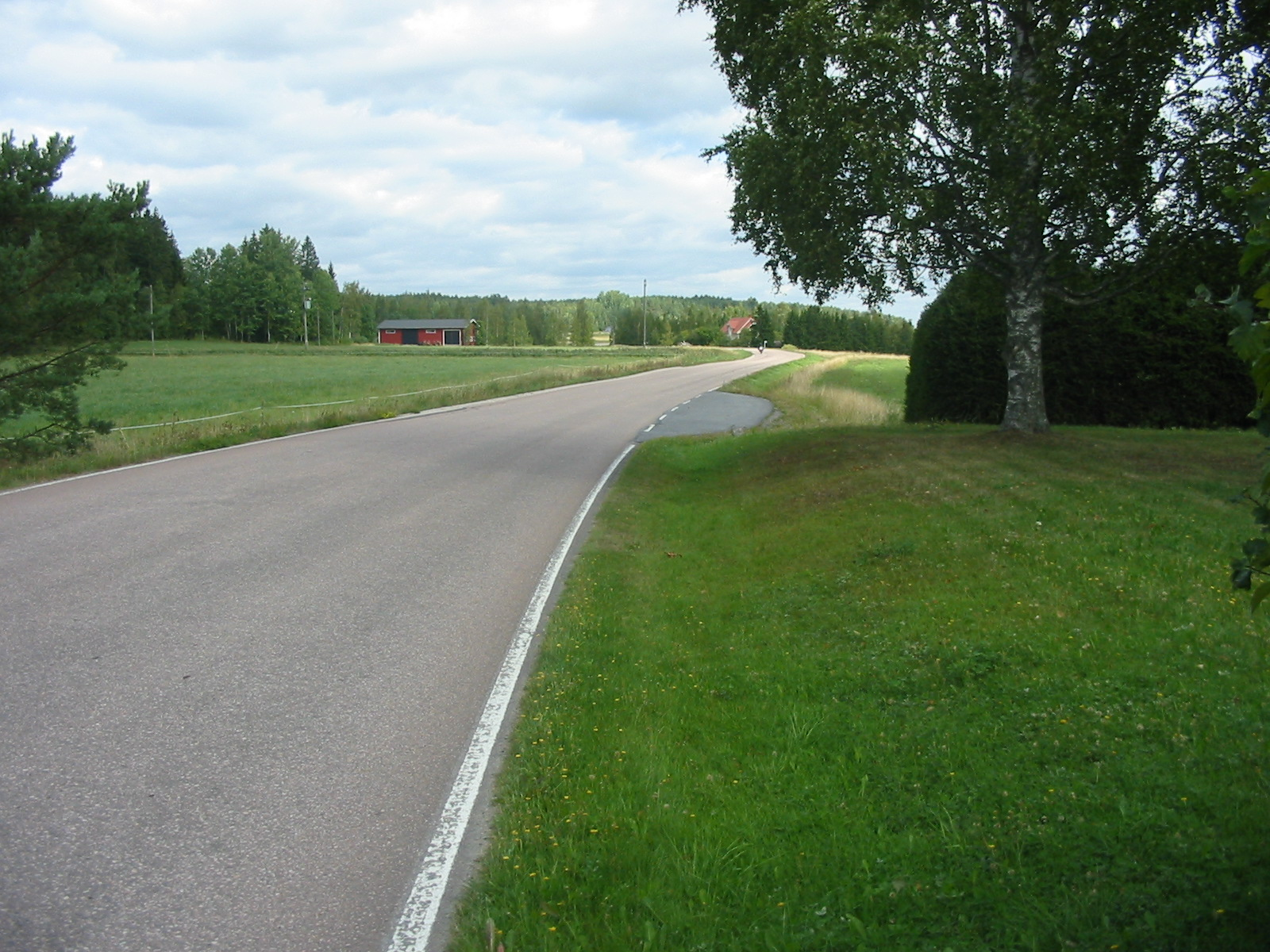
Yhdystietä 2264 à Marttila.

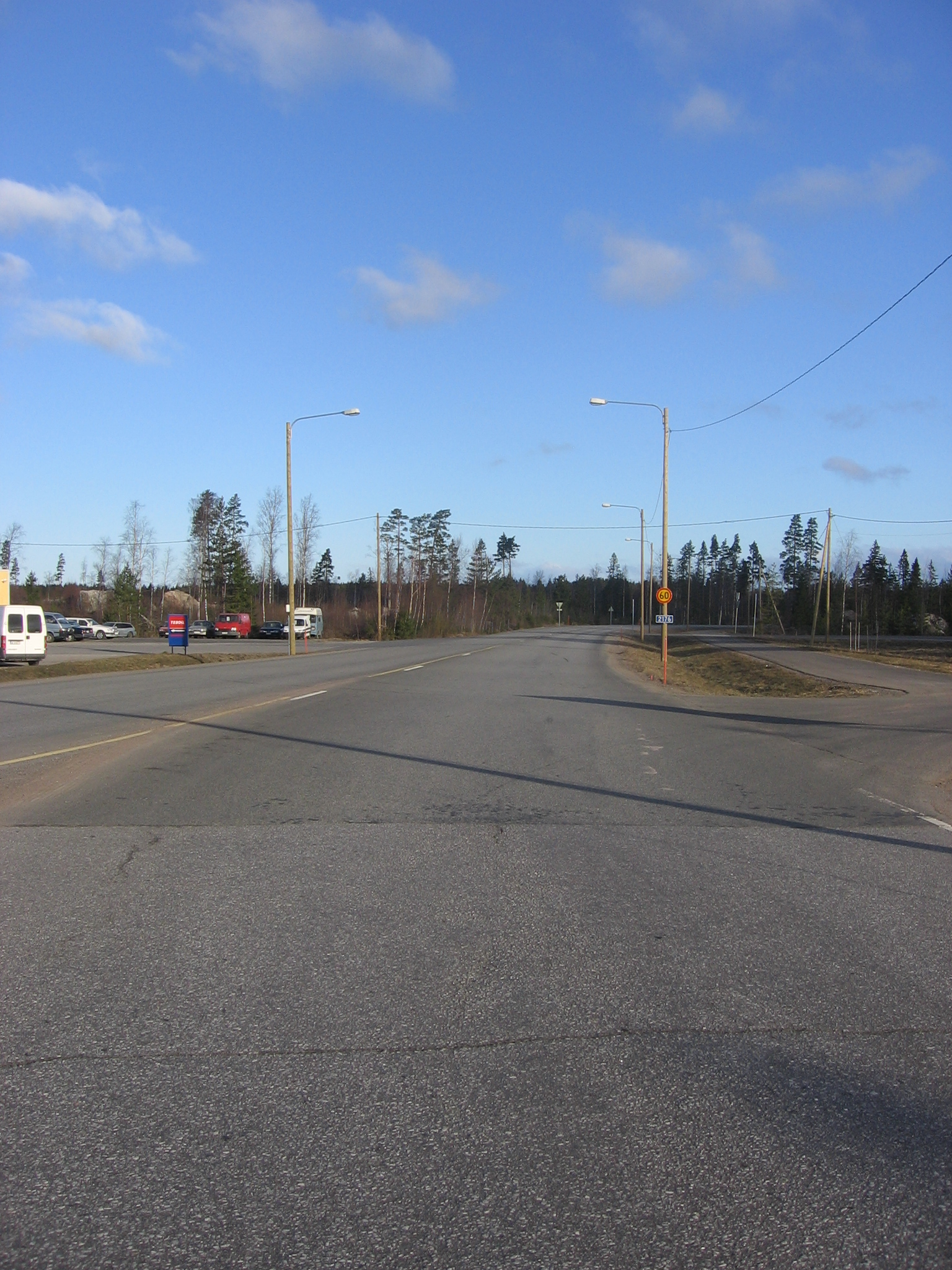
Yhdystie 2176 à Eurajoki

- Yhdystie 1800 Galtby–Kittuis–Houtskari
- Yhdystie 1801 Korppoo–Korpoström
- Yhdystie 1802 Lofsdal–Granvik
- Yhdystie 1803 (fermée)
- Yhdystie 1804 Parainen–Sunnanberg
- Yhdystie 1805 Kirjala–Lielahti
- Yhdystie 1806 (fermée)
- Yhdystie 1807 (fermée)
- Yhdystie 1808 Korpoström–Gyltö
- Yhdystie 1811 (fermée)
- Yhdystie 1812 Sauvo–Kinnarpyöli
- Yhdystie 1813 (fermée)
- Yhdystie 1814 Pöylä–Kokkila
- Yhdystie 1821 Turku–Hirvensalo–Kakskerta
- Yhdystie 1822 (fermée)
- Yhdystie 1823 Nurkkila–Särkisalo–Förby
- Yhdystie 1824 Teijo–Salo
- Yhdystie 1825 Perniön gare–Teijo
- Yhdystie 1830 Dragsfjärdin kk.–Bodbacken–Lövö–Kasnäs
- Yhdystie 1831 (fermée)
- Yhdystie 1832 (fermée)
- Yhdystie 1833 (fermée)
- Yhdystie 1834 Mattkärr–Östanå–Västanfjärd–Vestlax–Kemiö
- Yhdystie 1835 Kemiö–Berga–Kokkila–Ikelä
- Yhdystie 1840 Perniö–Koski–Kisko
- Yhdystie 1841 Koski–Tuohittu (fermée)
- Yhdystie 1851 Vienola–Länsikeskus
- Yhdystie 1861 Pullola–Muurla–Ristinummi
- Yhdystie 1862 Tuohittu–Kaivonpyöli
- Yhdystie 1863 Paarskylä–Tuohittu–Kaukola–Muurla
- Yhdystie 1870 Kisko–Kitula
- Yhdystie 1871 Ahtiala–Laperla
- Yhdystie 1872 Ahtiala–Suomusjärven kk.
- Yhdystie 1873 Karjalohja–Suomusjärven kk.
- Yhdystie 1881 Jalostamontie
- Yhdystie 1882 Telakkatie
- Yhdystie 1890 Rymättylä–Röölä–Kramppi
- Yhdystie 1891 (fermée)
- Yhdystie 1892 (fermée)
- Yhdystie 1893 Naantali–Laulainen–Masku
- Yhdystie 1894 (fermée)
- Yhdystie 1895 (fermée)
- Yhdystie 1896 Röölän laituri (fermée)
- Yhdystie 1900 Askainen–Lemu
- Yhdystie 1911 (fermée)
- Yhdystie 1912 Lemu–Nousiainen
- Yhdystie 1913 (fermée)
- Yhdystie 1914 Nousiainen–Mietoinen
- Yhdystie 1921 (fermée)
- Yhdystie 1922 Ruoni–Heponiemi
- Yhdystie 1923 (fermée)
- Yhdystie 1924 Kustavi–Kaurissalo–Kevo
- Yhdystie 1925 lähellä Vartsalan lossia (fermée),
- Yhdystie 1930 Hellemaa–Merimasku–Rauduinen–Askainen–Mietoinen–Mynämäki
- Yhdystie 1931 Rauduinen–Velkua
- Yhdystie 1932 Askainen–Louhisaari
- Yhdystie 1933 Mynämäki–Tursunperä
- Yhdystie 1950 Mynämäki–Korvensuu–Vehmaa
- Yhdystie 1951 Pyhe–Munnuinen
- Yhdystie 1952 Vehmaan asematie (fermée)
- Yhdystie 1953 Vehmaa–Kalanti
- Yhdystie 1954 Rautila–Vehmaan kk.
- Yhdystie 1955 Lemmetyinen–Puotila
- Yhdystie 1960 Pyhäranta–Kukola–Unaja
- Yhdystie 1961 Taivassalo–Hakkenpää
- Yhdystie 1962 (fermée)
- Yhdystie 1963 (fermée)
- Yhdystie 1964 Onnikmaa–Muntti
- Yhdystie 1971 (fermée)
- Yhdystie 1972 (fermée)
- Yhdystie 1973 Torlahti–Pyhämaa–Ketteli
- Yhdystie 2010 Nousiainen–Vahto–Lieto gare
- Yhdystie 2011 Turun Lentoasemantie (fermée)
- Yhdystie 2012 Turku–Rusko–Vahto
- Yhdystie 2013 Merttelä–Papumäki
- Yhdystie 2014 Nousiainen–Valpperi
- Yhdystie 2015 Leinainen–Valpperi–Haapainen
- Yhdystie 2020 Mynämäki–Yläne
- Yhdystie 2021 Haapainen–Karjala–Hinnerjoki
- Yhdystie 2041 (fermée)
- Yhdystie 2042 Aura–Tortinmäki
- Yhdystie 2043 Riihikoski–Paju
- Yhdystie 2044 Myllykylä–Kankaanpää–Säkylä
- Yhdystie 2051 Laitila–Varhokylä
- Yhdystie 2052 Suontaka–Kodisjoki–Rauma
- Yhdystie 2053 Honkilahti–Mestilä
- Yhdystie 2054 Kauttua–Luistari
- Yhdystie 2070 Eurajoki–Lappi
- Yhdystie 2101 Haaroinen–Alastaro–Vampula–Vuorenmaa
- Yhdystie 2102 Mellilä–Niinijoki
- Yhdystie 2103 Karhula–Hirvikoski
- Yhdystie 2111 Eura–Köyliö
- Yhdystie 2112 Kauttua–Maasilta (fermée)
- Yhdystie 2131 Kankaanpää–Tuohiniemi–Lähteenkylä
- Yhdystie 2132 (fermée)
- Yhdystie 2133 Virttaa–Alastaro (fermée)
- Yhdystie 2134 Vampula
- Yhdystie 2140 Säkylä–Köyliö–Peipohja
- Yhdystie 2141 Eura–Ilmiinjärvi
- Yhdystie 2142 Lähteenkylä–Järvenpää
- Yhdystie 2143 Peipohja
- Yhdystie 2170 Eurajoki–Saarenmaa–Pyssykangas–Nakkila
- Yhdystie 2171 Irjanne–Lauhtu
- Yhdystie 2172 Saarenmaa–Kahalankulma
- Yhdystie 2173 Hiukko–Hiirijärvi–Harjavalta
- Yhdystie 2174 Eurajoki–Kahalankulma–Laukola
- Yhdystie 2175 (fermée)
- Yhdystie 2176 Lapijoki–Olkiluoto
- Yhdystie 2177 Sahari–Pyssykangas
- Yhdystie 2191 (fermée)
- Yhdystie 2192 (fermée)
- Yhdystie 2193 (fermée)
- Yhdystie 2194 Kiukainen–Järilä
- Yhdystie 2200 Kaarina–Auranlaakso
- Yhdystie 2221 Kurkela–Auvainen
- Yhdystie 2222 (fermée)
- Yhdystie 2223 Lieto–Hakula
- Yhdystie 2224 Lieto gare
- Yhdystie 2225 Käyrän seisake
- Yhdystie 2226 Tarvasjoki–Aura (fermée)
- Yhdystie 2227 (fermée)
- Yhdystie 2228 Kyrön gare (fermée)
- Yhdystie 2230 Juntola–Tarvasjoki
- Yhdystie 2241 Salo–Halikko
- Yhdystie 2250 Vättilä–Tarvasjoki–Kyrö–Pöytyän kk.
- Yhdystie 2251 Yliskulma–Liedonperä–Tarvasjoki
- Yhdystie 2252 (fermée)
- Yhdystie 2253 Marttila–Kyrö
- Yhdystie 2254 Karhunoja–Kumila
- Yhdystie 2255 Karhunoja–Lankkinen
- Yhdystie 2260 Koski Tl–Mellilä
- Yhdystie 2261 Kumila–Mellilä
- Yhdystie 2262 Mellilä–Karhula
- Yhdystie 2263 (fermée)
- Yhdystie 2264 Vättilä–Marttila–Koski Tl
- Yhdystie 2270 Raadelmantie
- Yhdystie 2291 (fermée)
- Yhdystie 2292 Hirvikoski–Metsämaa
- Yhdystie 2293 Onkijoki
- Yhdystie 2294 Korpi–Metsämaa–Saarenmäki
- Yhdystie 2310 Kanteenmaa–Punkalaidun
- Yhdystie 2311 Hirvikoski–Köyliönkylä–Alastaro (fermée)
- Yhdystie 2312 Murto–Punkalaidun (fermée)
- Yhdystie 2340 Tammisilta–Paimio
- Yhdystie 2341 Juntola–Paimio
- Yhdystie 2342 Piikkiön asematie (fermée)
- Yhdystie 2343 Paimio–Vaskio
- Yhdystie 2351 Kevola–Hajala–Halikko
- Yhdystie 2352 Paimio–Kevola
- Yhdystie 2353 Paimion asematie (fermée)
- Yhdystie 2354 Hajala–Kinnarpyöli
- Yhdystie 2401 Salo–Hähkänä–Inkere
- Yhdystie 2402 Ristinummi–Inkere–Pertteli
- Yhdystie 2403 Inkere–Rekijoki–Lautela
- Yhdystie 2404 Korvenkulma–Kuusjoki–Lehtola
- Yhdystie 2405 Lehtola–Rekijoki
- Yhdystie 2406 (fermée)
- Yhdystie 2407 Lope–Korvenkulma–Koski Tl
- Yhdystie 2408 Vihmalo–Kuusjoki
- Yhdystie 2409 Honkavuorentie
- Yhdystie 2410 Kitula–Kiikala–Terttilä–Ihamäki
- Yhdystie 2411 Rekijoki–Kiikala
- Yhdystie 2440 Vanhakylä–Nakkila–Harjavalta–Kokemäki
- Yhdystie 2441 (fermée)
- Yhdystie 2442 Friitala–Vanhakylä
- Yhdystie 2443 Friitala
- Yhdystie 2444 Friitala
- Yhdystie 2451 (fermée)
- Yhdystie 2452 (fermée)
- Yhdystie 2453 Nakkila–Harjavalta
- Yhdystie 2460 Harjavalta–Häyhtiönmaa–Kullaa
- Yhdystie 2461 (fermée)
- Yhdystie 2462 (fermée)
- Yhdystie 2463 Harjavalta–Kokemäki
- Yhdystie 2464 Järilä
- Yhdystie 2470 Peipohja–Kokemäki–Kynsikangas–Kauvatsa–Kiikoinen
- Yhdystie 2471 Kokemäki–Levonmäki
- Yhdystie 2472 (fermée)
- Yhdystie 2473 (fermée)
- Yhdystie 2474 (fermée)
- Yhdystie 2475 Kynsikangas–Häyhtiönmaa
- Yhdystie 2481 Keikyä–Ahvenus–Kauvatsa
- Yhdystie 2484 Kiikka–Kiikoinen (fermée)
- Yhdystie 2491 (fermée)
- Yhdystie 2492 Vammala–Putaja
- Yhdystie 2493 (fermée)
- Yhdystie 2494 (fermée)
- Yhdystie 2495 Kärppälä–Kiurala
- Yhdystie 2496 Krouvi–Lampinen
- Yhdystie 2501 Nokia–Mustaniemi–Sarkola–Kiurala–Karkku
- Yhdystie 2502 Mustaniemi–Suoniemi–Sarkola
- Yhdystie 2503 Ryömälä–Salmi
- Yhdystie 2504 Suumaa
- Yhdystie 2505 Nokia–Siuro–Karkku
- Yhdystie 2506 Sarkola
- Yhdystie 2521 Tyrväänkylä–Sammaljoki–Pynnä
- Yhdystie 2522 Vammala–Stormi
- Yhdystie 2550 Pori–Harjunpää–Kullaa
- Yhdystie 2551 Ulvila–Pori
- Yhdystie 2552 (fermée)
- Yhdystie 2553 Harjunpää–Vanhakylä
- Yhdystie 2554 Harjunpää–Kaasmarkku
- Yhdystie 2555 Ruosniemi–Noormarkku
- Yhdystie 2556 Palus–Harjakangas
- Yhdystie 2560 Noormarkku–Harjakangas–Lassila–Haunia–Lavia
- Yhdystie 2581 (fermée)
- Yhdystie 2582 (fermée)
- Yhdystie 2583 Kaukola–Leikkuu
- Yhdystie 2591 Putaja–Suodenniemi
- Yhdystie 2592 Tervamäki–Mouhijärvi
- Yhdystie 2593 Mouhijärvi–Haukijärvi
- Yhdystie 2594 Suodenniemi–Sävi–Vehuvarpee–Kilvakkala
- Yhdystie 2595 Ikaalinen
- Yhdystie 2600 Haunia–Pomarkku–Siikainen
- Yhdystie 2601 (fermée)
- Yhdystie 2602 (fermée)
- Yhdystie 2603 Jämijärvi–Kuusjoki
- Yhdystie 2611 Mansoniemi–Kovelahti–Raivala
- Yhdystie 2612 Kovesjoki gare (fermée)
- Yhdystie 2613 Jämijärvi–Pyydönniemi
- Yhdystie 2621 Herttuala–Vanaja
- Yhdystie 2622 Suumaa–Heinijärvi
- Yhdystie 2623 Mahnala–Myllymäki
- Yhdystie 2624 Siuro–Linnavuori–Mahnala–Sasi
- Yhdystie 2640 Luvia
- Yhdystie 2651 (fermée)
- Yhdystie 2652 Pikakylä–Kyläsaari–Meri-Pori
- Yhdystie 2653 Rieskala–Pihlava
- Yhdystie 2660 Pori–Hyvelä
- Yhdystie 2670 Merikarvian satamatie
- Yhdystie 2680 Lamppi–Ahlainen–Merikarvia
- Yhdystie 2700 Pyntäinen–Honkajoki–Kantti
- Yhdystie 2701 Noormarkku–Lamppi
- Yhdystie 2741 (fermée)
- Yhdystie 2742 Kairokoski–Linnanjärvi
- Yhdystie 2761 Kyröskoski
- Yhdystie 2762 Hämeenkyrö–Manni (fermée)
- Yhdystie 2763 Koivistonkylä–Nisunperä
- Yhdystie 2764 Luhalahti–Sisättö–Juhtimäki–Poikelus
- Yhdystie 2771 Hirvilahti–Karhe–Kyrönlahti
- Yhdystie 2772 Komi–Koivistonkylä
- Yhdystie 2773 Ylöjärvi–Takamaa–Komi–Viljakkala
- Yhdystie 2774 Ylöjärvi–Mutala
- Yhdystie 2790 Kihniö–Isoniemi
- Yhdystie 2791 Linnankylä gare (fermée)

## Häme
- Yhdystie 2801 Terttilä–Oinasjärvi
- Yhdystie 2802 (fermée)

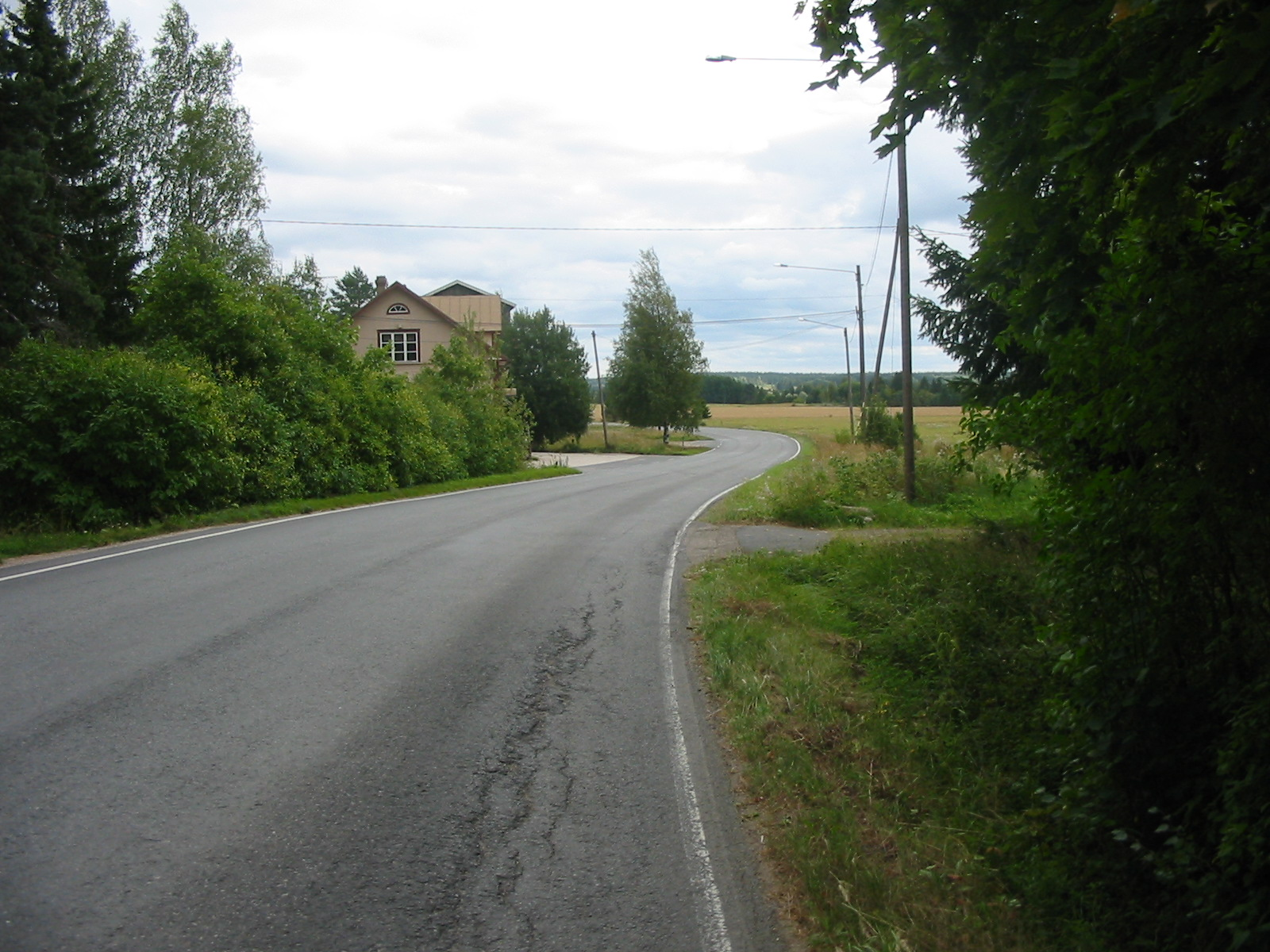
Yhdystietä 2810 à Somero.

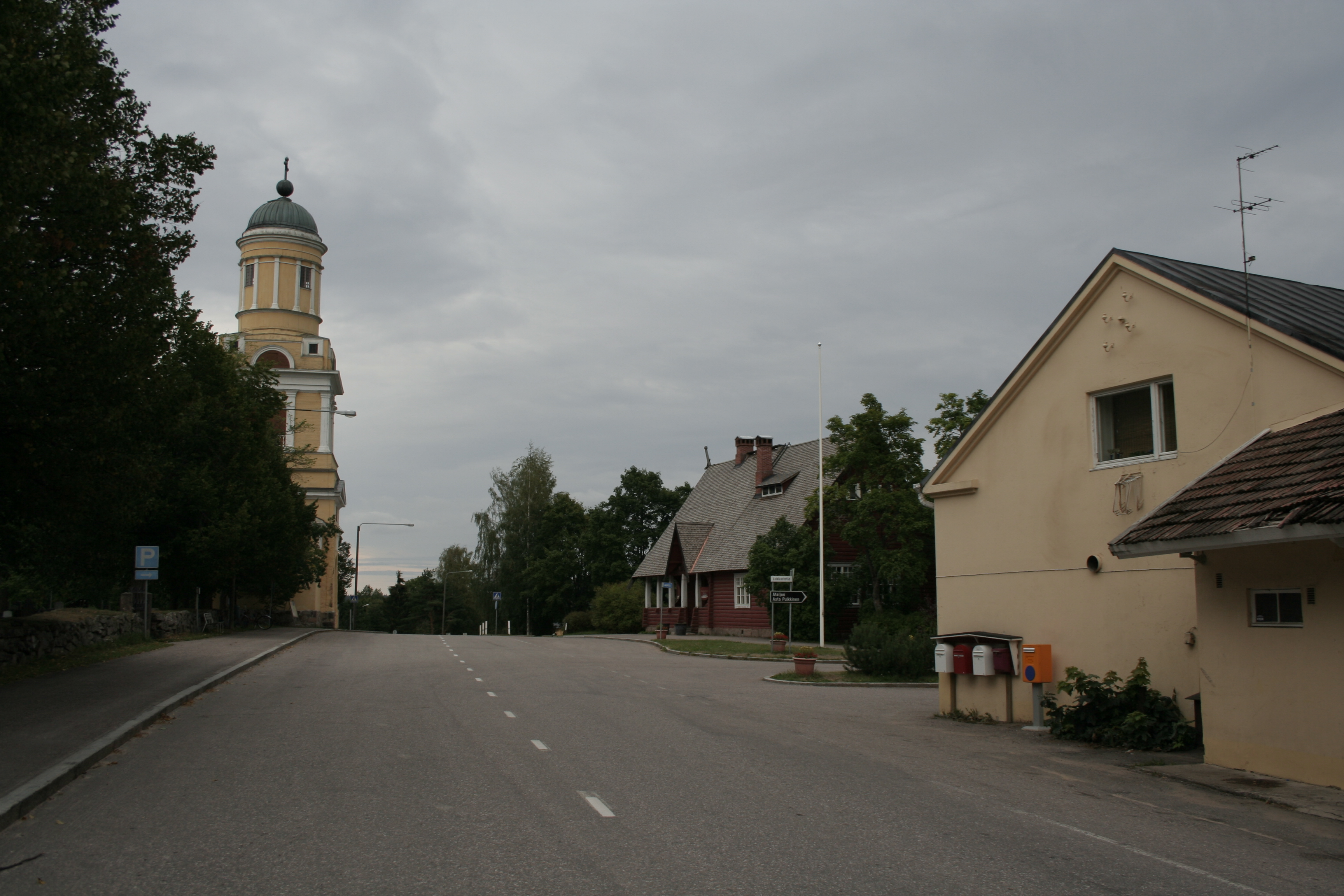
Yhdystie 2956 à Hollola.

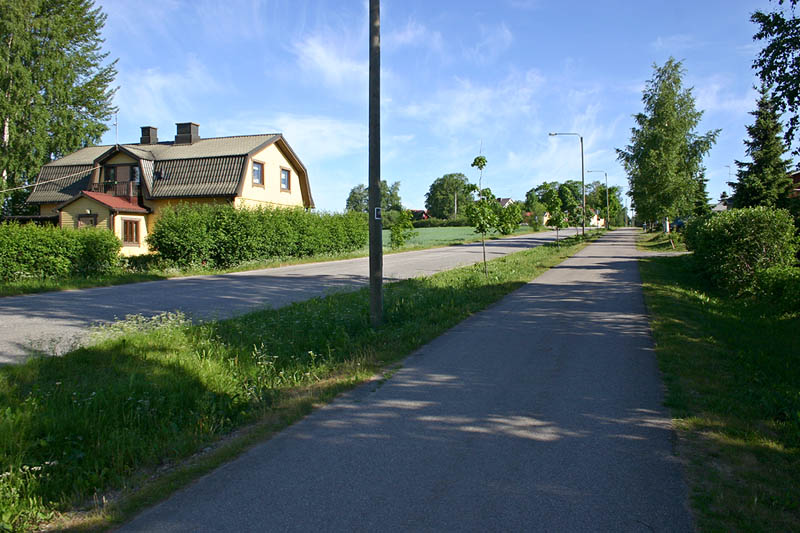
Yhdystie 3131 à Asikkala.

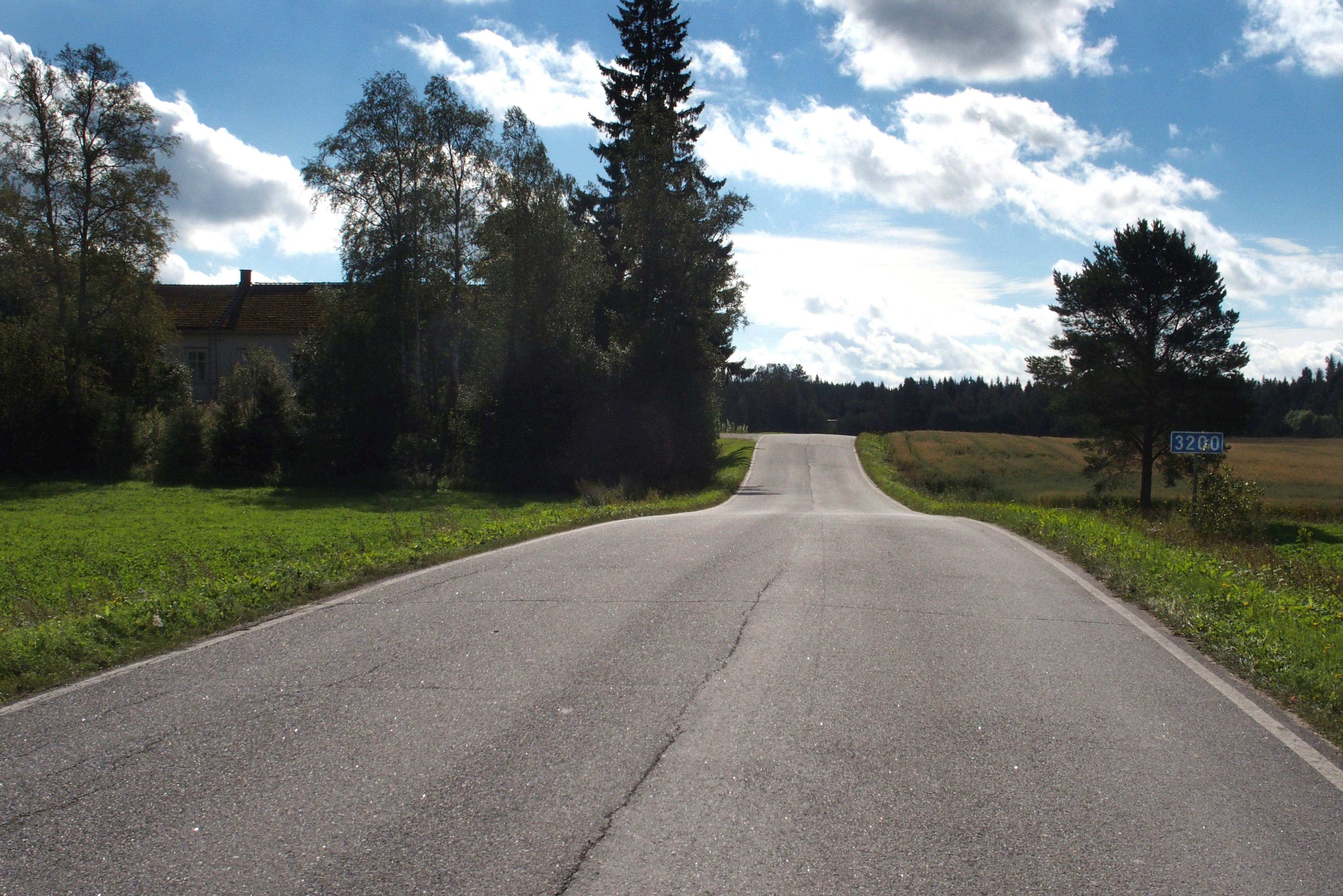
Yhdystie 3200 à Padasjoki.

- Yhdystie 2803 Somero–Jokioinen (fermée)
- Yhdystie 2804 Vaulammi–Jokioinen–Forssa
- Yhdystie 2805 Vähä-Sorvasto–Kuusjoki–Ypäjä
- Yhdystie 2810 Koski Tl–Pitkäjärvi–Somero
- Yhdystie 2811 (fermée)
- Yhdystie 2812 Vaulammi–Ypäjä–Korpi
- Yhdystie 2813 Jokioinen–Minkiö–Humppila
- Yhdystie 2814 Humppila
- Yhdystie 2815 Kauhanoja–Ypäjänkylä
- Yhdystie 2821 Forssa–Tammela–Riihialho
- Yhdystie 2822 (fermée)
- Yhdystie 2823 Tammela–Porras
- Yhdystie 2824 Letku–Porras–Vojakkala
- Yhdystie 2825 Loukku–Porras
- Yhdystie 2826 Similänkulma
- Yhdystie 2831 Räyskälä–Lietsa–Nummenkylä
- Yhdystie 2832 Hautahuhta–Pilpala–Rautakoski–Juhala
- Yhdystie 2833 (fermée)
- Yhdystie 2834 Herajoki–Kormu
- Yhdystie 2835 Koijärvi–Forssa (fermée)
- Yhdystie 2841 Vuoltu–Matku–Nuutajärvi
- Yhdystie 2842 (fermée)
- Yhdystie 2843 Myllykylä–Lautaporras
- Yhdystie 2844 Koijärvi–Perähuhta (fermée)
- Yhdystie 2845 (fermée)
- Yhdystie 2846 Lautaporras–Pirttikoski–Saaroispuoli–Tarttila
- Yhdystie 2847 Huhti–Toijala
- Yhdystie 2850 Hyvinkää–Riihimäki
- Yhdystie 2851 Toijala–Järviö
- Yhdystie 2852 Kylmäkoski–Sotkia
- Yhdystie 2853 Iittala–Taljala
- Yhdystie 2854 (fermée)
- Yhdystie 2855 Renko–Tiiriö
- Yhdystie 2861 (fermée)
- Yhdystie 2862 Soukko–Luolaja–Hämeenlinna
- Yhdystie 2871 Topeno–Renko
- Yhdystie 2872 Oinaala–Tuulensuu
- Yhdystie 2873 Launonen–Vähikkälä–Tuulensuu
- Yhdystie 2874 Vähikkälä–Tervakoski
- Yhdystie 2875 Tervakoski
- Yhdystie 2876 (fermée)
- Yhdystie 2877 Riihimäki (fermée)
- Yhdystie 2878 Lasi–Haapahuhta
- Yhdystie 2879 Riihimäki–Hikiä
- Yhdystie 2891 Haapahuhta–Kara
- Yhdystie 2892 (fermée)
- Yhdystie 2893 (fermée)
- Yhdystie 2894 (fermée)
- Yhdystie 2895 Riihimäki–Hikiä (fermée)
- Yhdystie 2896 Tervakoski–Ryttylä–Turkhauta
- Yhdystie 2901 Turenki–Miemala (fermée)
- Yhdystie 2951 Mommila–Arrankorpi–Jahkola–Lammi
- Yhdystie 2952 (fermée)
- Yhdystie 2953 Kärkölän kk.–Sairakkala
- Yhdystie 2954 Marttila–Luhtikylä–Herrala–Kukonkoivu
- Yhdystie 2955 Kukonkoivu–Soramäki
- Yhdystie 2956 Lahti–Messilä–Hollolan kk.
- Yhdystie 2981 Urjalankylä–Halkivaha
- Yhdystie 2982 Vesilahti (fermée)
- Yhdystie 2983 Koskenkylä–Vesilahti
- Yhdystie 2984 Koskenkylä–Mantere
- Yhdystie 2985 Viiala–Koskenkylä–Keihonen
- Yhdystie 2986 Punkalaidun–Halkivaha–Narva
- Yhdystie 2991 Rämsöö–Myllykylä–Sarkola
- Yhdystie 2992 Kurala–Tottijärvi
- Yhdystie 3001 Alinenjärvi–Harjuniitty
- Yhdystie 3002 Kyröskoski–Heittola
- Yhdystie 3003 Sorkkala–Nurmi–Lempäälä
- Yhdystie 3004 Pirkkala lentoasema (fermée)
- Yhdystie 3005 Myllypuro
- Yhdystie 3006 Myllypuro–Pikku-Ahvenisto
- Yhdystie 3007 Pikku-Ahvenisto–Soppee
- Yhdystie 3008 Rahola
- Yhdystie 3021 Kulju gare (fermée)
- Yhdystie 3022 Härmälä–Pirkkala–Rajaniemi–Nurmi
- Yhdystie 3023 Hääkivi–Lempäälä
- Yhdystie 3024 Lietsamo–Kuokkala
- Yhdystie 3040 Pirkanhovi
- Yhdystie 3041 Lempäälä–Kelho–Kärjenniemi
- Yhdystie 3042 (fermée)
- Yhdystie 3043 Telkkälampi–Viiala
- Yhdystie 3044 Kurjenkallio–Konho
- Yhdystie 3051 Nihattula–Parola
- Yhdystie 3052 Parolannummi
- Yhdystie 3053 Hämeenlinna–Aulanko–Rahkoila
- Yhdystie 3054 Eteläinen–Hauho (fermée)
- Yhdystie 3055 Kokkila–Sotjala
- Yhdystie 3056 Hämeenlinna–Idänpää
- Yhdystie 3057 Hämeenlinna–Kirstula
- Yhdystie 3061 Rahkoila–Lepaa–Tyrväntö
- Yhdystie 3062 Metsäkylä–Alvettula
- Yhdystie 3071 Sääksmäki–Uskila
- Yhdystie 3072 (fermée)
- Yhdystie 3073 Uskila–Metsäkylä
- Yhdystie 3110 Kulju–Savo
- Yhdystie 3131 Joenkulma–Vesivehmaa
- Yhdystie 3132 Vesivehmaa–Mustjärvi–Kalkkinen–Nuoramoinen
- Yhdystie 3133 (fermée)
- Yhdystie 3134 Nastola–Kumia–Ruuhijärvi
- Yhdystie 3135 (fermée)
- Yhdystie 3136 Uusikylä–Immilä–Vuolenkoski
- Yhdystie 3137 Ruuhijärvi–Pyyhonka
- Yhdystie 3138 Nastola
- Yhdystie 3141 Syrjäntaus–Asikkalan kk.
- Yhdystie 3142 Pulkkilanharju–Kalkkinen
- Yhdystie 3143 Taulu–Padasjoki
- Yhdystie 3161 Tiilikangas–Hollolan kk.–Järventausta
- Yhdystie 3171 Hämeenkoski–Putula
- Yhdystie 3172 Ojastenmäki–Hämeenkoski
- Yhdystie 3173 Sairakkala–Viitaila
- Yhdystie 3174 Kurhila–Vähimaa
- Yhdystie 3190 Jahkola–Lammi
- Yhdystie 3191 Lammi–Sankola
- Yhdystie 3192 Karhula–Lieso–Porraskoski–Kuohijoki
- Yhdystie 3200 Auttoinen–Vesijako–Kyynärö–Rautajärvi
- Yhdystie 3201 Sappee–Kuohijoki–Kyynärö
- Yhdystie 3202 Kyynärö–Korkee
- Yhdystie 3203 Vesijako–Kaukela
- Yhdystie 3221 (fermée)
- Yhdystie 3222 Sairiala–Sappee–Luopioinen
- Yhdystie 3223 Porras–Sappee
- Yhdystie 3230 Aitoo–Sappeenvuori–Sahalahti
- Yhdystie 3231 Kirpu–Isolahti
- Yhdystie 3233 Aitoo–Sahalahti (fermée)
- Yhdystie 3241 Yliskylä–Kutema
- Yhdystie 3251 (fermée)
- Yhdystie 3252 Vihasjärvi–Järvenpää
- Yhdystie 3253 Pohja–Järvenpää–Västilä
- Yhdystie 3254 Arrakoski–Kaukela–Torittu–Kylänlahti
- Yhdystie 3255 Torittu–Harmoinen
- Yhdystie 3260 Kuhmalahden kk.–Vihasjärvi–Eräjärvi–Orivesi
- Yhdystie 3261 Orivesi gare
- Yhdystie 3280 Eräjärvi–Leväslahti–Västilä–Länkipohja
- Yhdystie 3281 Hiukkaa–Längelmäki–Puharila
- Yhdystie 3282 Kuhmoinen–Päijälä–Puharila
- Yhdystie 3283 Länkipohja
- Yhdystie 3284 Karklampi–Kylämä–Länkipohja
- Yhdystie 3291 Kuhmoinen–Puukkoinen–Jämsä
- Yhdystie 3312 Pengonpohja–Länsiteisko
- Yhdystie 3313 Länsiteisko–Parkkuu
- Yhdystie 3350 Luode–Itä-Aure–Niskos–Kihniö
- Yhdystie 3351 Kallio–Itä-Aure
- Yhdystie 3352 Niskos–Kantoperä–Vaskuu–Koronkylä
- Yhdystie 3353 Kantoperä–Koivistonperä
- Yhdystie 3354 (fermée)
- Yhdystie 3355 (fermée)
- Yhdystie 3356 (fermée)
- Yhdystie 3357 (fermée)
- Yhdystie 3358 Vaskivesi–Vaskuu
- Yhdystie 3359 Vaskuu–Ruohoperä
- Yhdystie 3381 (fermée)
- Yhdystie 3382 Kaanaa–Murole–Karjula
- Yhdystie 3383 Murole–Kekkonen
- Yhdystie 3400 Kangasala–Ruutana–Tarastenjärvi
- Yhdystie 3401 Kangasala–Kangasalan gare (fermée)
- Yhdystie 3402 Kangasala–Pikonlinna
- Yhdystie 3403 Ruutana–Suinula
- Yhdystie 3404 Kaukajärvi–Kangasala (fermée)
- Yhdystie 3411 (fermée)
- Yhdystie 3412 (fermée)
- Yhdystie 3413 Leppähammas–Juupajoki–Korkeakoski
- Yhdystie 3421 Lyly–Pihlaisto
- Yhdystie 3422 Lyly gare
- Yhdystie 3423 Kivimäki–Kavala–Halli
- Yhdystie 3424 Kavala–Pihlaisto–Valkamanperä
- Yhdystie 3441 Korkeakoski–Väärinmaja
- Yhdystie 3471 (fermée)
- Yhdystie 3472 (fermée)
- Yhdystie 3473 (fermée)
- Yhdystie 3474 (fermée)
- Yhdystie 3475 (fermée)
- Yhdystie 3476 (fermée)
- Yhdystie 3477 Kolho gare
- Yhdystie 3481 Mustajärvi–Tuuhoskylä–Innala–Riiho–Haapamäki
- Yhdystie 3482 Kolho–Haapamäki
- Yhdystie 3491 (fermée)
- Yhdystie 3492 (fermée)
- Yhdystie 3493 Kotala–Killinkoski
- Yhdystie 3495 Lakalaiva–Tampere

## Kymi
- Yhdystie 3501 Ylikylä–Purola
- Yhdystie 3502 Ahvenkoski
- Yhdystie 3503 Pyhtää
- Yhdystie 3504 Heinlahti

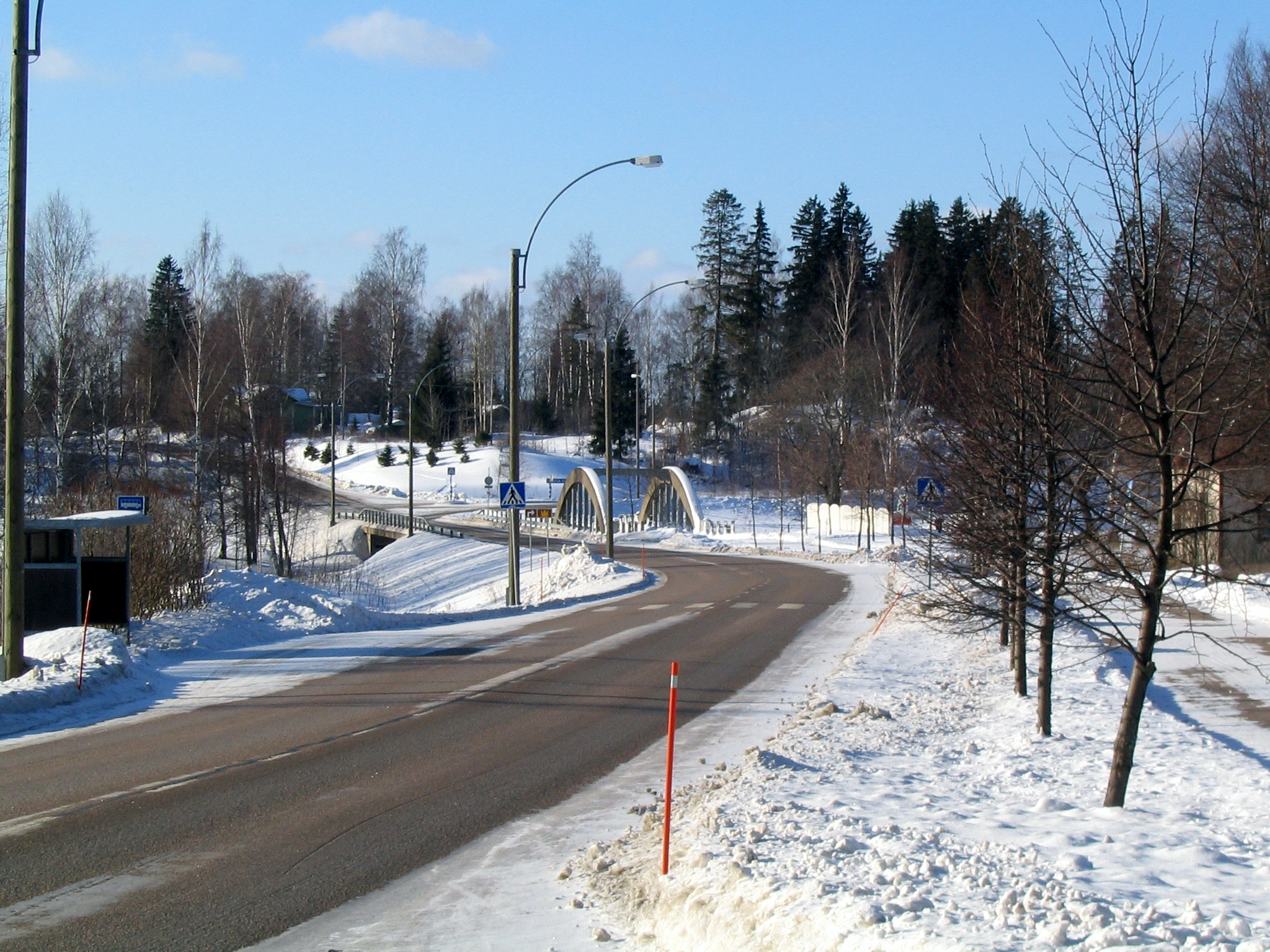
Yhdystie 3562 à Pyhtää.

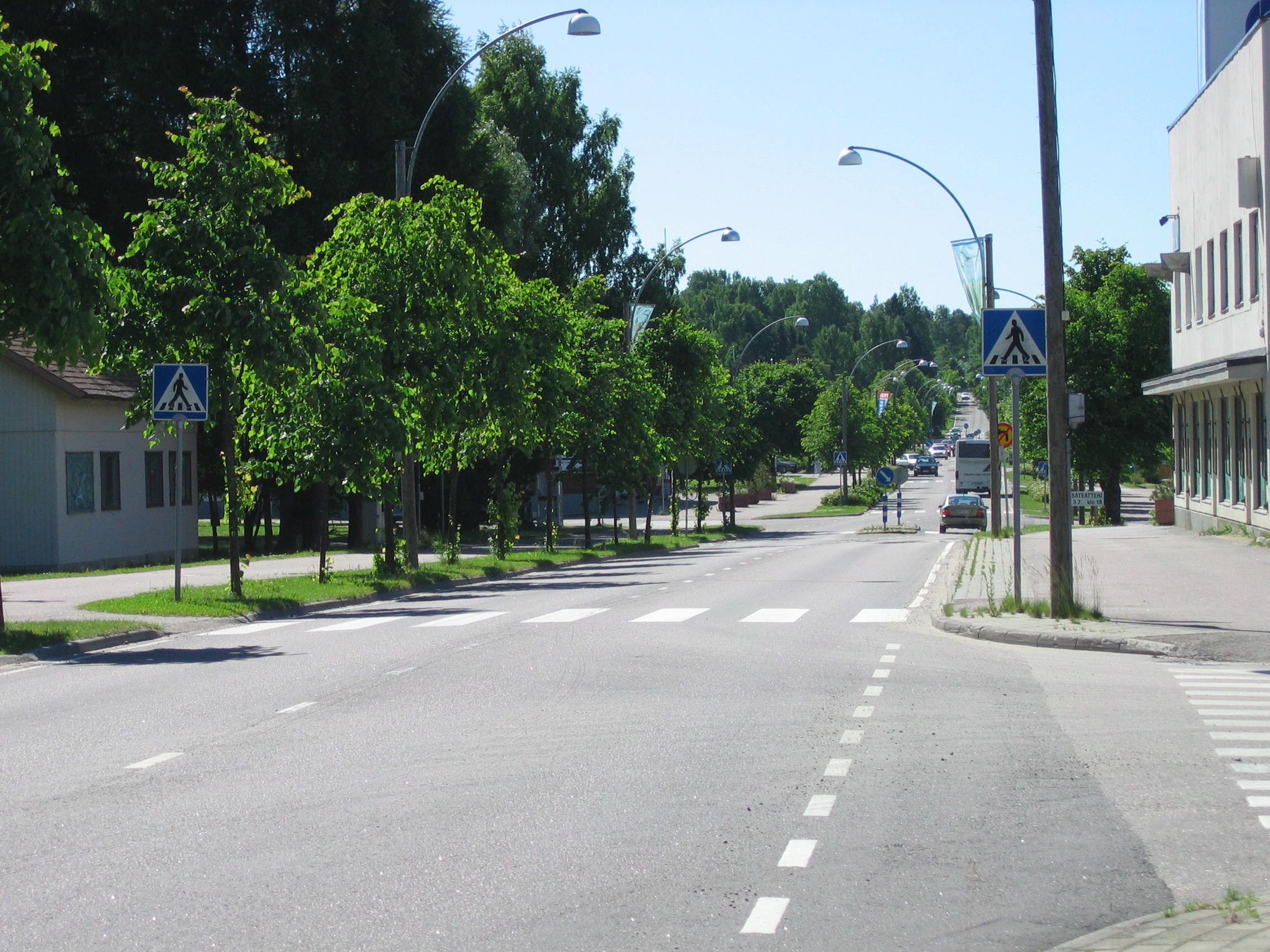
Yhdystie 4015 à Parikkala.

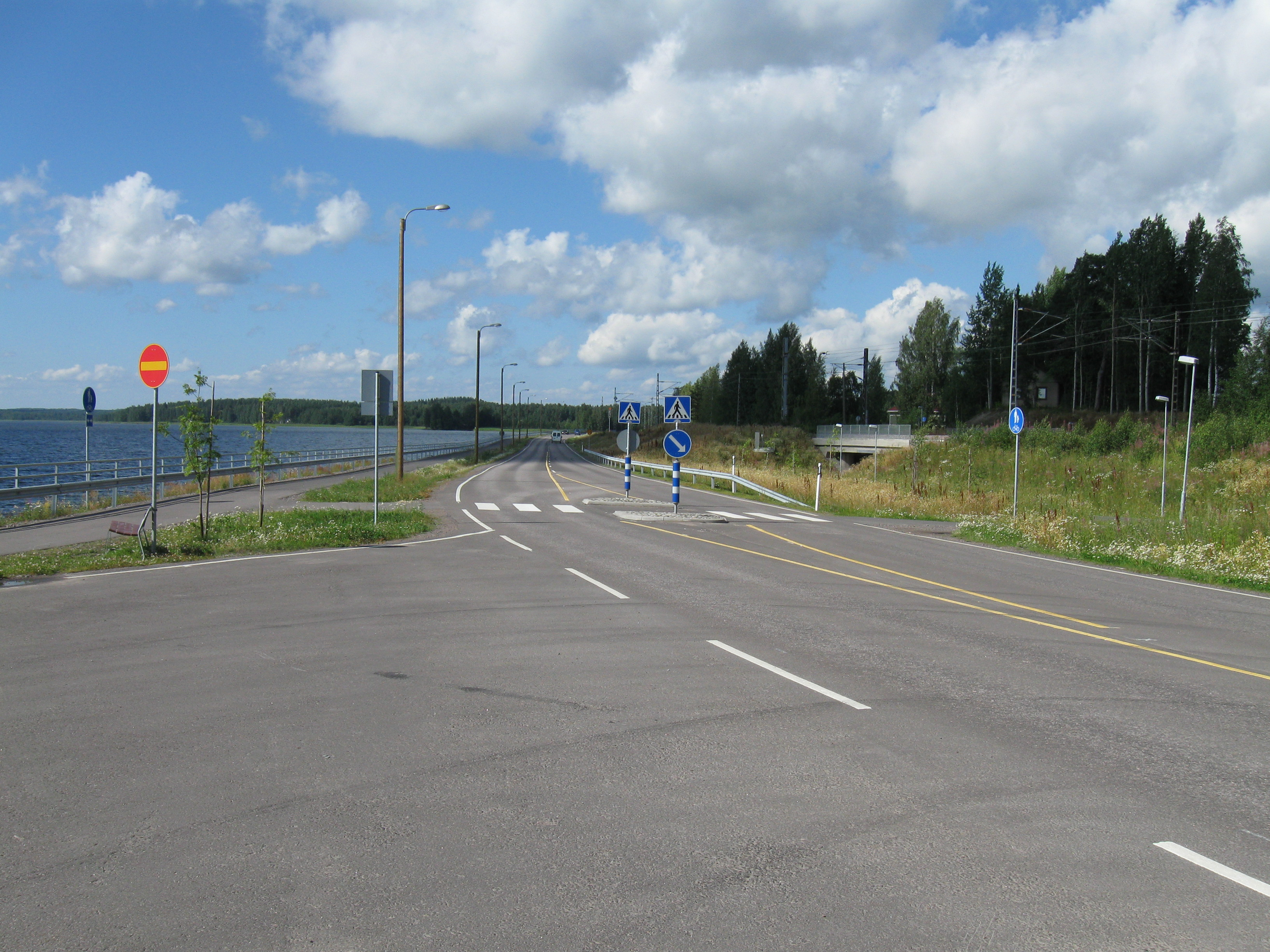
Yhdystie 4015 à Parikkala.

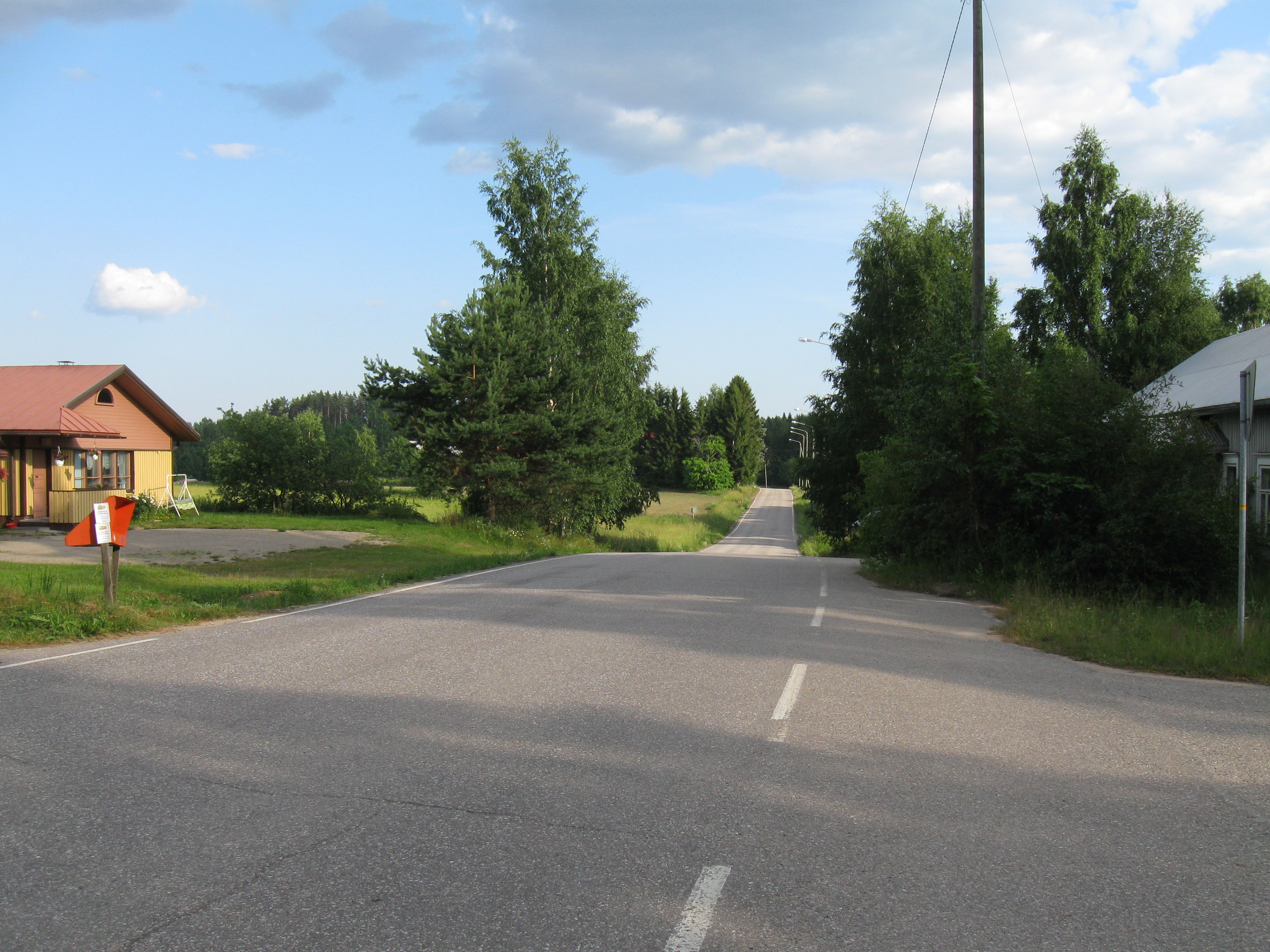
Yhdystie 4021 à Uukuniemi Parikkala.

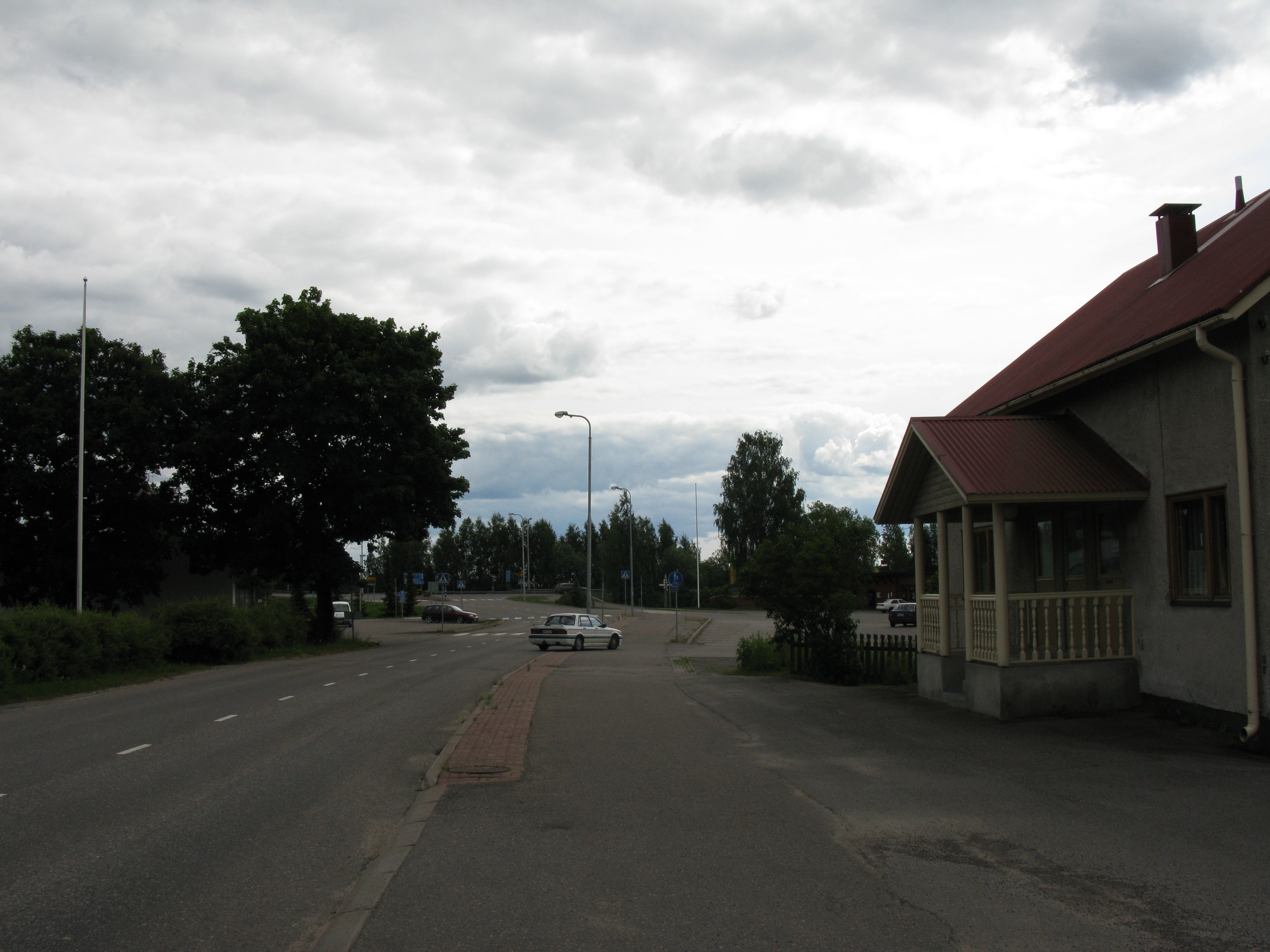
Yhdystie 4052 à Särkisalmi.

- Yhdystie 3511 Pyterlahti–Virolahden kk.
- Yhdystie 3512 Virojoki
- Yhdystie 3513 Tallinmäki–Klamila–Ravijoki–Virojoki
- Yhdystie 3514 Saarasjärvi–Vaahterikonkangas
- Yhdystie 3531 Ruotsinkylä–Vastila–Itä-Vastila
- Yhdystie 3532 Vastila–Pöllönmäki
- Yhdystie 3541 (fermée)
- Yhdystie 3542 Koskisto–Villikkala
- Yhdystie 3543 Muhniemi–Ummeljoki
- Yhdystie 3544 Inkeroinen–Tehtaanmäki
- Yhdystie 3561 (fermée)
- Yhdystie 3562 Siltakylä–Itä-Vastila–Muhniemi
- Yhdystie 3571 Karhula–Korkeakoski–Peippola
- Yhdystie 3572 (fermée)
- Yhdystie 3573 Kyminlinna–Korkeakoski
- Yhdystie 3581 (fermée)
- Yhdystie 3582 Rantahaka–Ylänummi
- Yhdystie 3583 Ylänummi–Juurikorpi–Matarniemi
- Yhdystie 3584 Tavastila–Matarniemi
- Yhdystie 3591 (fermée)
- Yhdystie 3592 (fermée)
- Yhdystie 3593 Myllykoski–Kiehuva
- Yhdystie 3594 Myllykoski–Kattelus
- Yhdystie 3601 Kimonkylä–Haapa-Kimola
- Yhdystie 3602 (fermée)
- Yhdystie 3603 Sääskjärvi–Haapa-Kimola
- Yhdystie 3621 Tillola–Radansuu
- Yhdystie 3622 Iitin kk.–Kuusankoski
- Yhdystie 3623 Tillola–Kivistenmäki
- Yhdystie 3631 Jokue–Perä-Mankala–Koskenniska
- Yhdystie 3661 (fermée)
- Yhdystie 3662 Kuusankoski–Multamäki
- Yhdystie 3663 Kuusankoski
- Yhdystie 3681 (fermée)
- Yhdystie 3682 Keisanmäki–Suur-Selänpää
- Yhdystie 3691 Lantta–Hevosoja
- Yhdystie 3711 Poitsila–Husula
- Yhdystie 3712 Ylänummi–Metsäkylä
- Yhdystie 3721 Inkeroinen–Liikkala
- Yhdystie 3751 Utti–Sippola
- Yhdystie 3752 (fermée)
- Yhdystie 3753 (fermée)
- Yhdystie 3754 Taavetti
- Yhdystie 3771 (fermée)
- Yhdystie 3772 Metso–Tirva–Tuohikotti
- Yhdystie 3801 (fermée)
- Yhdystie 3802 Lemi–Kaihtula
- Yhdystie 3821 Portti–Lavola–Lappeenranta–Lauritsala–Mälkiä
- Yhdystie 3831 Pyhältö–Lapjärvi–Suur-Miehikkälä
- Yhdystie 3841 Luumäen kk.
- Yhdystie 3842 Jurvala–Suo-Anttila
- Yhdystie 3846 Taavetti–Lappeenranta
- Yhdystie 3861 (fermée)
- Yhdystie 3862 (fermée)
- Yhdystie 3863 (fermée)
- Yhdystie 3864 Ylämaa–Pulsa–Selkäharju
- Yhdystie 3871 Raippo gare
- Yhdystie 3872 Simola gare
- Yhdystie 3877 Vaalimaa–Häkälänjärvi
- Yhdystie 3891 Hytti–Vainikkala
- Yhdystie 3901 (fermée)
- Yhdystie 3902 Kasukkala–Nuijamaa
- Yhdystie 3921 Nuijamaa–Konnunsuo–Ravattila
- Yhdystie 3931 Muukko–Ravattila
- Yhdystie 3932 Joutseno–Ravattila–Leppälä–Penttilä
- Yhdystie 3933 Joutseno–Honkalahti
- Yhdystie 3934 Joutseno gare
- Yhdystie 3951 Joutseno–Kuurmanpohja
- Yhdystie 3952 Leppälä–Salo-Issakka–Imatrankoski–Mansikkala
- Yhdystie 3953 Meltola–Räikkölä–Salo-Issakka
- Yhdystie 3961 (fermée)
- Yhdystie 3962 (fermée)
- Yhdystie 3963 Vesivalo–Rauha
- Yhdystie 3964 Pellisenranta–Korvenkylä–Rauha
- Yhdystie 3981 Vuoksenniska–Huhtanen–Niska-Pietilä–Miettilä
- Yhdystie 3991 Rautjärven gare–Miettilä–Laikko–Saunasoppi
- Yhdystie 3992 (fermée)
- Yhdystie 3993 (fermée)
- Yhdystie 3994 (fermée)
- Yhdystie 3995 Seppälänmäki
- Yhdystie 4001 Viinikanmäki–Koitsanlahti
- Yhdystie 4011 Parikkala–Kannas–Saaren kk.–Saari
- Yhdystie 4012 Parikkala kko–Kolmikanta
- Yhdystie 4013 Pitkäpohja–Kesusmaa–Kirjavala
- Yhdystie 4014 Saaren kk.–Tarnala
- Yhdystie 4015 Kasuri–Moskuunniemi
- Yhdystie 4016 (fermée)
- Yhdystie 4017 Parikkala–Tiviä
- Yhdystie 4018 Saari
- Yhdystie 4021 Akanvaara–Tarnala–Niukkala–Uukuniemi
- Yhdystie 4040 Poiksilta–Kumpu–Niukkala
- Yhdystie 4041 Poiksilta gare
- Yhdystie 4051 Simpele–Seppälänmäki
- Yhdystie 4052 Simpele–Melkoniemi–Särkisalmi
- Yhdystie 4053 Vuoriniemi–Lahdenpohja
- Yhdystie 4054 Särkisalmi
- Yhdystie 4061 Heinä–Ruokolahti
- Yhdystie 4062 (fermée)
- Yhdystie 4063 Hörkkölä–Pohja-Lankila–Särkilahti–Vuoriniemi–Kultakivi
- Yhdystie 4071 Lauritsala–Muukko
- Yhdystie 4081 Lauritsala–Vehkataipale–Koivula
- Yhdystie 4091 (fermée)
- Yhdystie 4092 Kauria–Punkka

## Mikkeli
- Yhdystie 4131 Sysmä–Suopelto
- Yhdystie 4141 Vierumäki gare

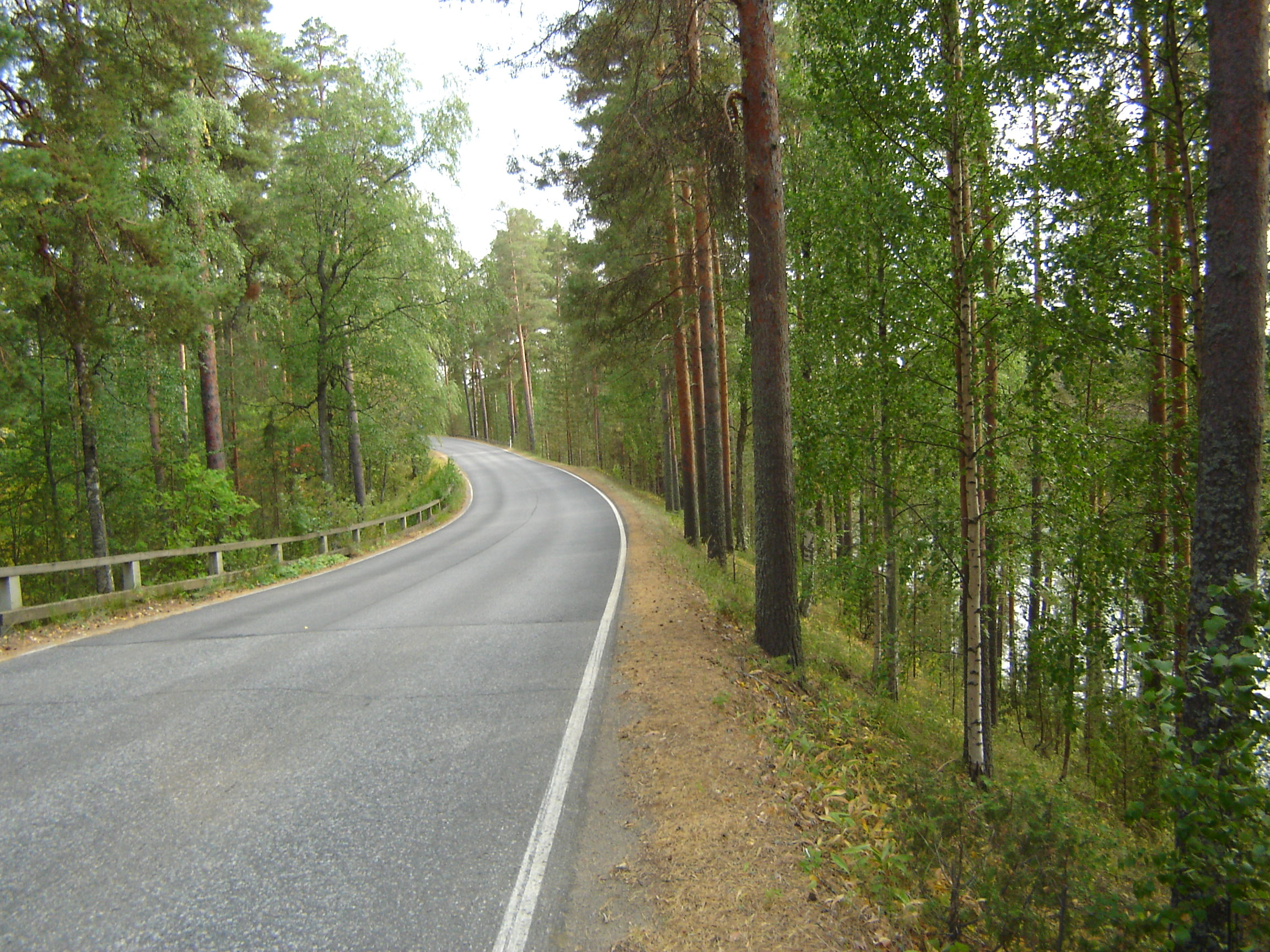
Yhdystie 4792 à Punkaharju.

- Yhdystie 4142 Korkee–Urheiluopisto–Myllykylä
- Yhdystie 4143 Hujansalo–Imjärvi–Nurmaa
- Yhdystie 4161 Voikoski–Voikoski gare
- Yhdystie 4162 (fermée)
- Yhdystie 4163 Poitti–Lepola
- Yhdystie 4164 Jaala–Huhdasjärvi–Nurmaa–Virtala
- Yhdystie 4171 Varpanen gare
- Yhdystie 4172 Halmeniemi–Kalliokorpi
- Yhdystie 4173 Laivolahti–Valtola–Varpanen
- Yhdystie 4174 Heituinlahti–Huuhilo–Halmeniemi
- Yhdystie 4201 Hietanen–Ristiina
- Yhdystie 4231 Hartola
- Yhdystie 4251 Koskenmylly–Lepsala–Vehkalahti–Haminanmäki
- Yhdystie 4321 Ristiina–Parkkila
- Yhdystie 4322 (fermée)
- Yhdystie 4323 Ristiina–Toijola–Suurlahti–Hurissalo
- Yhdystie 4341 (fermée)
- Yhdystie 4342 Hatsola–Kolkanranta
- Yhdystie 4351 Sulkava
- Yhdystie 4371 Sulkava–Kolkonpää
- Yhdystie 4401 Lohilahti–Kiviapaja–Särkilahti
- Yhdystie 4402 (fermée)
- Yhdystie 4403 Punkaniemi
- Yhdystie 4404 Punkasalmi
- Yhdystie 4411 (fermée)
- Yhdystie 4412 (fermée)
- Yhdystie 4413 Anttola–Kerimäki gare
- Yhdystie 4421 Vihikangas–Kouhi–Toivakka
- Yhdystie 4471 (fermée)
- Yhdystie 4472 (fermée)
- Yhdystie 4473 Vuojalahti–Kutemajärvi
- Yhdystie 4474 Porsaskoski–Nykälä–Haukivuori
- Yhdystie 4501 (fermée)
- Yhdystie 4502 (fermée)
- Yhdystie 4503 (fermée)
- Yhdystie 4504 Pieksämäki–Pohosjoki
- Yhdystie 4520 Jäppilä–Suontee–Karhulanmäki
- Yhdystie 4531 Pieksämäki itä
- Yhdystie 4532 Tahilampi
- Yhdystie 4551 (fermée)
- Yhdystie 4552 Huutokoski gare
- Yhdystie 4553 (fermée)
- Yhdystie 4554 (fermée)
- Yhdystie 4555 (fermée)
- Yhdystie 4556 Katajamäki–Maavesi
- Yhdystie 4557 Joroinen–Kuvansi
- Yhdystie 4558 Kaislaharju
- Yhdystie 4561 Virtasalmi–Katajamäki–Heinälehto
- Yhdystie 4591 Kalvitsa–Virankylä–Narila
- Yhdystie 4592 Virankylä–Hatsola
- Yhdystie 4593 Kalvitsa
- Yhdystie 4594 Kalvitsa gare
- Yhdystie 4595 Kantala–Virtasalmi
- Yhdystie 4601 Mikkeli–Hiirola
- Yhdystie 4602 Haukivuori saha
- Yhdystie 4603 Haukivuori gare
- Yhdystie 4604 Haukivuori gare
- Yhdystie 4605 Kantala gare
- Yhdystie 4606 Kantala
- Yhdystie 4641 Parkumäki
- Yhdystie 4651 (fermée)
- Yhdystie 4652 Joroinen–Kerisalo–Kolkontaipale–Rantasalmi
- Yhdystie 4653 Kolkonpää–Kolkontaipale
- Yhdystie 4681 Könönpelto–Harjuranta–Rauhamäki
- Yhdystie 4682 (fermée)
- Yhdystie 4683 (fermée)
- Yhdystie 4684 Kangaslampi–Mäkiaho
- Yhdystie 4701 Malkkila–Säyneinen
- Yhdystie 4702 (fermée)
- Yhdystie 4703 Viljolahti–Malkkila–Hevosmäki
- Yhdystie 4711 Simanala–Juvola
- Yhdystie 4712 Konnalampi–Simanala
- Yhdystie 4731 Anttola–Louhi–Makkola
- Yhdystie 4741 Savonranta–Leipämäki
- Yhdystie 4761 (fermée)
- Yhdystie 4762 (fermée)
- Yhdystie 4763 Heinävesi–Heinävesi gare
- Yhdystie 4764 Heinävesi
- Yhdystie 4781 Vihtari gare
- Yhdystie 4782 (fermée)
- Yhdystie 4783 Sarvikumpu gare
- Yhdystie 4784 Pääskyvuori–Lajunlahti
- Yhdystie 4791 Putikko–Kirjavala
- Yhdystie 4792 Punkaharjun Harjutie
- Yhdystie 4793 (fermée)
- Yhdystie 4794 Kulennoinen–Kerimäki

## Carélie du Nord
- Yhdystie 4800 Aittolahti–Villala
- Yhdystie 4821 Rääkkylä
- Yhdystie 4822 (fermée)
- Yhdystie 4823 Ristinpohja
- Yhdystie 4841 (fermée)
- Yhdystie 4842 (fermée)
- Yhdystie 4843 (fermée)
- Yhdystie 4844 (fermée)
- Yhdystie 4845 (fermée)

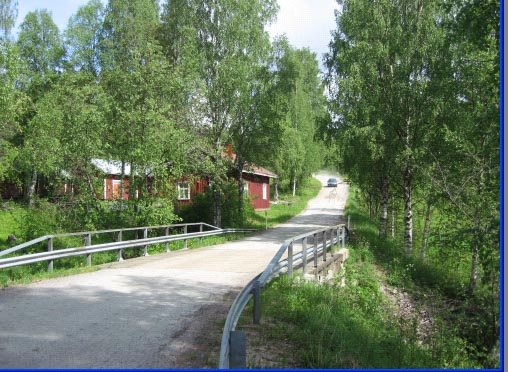
Yhdystie 5077 à Lieksa.

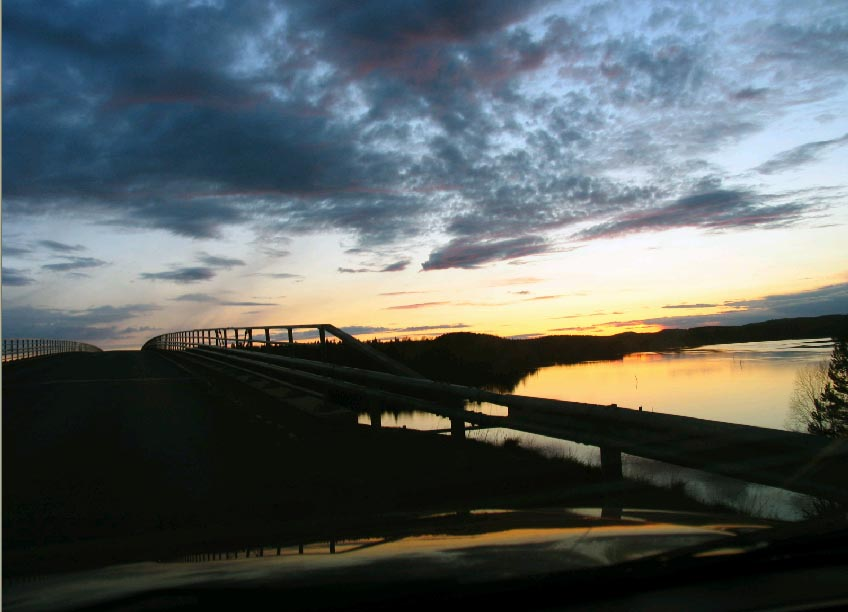
Yhdystie 5100 à Kontiolahti.

- Yhdystie 4846 Hammaslahti–Haavanpää
- Yhdystie 4861 Kesälahti kk.
- Yhdystie 4870 Kitee
- Yhdystie 4880 Kitee–Kiteenlahti–Välivaara
- Yhdystie 4881 Kitee gare
- Yhdystie 4882 Kitee–Närsäkkälä–Korkeakangas
- Yhdystie 4883 Korkeakangas–Uusi-Värtsilä
- Yhdystie 4884 Peijonniemi–Perä-Musko
- Yhdystie 4901 (fermée)
- Yhdystie 4902 (fermée)
- Yhdystie 4903 Uusi-Värtsilä
- Yhdystie 4940 Lahdenvaara–Tenka
- Yhdystie 4941 Tenka–Saario–Kenraalinkylä–Öllölä
- Yhdystie 4942 (fermée)
- Yhdystie 4943 Heinävaara
- Yhdystie 4944 Keskijärvi
- Yhdystie 4961 (fermée)
- Yhdystie 4962 Öllölä–Luutalahti
- Yhdystie 4963 Tuupovaara gare–Pirttijärvi
- Yhdystie 4964 Tuupovaara gare
- Yhdystie 4965 (fermée)
- Yhdystie 4966 Tuupovaara
- Yhdystie 4980 Rajavaara–Luutalahti–Pirttijärvi–Puustinvaara
- Yhdystie 5001 (fermée)
- Yhdystie 5002 Saarivaara
- Yhdystie 5003 Emeliinsyrjä–Nehvonniemi
- Yhdystie 5004 Ilomantsi–Möhkö–Kusuri
- Yhdystie 5005 Saario–Värtsilä
- Yhdystie 5006 Kenraalinkylä–Kaustajärvi
- Yhdystie 5011 Joensuu–Siilainen
- Yhdystie 5012 Joensuu–Käpykangas
- Yhdystie 5013 Repokallio–Karhunmäki
- Yhdystie 5021 Viinijärvi gare
- Yhdystie 5022 Liperi
- Yhdystie 5030 Outokumpu
- Yhdystie 5031 Käsämä–Sotkuma
- Yhdystie 5040 Koli
- Yhdystie 5041 (fermée)
- Yhdystie 5042 (fermée)
- Yhdystie 5043 (fermée)
- Yhdystie 5044 Kansalanalavi–Polvela
- Yhdystie 5045 (fermée)
- Yhdystie 5046 Kolinranta
- Yhdystie 5047 Merilänranta
- Yhdystie 5051 Uuro–Kontioniemi
- Yhdystie 5071 Kelvä–Vuonislahti–Märäjälahti
- Yhdystie 5072 (fermée)
- Yhdystie 5073 Vuonislahden gare
- Yhdystie 5074 (fermée)
- Yhdystie 5075 Vuonislahden laituri
- Yhdystie 5076 (fermée)
- Yhdystie 5077 Kyyrönvaara–Kelvä
- Yhdystie 5100 Alavi–Selkie–Jakokoski
- Yhdystie 5101 Uilo–Paihola
- Yhdystie 5141 Eno gare
- Yhdystie 5160 Uimaharju–Kivilahti
- Yhdystie 5161 (fermée)
- Yhdystie 5162 Uimaharju gare
- Yhdystie 5200 Lylyvaara–Huhus–Kivilahti–Jaakonvaara–Välivaara
- Yhdystie 5201 Huhus–Hautalahti
- Yhdystie 5202 Kivilahti–Patvinsuo–Kitsi
- Yhdystie 5221 Mekrijärvi–Hautalahti–Naarva–Pihlajavaara
- Yhdystie 5222 (fermée)
- Yhdystie 5223 Kitsi–Inari
- Yhdystie 5224 Pankakoski–Ruunaa
- Yhdystie 5241 Nurmijärvi–Kivivaara
- Yhdystie 5260 Mätäsvaara–Vieki–Nurmijärvi
- Yhdystie 5261 Jamali–Kylänlahti–Mätäsvaara–Höljäkkä–Lounat
- Yhdystie 5262 (fermée)
- Yhdystie 5263 Kylänlahti
- Yhdystie 5264 Vieki gare
- Yhdystie 5265 Höljäkkä gare
- Yhdystie 5281 (fermée)
- Yhdystie 5282 (fermée)
- Yhdystie 5283 (fermée)
- Yhdystie 5284 Valtimo–Sivakka–Kolkonjärvi–Vepsä–Saarela
- Yhdystie 5285 Holinrotko–Pajukoski–Valtimo

## Kuopio
- Yhdystie 5300 Hankavesi–Säkinmäki–Myhinpää–Saahkari–Toholahti
- Yhdystie 5341 Mustinsalo–Leppäsalo

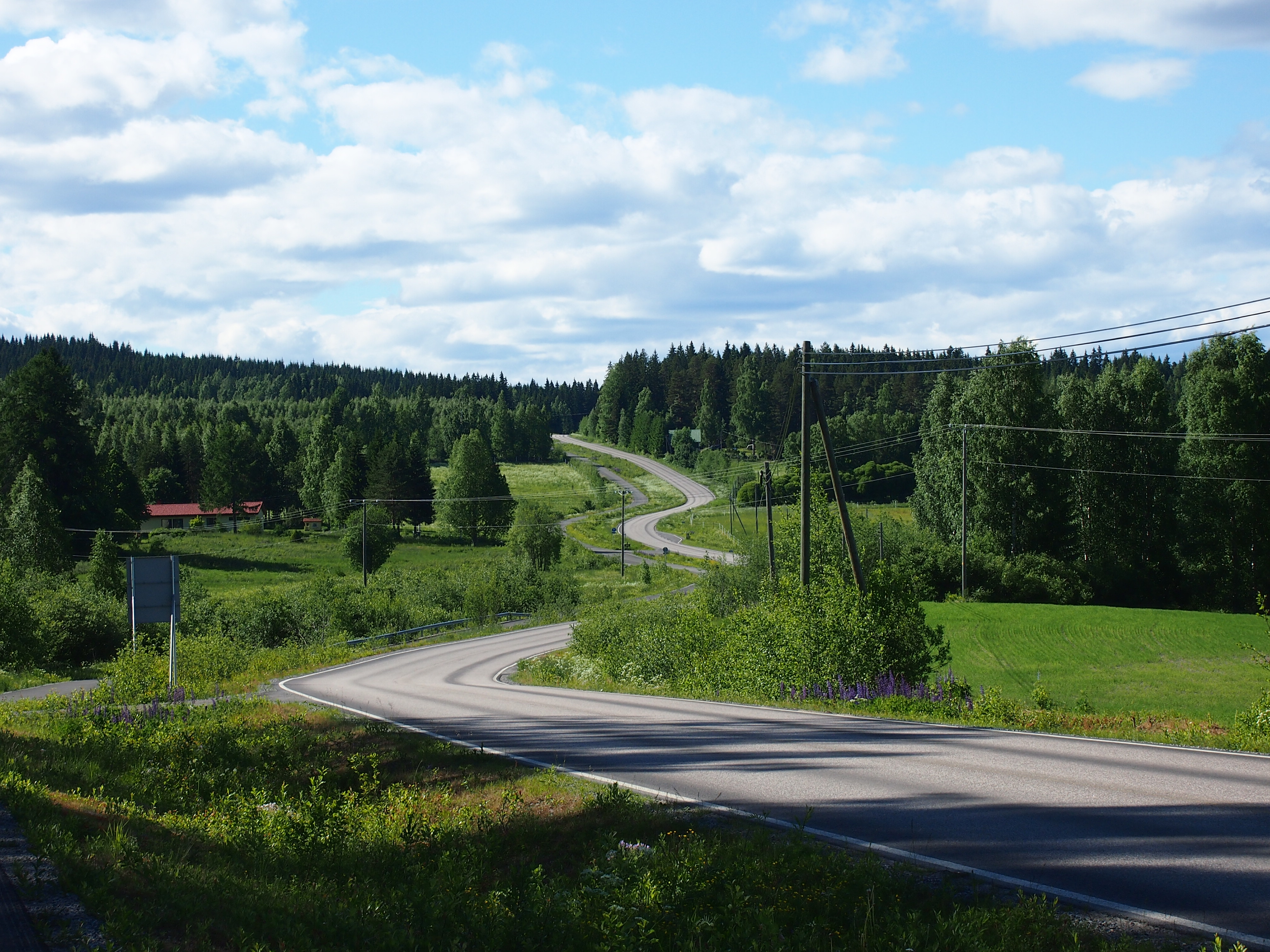
Yhdystie 5550 àHaminalahti, Kuopio.

- Yhdystie 5370 Hiltulanlahti–Puutossalmi–Räsälä
- Yhdystie 5390 Haapokangas–Mustinlahti–Ruskila
- Yhdystie 5400 Saitanmäki–Savulahti–Vartiala
- Yhdystie 5420 Pajumäki–Hietala
- Yhdystie 5421 Mustinlahden laituri
- Yhdystie 5451 Rautalampi–Vaajasalmi
- Yhdystie 5460 Vaajasalmi–Saikari–Joutenniemi
- Yhdystie 5490 Pellesmäki–Kurkimäki–Pihkainmäki
- Yhdystie 5491 Lempyy–Salminen
- Yhdystie 5492 Leppämäki–Airaksela–Punnonmäki–Syvänniemi
- Yhdystie 5511 Ahveninen–Vesijärvi–Harinkaa
- Yhdystie 5512 Tervo–Pirttimäki
- Yhdystie 5513 Karttula–Itä-Karttula–Niemisjärvi
- Yhdystie 5514 Syvänniemi–Souru
- Yhdystie 5515 (fermée)
- Yhdystie 5516 Pihkainmäki–Itä-Karttula
- Yhdystie 5517 Tervo–Äyskoski–Utrianlahti
- Yhdystie 5541 Koivujärvi–Talluskylä
- Yhdystie 5542 Kivimäki–Ristinen–Talluskylä–Riuttala–Niemisjärvi–Lamperila
- Yhdystie 5550 Haminalahti–Kaislastenlahti–Lamperila–Hirvilahti–Kurolanlahti–Pulkonkoski–Panka–Pajuskylä
- Yhdystie 5551 Talluskylä–Kurolanlahti
- Yhdystie 5552 Kurolanlahden laituri
- Yhdystie 5553 (fermée)
- Yhdystie 5554 (fermée)
- Yhdystie 5555 Kuopio–Puijo
- Yhdystie 5571 Pulkonkoski–Kinnulanlahti
- Yhdystie 5572 Uitonsilta–Pielavesi
- Yhdystie 5580 Kinnulanlahti–Alapitkä
- Yhdystie 5581 (fermée)
- Yhdystie 5582 Alapitkä
- Yhdystie 5583 Alapitkä gare
- Yhdystie 5584 (fermée)
- Yhdystie 5585 Mäntylahti
- Yhdystie 5601 Ahmonkylä–Korpilahti
- Yhdystie 5602 Sulkavanjärvi–Petäjäkylä
- Yhdystie 5603 Laukkala–Vaaraslahti
- Yhdystie 5611 Kurenpolvi–Runni–Heinäkylä
- Yhdystie 5612 (fermée)
- Yhdystie 5613 Saarela–Laukkala–Rytky–Rapakkojoki–Kiuruvesi
- Yhdystie 5631 Honkaranta
- Yhdystie 5632 (fermée)
- Yhdystie 5633 Haukilahti–Runni
- Yhdystie 5634 (fermée)
- Yhdystie 5635 Kurenpolvi–Valkeiskylä
- Yhdystie 5640 Vianta–Leppälahti–Martikkala–Kotikylä–Peltosalmi
- Yhdystie 5641 Löytynjärvi–Katajamäki–Pörsänmäki–Kotikylä
- Yhdystie 5642 Haukilahti–Pörsänmäki
- Yhdystie 5643 (fermée)
- Yhdystie 5644 (fermée)
- Yhdystie 5645 (fermée)
- Yhdystie 5646 Martikkala–Lapinlahti
- Yhdystie 5650 Oikeakätinen
- Yhdystie 5651 (fermée)
- Yhdystie 5652 (fermée)
- Yhdystie 5653 Toivala
- Yhdystie 5661 Muuruvesi–Kesämäki–Haluna
- Yhdystie 5662 Muuruveden laituri
- Yhdystie 5671 (fermée)
- Yhdystie 5672 Lähteenkorva–Haluna
- Yhdystie 5673 Lapinjärvi–Västinniemi
- Yhdystie 5674 Muuruvesi–Pirttilampi
- Yhdystie 5691 Akonpohjan laituri
- Yhdystie 5692 Juankoski gare
- Yhdystie 5701 Lastukoski–Pisankoski–Venäänaho
- Yhdystie 5702 Autiokoski–Vaikko–Kaitaa
- Yhdystie 5720 Tuusniemi–Ohtaanniemi–Luikonlahti
- Yhdystie 5731 Kaavi–Kortteinen–Sivakkavaara
- Yhdystie 5761 Pajulahti–Haapaharju
- Yhdystie 5762 Koivumäki–Haapaharju–Valkeiskylä
- Yhdystie 5763 (fermée)
- Yhdystie 5764 Yläpitkä–Pyöreinen
- Yhdystie 5765 Suurimäki–Valkeinen
- Yhdystie 5771 (fermée)
- Yhdystie 5772 Sänkimäki
- Yhdystie 5773 (fermée)
- Yhdystie 5774 (fermée)
- Yhdystie 5775 Lehtomäki–Tahko–Sääskiniemi
- Yhdystie 5780 Raatti–Palonurmi–Itäaho
- Yhdystie 5821 Lapinlahti–Pällikäs–Paisua
- Yhdystie 5822 Matalalahti–Madesalmi–Paisua–Petäys–Juminen
- Yhdystie 5823 Paisua–Harvanmäki
- Yhdystie 5824 Peltosalmi–Hernejärvi–Honkakoski–Palomäki
- Yhdystie 5850 Nokkamäki–Tiilikkajärvi–Nuolikoski
- Yhdystie 5861 Sonkajärvi–Aittokoski–Takkomäki
- Yhdystie 5862 Poromäki–Sonkakoski–Kulvemäki–Jyrkkä–Laakajärvi
- Yhdystie 5863 Sonkajärvi–Sonkakoski
- Yhdystie 5864 Jokijärvi–Metsäkartano
- Yhdystie 5900 Kumpumäki–Heinäpuro–Nieminen–Kainuunmäki–Riomäki
- Yhdystie 5901 (fermée)
- Yhdystie 5902 Pärekoski–Heinäpuro
- Yhdystie 5903 (fermée)
- Yhdystie 5904 (fermée)
- Yhdystie 5905 Sukeva
- Yhdystie 5910 Vieremä–Kauppilanmäki–Ryhälänmäki
- Yhdystie 5911 Hämeenlampi–Nissilä
- Yhdystie 5912 Nissilä–Pirttimäki
- Yhdystie 5950 Amerikka–Salahmi
- Yhdystie 5970 Koskenjoki–Turhala–Lapinsalo–Isomäki

## Finlande Centrale
- Yhdystie 6001 Piili gare (fermée)
- Yhdystie 6002 (fermée)
- Yhdystie 6003 (fermée)
- Yhdystie 6004 (fermée)
- Yhdystie 6005 (fermée)
- Yhdystie 6006 (fermée)

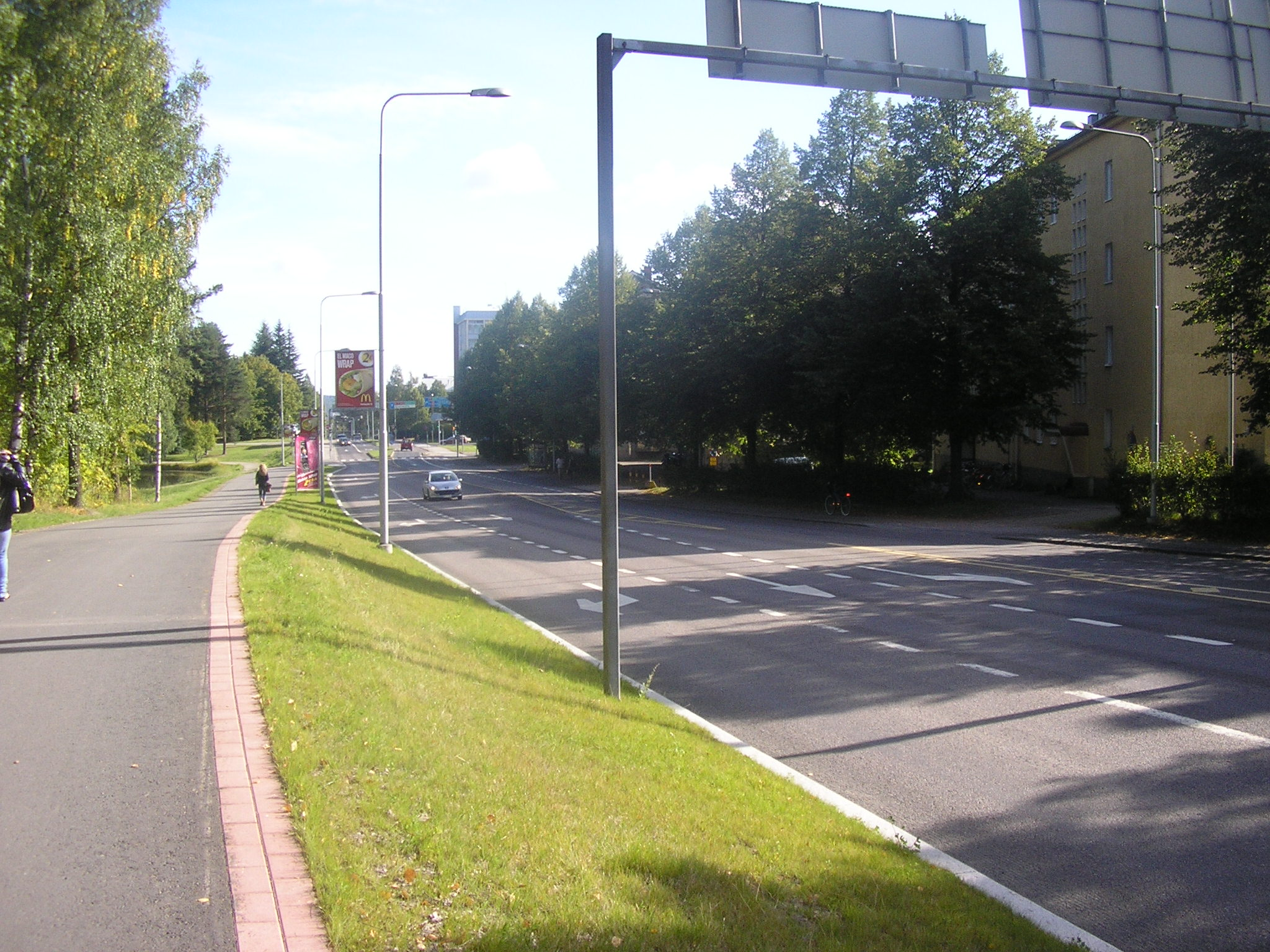
Yhdystie 6016 à Jyväskylä.

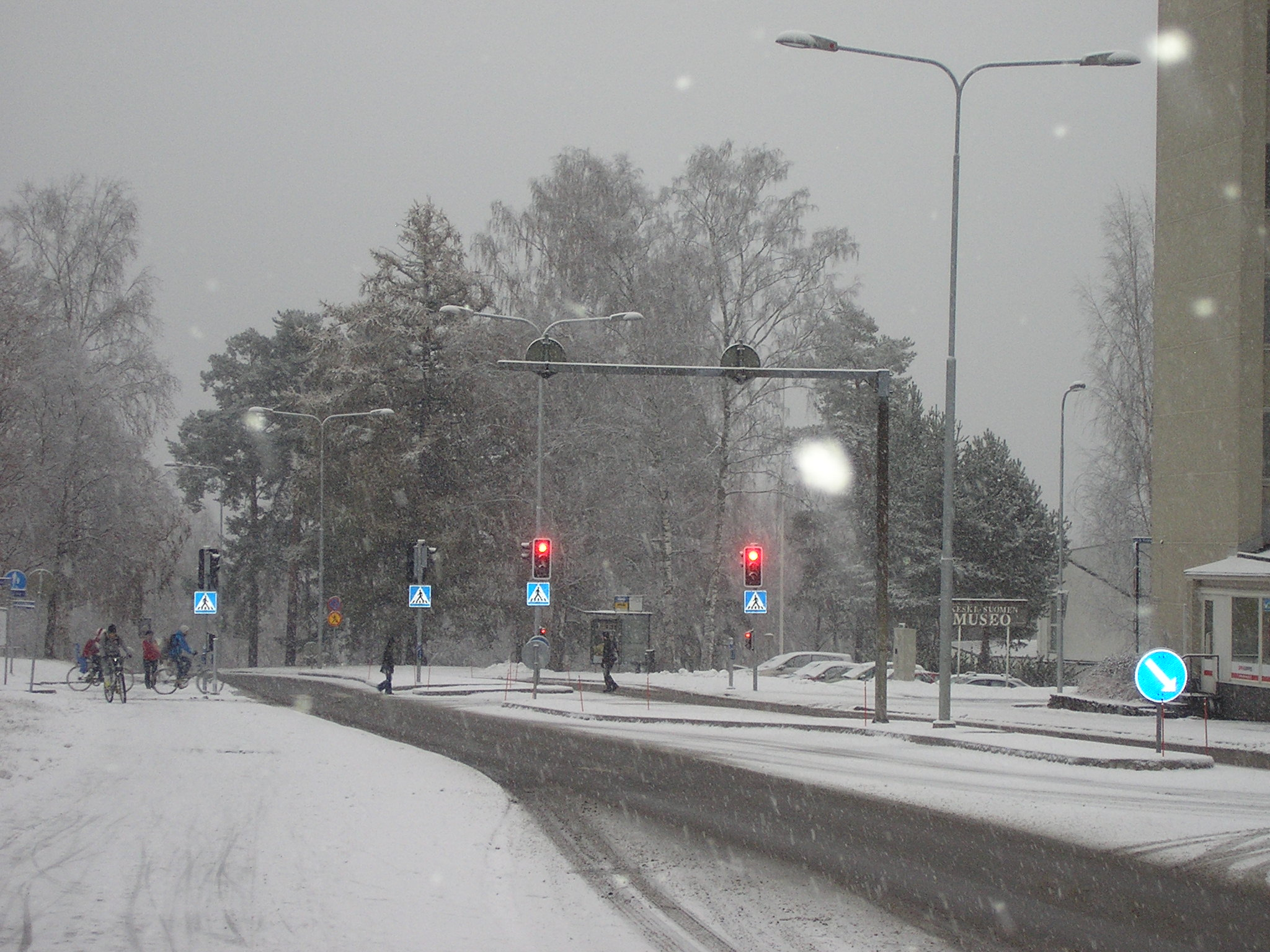
Yhdystie 6018 à Jyväskylä.

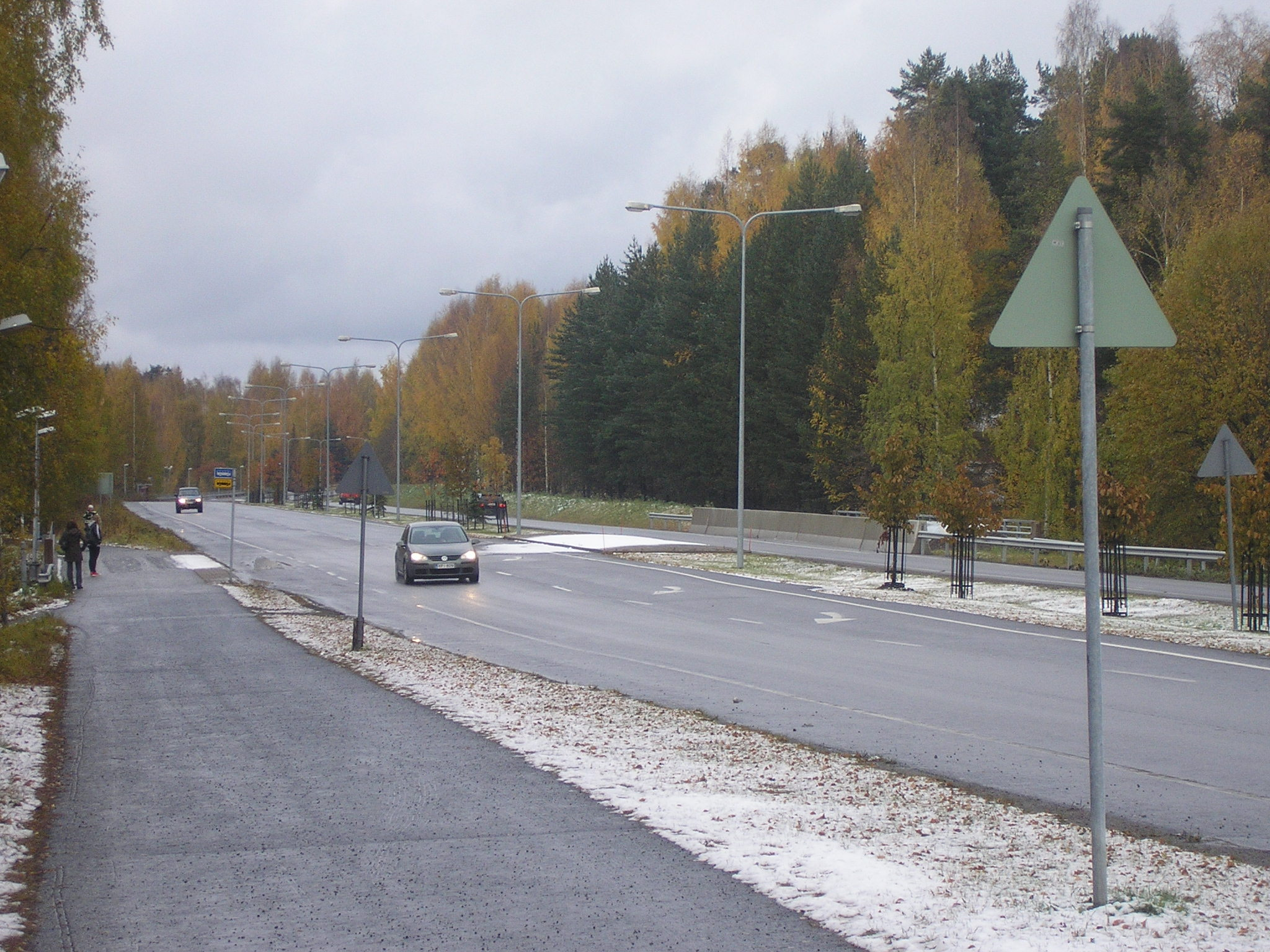
Yhdystie 6018 à Jyväskylä.

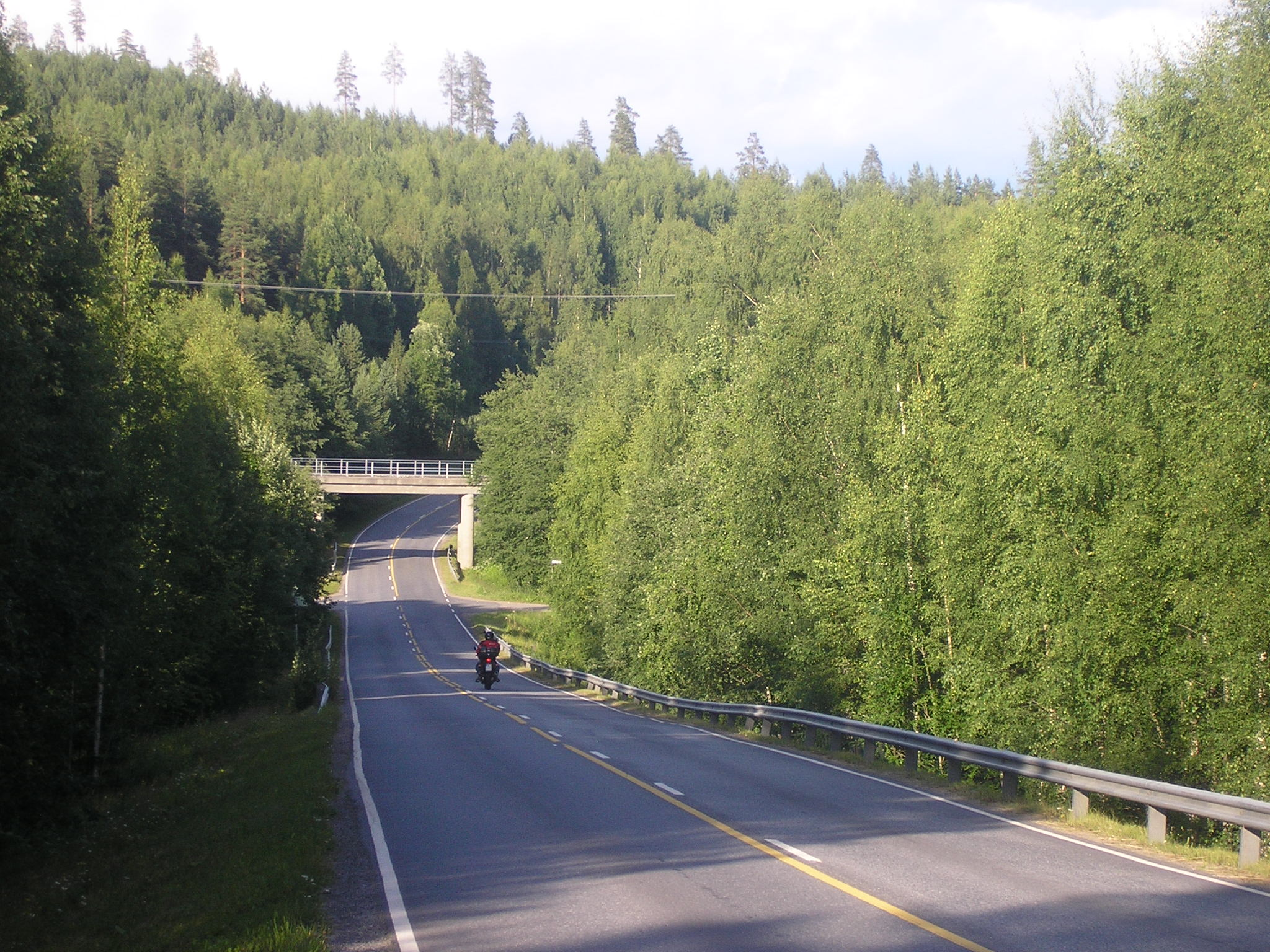
Yhdystie 6090 entre Muurame et Säynätsalo.

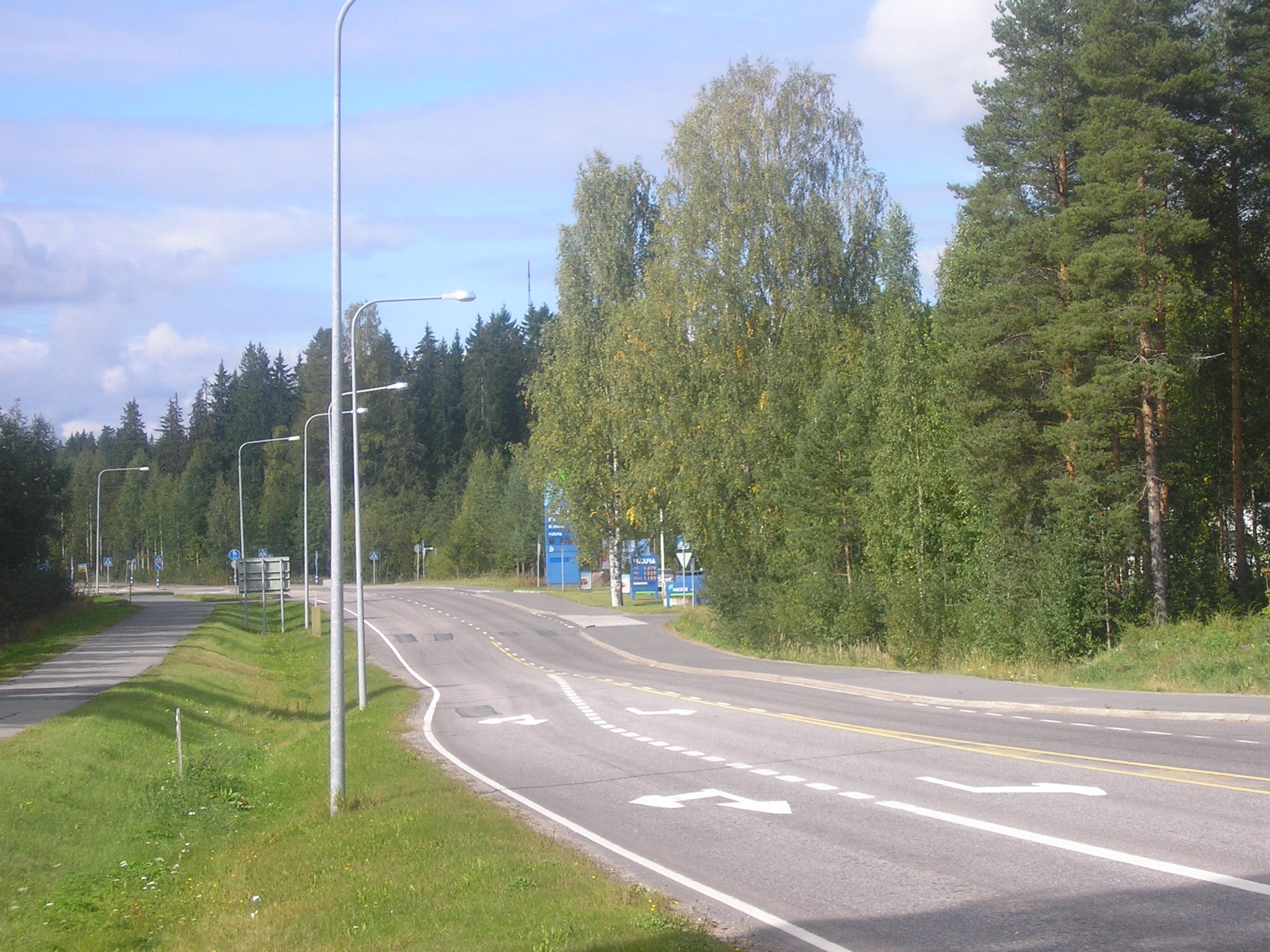
Yhdystie 6110 entre Jyväskylä et Säynätsalo.

- Yhdystie 6007 Haapamäki–Sahankylä–Pihlajavesi–Vaajamäki
- Yhdystie 6011 (fermée)
- Yhdystie 6012 (fermée)
- Yhdystie 6013 (fermée)
- Yhdystie 6014 (fermée)
- Yhdystie 6015 Könkkölä–Kypärämäki
- Yhdystie 6016 Kukkumäki–Keskussairaala
- Yhdystie 6017 (fermée)
- Yhdystie 6018 Pumperi–Tourula
- Yhdystie 6019 Keljo–Tikka
- Yhdystie 6031 Halli–Heräkulma–Jämsä
- Yhdystie 6032 Pahkala–Jämsä (fermée)
- Yhdystie 6033 Jämsä gare (fermée)
- Yhdystie 6034 Jämsä gare (fermée)
- Yhdystie 6040 Jämsä–Jämsänkoski
- Yhdystie 6041 (fermée)
- Yhdystie 6042 Haapamäki gare
- Yhdystie 6043 Haapamäki gare
- Yhdystie 6044 Keuruu
- Yhdystie 6045 Pohjoislahti–Kaleton
- Yhdystie 6046 Pohjoislahti–Porkkakylät–Koskenpää
- Yhdystie 6050 Jämsänkoski–Maahi
- Yhdystie 6071 Vihtalahti–Niittyaho
- Yhdystie 6090 Muurame–Säynätsalo
- Yhdystie 6101 (fermée)
- Yhdystie 6102 Kärkisten laituri
- Yhdystie 6110 Keljonkangas–Säynätsalo
- Yhdystie 6111 Kinkomaa
- Yhdystie 6112 Akkala–Kuokkala
- Yhdystie 6113 Muurame–Keljonkangas
- Yhdystie 6121 Markkula–Luhanka
- Yhdystie 6131 Jokela–Rutalahti
- Yhdystie 6132 Kivisuo
- Yhdystie 6133 Rutalahti
- Yhdystie 6134 Mäyrävaara–Vuorenkylä–Tammijärvi–Rutalahti–Viisarimäki
- Yhdystie 6161 Leivonmäki–Kälä (fermée 1996)
- Yhdystie 6162 Rutajärvi–Havumäki–Kouhu
- Yhdystie 6181 Toivakka–Leppälahti
- Yhdystie 6182 Lievestuore–Kankainen (fermée)
- Yhdystie 6183 Häppälänmäki–Niemisjärvi
- Yhdystie 6211 Löytty–Pihlajaveden gare–Sahankylä
- Yhdystie 6212 Pihlajaveden gare–Pykälämäki
- Yhdystie 6213 (fermée)
- Yhdystie 6214 (fermée)
- Yhdystie 6215 Tervajärvi–Salmenkylä–Mäkikylä–Ähtäri
- Yhdystie 6216 Lammasperä–Ketvelniemi
- Yhdystie 6241 Petäjävesi gare
- Yhdystie 6242 Petäjävesi
- Yhdystie 6250 Kintaus–Höytiä–Uurainen
- Yhdystie 6251 Kintaus
- Yhdystie 6271 Petäjävesi–Töysänperä–Sahrajärvi
- Yhdystie 6300 Tikkamannila–Tikkakoski–Luonetjärvi
- Yhdystie 6301 Kirri–Tikkakoski (fermée 1996)
- Yhdystie 6302 (fermée)
- Yhdystie 6303 Tikkakosken lentoasema (fermée 1996)
- Yhdystie 6304 Uurainen–Lannevesi–Tarvaala–Saarijärvi
- Yhdystie 6311 Kangashäkki–Honkola
- Yhdystie 6312 Honkola–Kolunpohja
- Yhdystie 6341 Karstula–Riekinmäki
- Yhdystie 6361 Pääjärvi–Länsi-Kalmari–Kalmari
- Yhdystie 6371 (fermée)
- Yhdystie 6372 Laukaa–Koivisto (fermée)
- Yhdystie 6373 (fermée)
- Yhdystie 6374 (fermée)
- Yhdystie 6375 Alapohja–Mökkipohja
- Yhdystie 6381 Hupeli
- Yhdystie 6401 (fermée)
- Yhdystie 6402 (fermée)
- Yhdystie 6403 Lievestuore–Niemisjärvi
- Yhdystie 6404 (fermée)
- Yhdystie 6405 Lievestuore gare
- Yhdystie 6406 Lievestuore
- Yhdystie 6407 Metsolahti
- Yhdystie 6411 Niemisjärvi–Venekoski–Piippaharju
- Yhdystie 6412 Kallioaho–Kivikangas
- Yhdystie 6413 Sauvamäki
- Yhdystie 6414 Hankasalmi gare
- Yhdystie 6415 Hankasalmi
- Yhdystie 6416 Nujula
- Yhdystie 6421 (fermée)
- Yhdystie 6422 Äänekoski gare
- Yhdystie 6423 Äänekoski gare (fermée)
- Yhdystie 6424 Hirvaskangas–Kotakennäs (vt4 rinnakkaistie)
- Yhdystie 6425 Huutomäki
- Yhdystie 6426 Huutomäki
- Yhdystie 6450 Suolahti–Vihijärvi–Sumiainen
- Yhdystie 6451 (fermée)
- Yhdystie 6452 Suolahti–Niskala
- Yhdystie 6453 (fermée)
- Yhdystie 6454 Konginkangas–Pohjoisniemi (fermée 1996)
- Yhdystie 6455 Tankolampi–Sumiainen (fermée 1996)
- Yhdystie 6456 Paloaho–Konginkangas
- Yhdystie 6461 Kannonsaha–Husuaho
- Yhdystie 6481 Kolkanlahti gare (fermée)
- Yhdystie 6482 Sapra gare (fermée)
- Yhdystie 6483 Karametsä–Aho-Vastinki–Kannonjärvi
- Yhdystie 6491 Kannonkoski gare (fermée 2015)
- Yhdystie 6492 Kannonkoski gare (fermée)
- Yhdystie 6501 Häkkilä–Hirvaanmäki–Hallava
- Yhdystie 6502 Kannonsaha–Jokiniemi
- Yhdystie 6510 Saarijärvi–Kekkilä–Häkkilä–Heinäpohja–Jokiniemi–Vuorilahti–Huopanansuo
- Yhdystie 6511 Hietama gare (fermée)
- Yhdystie 6520 Möttönen–Risuperä–Lahdenperä–Kivijärvi
- Yhdystie 6540 Myllyaho–Seläntaus–Pyöräsperä
- Yhdystie 6541 Markokylä–Naaraperä
- Yhdystie 6542 Keitelepohja
- Yhdystie 6543 (fermée)
- Yhdystie 6544 Huopana–Keihärinkoski–Aholanmäki
- Yhdystie 6545 Keitelepohja–Pihlajamäki (jatkui ennen Lökön laiturille)
- Yhdystie 6551 Seläntaus
- Yhdystie 6570 Pihtipudas–Kärväskylä–Korppinen–Ahmonkylä–Tossavanlahti–Keitele
- Yhdystie 6571 Pihtipudas
- Yhdystie 6572 Alvajärvi gare (fermée)
- Yhdystie 6573 (fermée)
- Yhdystie 6574 Muurasjärvi–Kojola
- Yhdystie 6575 (fermée)
- Yhdystie 6576 Pihtipudas gare (fermée 2016)
- Yhdystie 6591 Hanhiniemi–Kymönkoski–Kärnä
- Yhdystie 6592 Kymönkoski–Kärnä (fermée)

## Vaasa

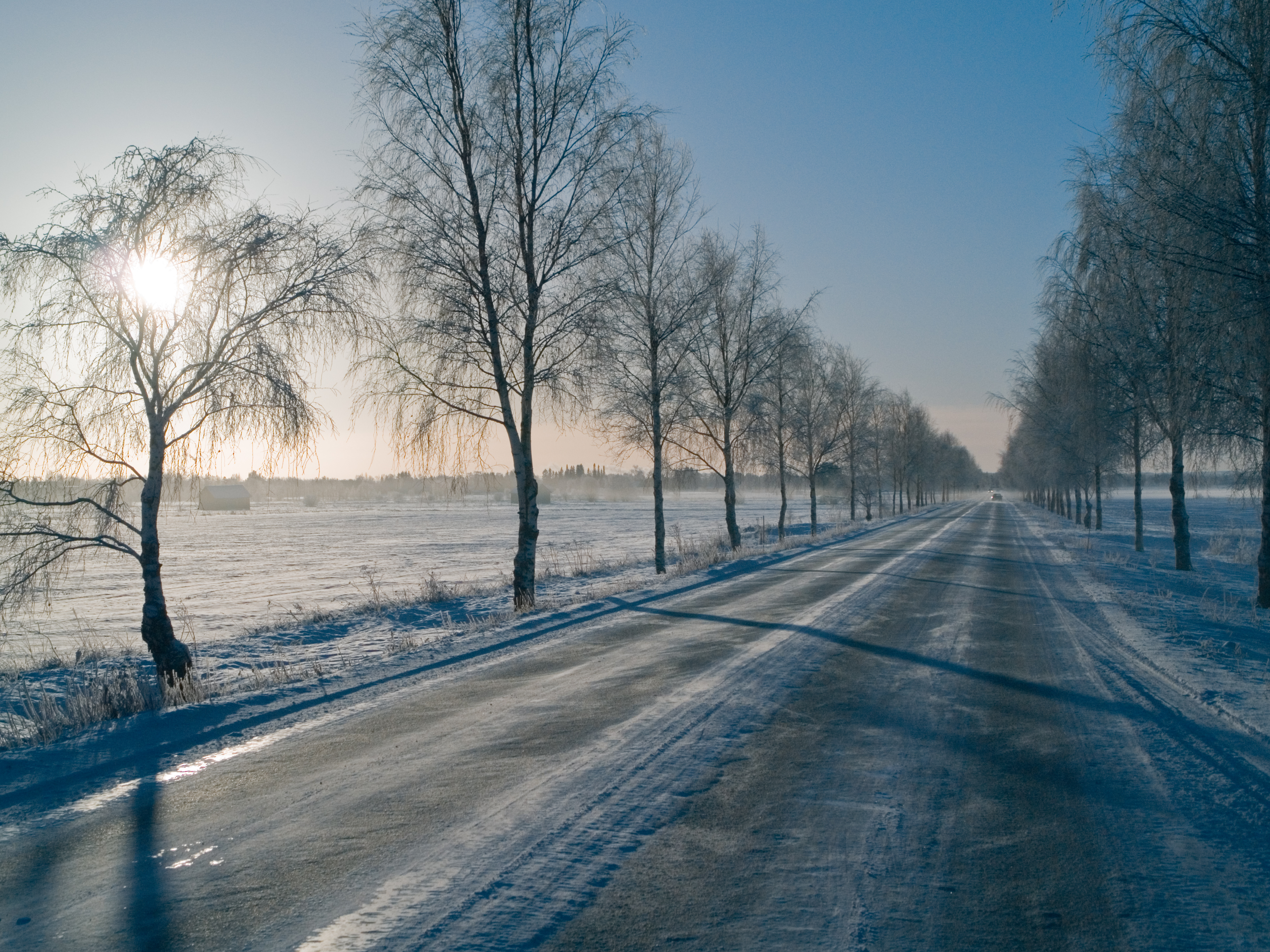
Yhdystie 7000 à Ilmajoki.

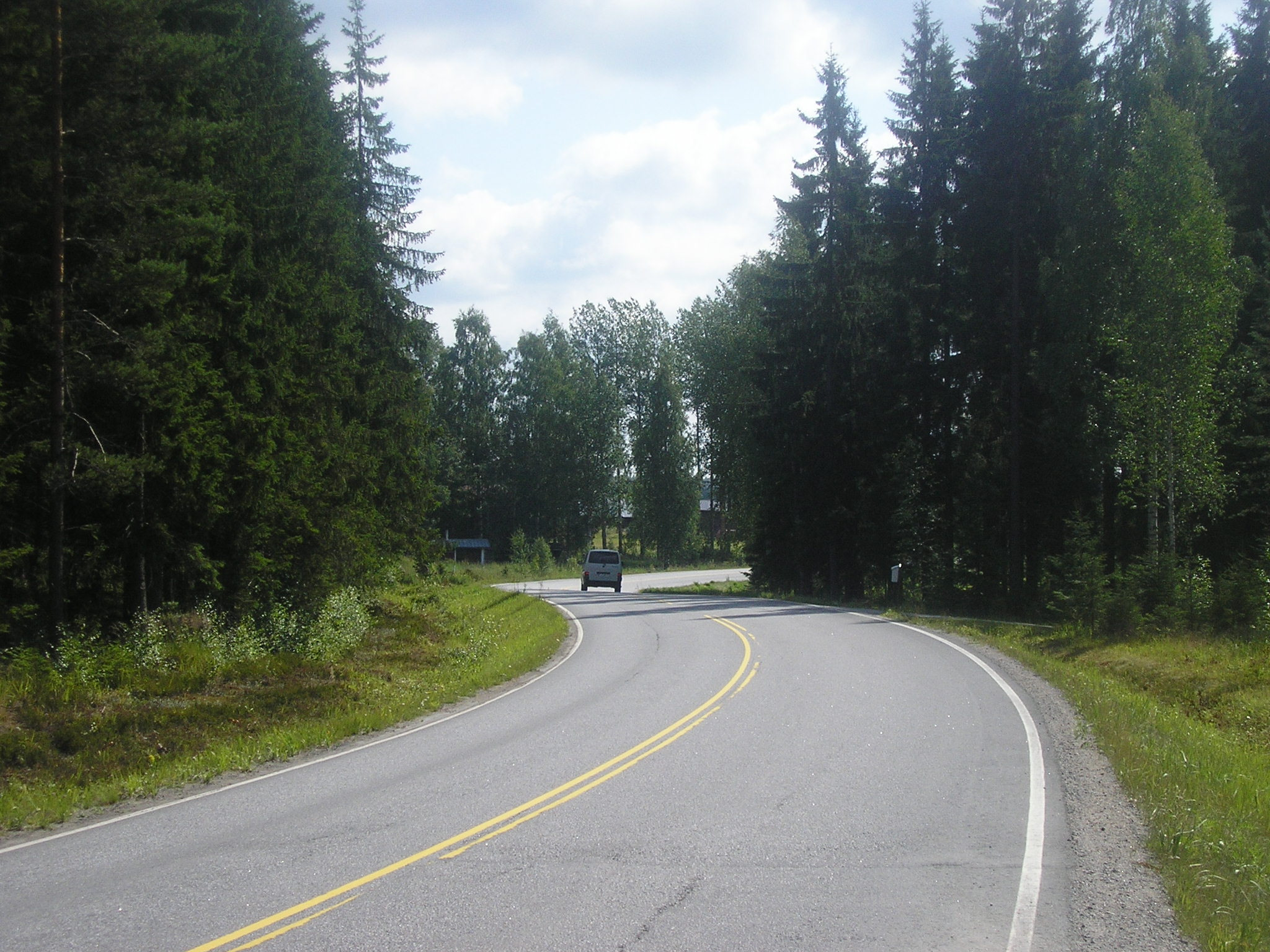
Yhdystie 7054 à Alavus.

- Yhdystie 6600 Merikarvia–Siipyy–Skaftung–Härkmeri–Träskvik
- Yhdystie 6601 Siipyy–Metsälä
- Yhdystie 6602 Kiilintie
- Yhdystie 6620 Savilahti–Leppäsalmi
- Yhdystie 6631 (fermée)
- Yhdystie 6632 (fermée)
- Yhdystie 6633 Karijoki–Myrkky
- Yhdystie 6650 Tiukka–Myrkky–Perälä
- Yhdystie 6651 Kristiinankaupunki–Tiukka
- Yhdystie 6700 Sarvela–Nummijärvi–Kauhajoki
- Yhdystie 6721 Kurikankylä–Ikari
- Yhdystie 6731 (fermée)
- Yhdystie 6732 Moikipää–Bergö
- Yhdystie 6733 Perisgrund–Bergö–Bredhällan
- Yhdystie 6741 Mobacken–Sulva–Sundom–Vaasa
- Yhdystie 6742 (fermée)
- Yhdystie 6743 Sulva–Riimala
- Yhdystie 6750 Ylimarkku–Bodbacka–Taklax–Edsvik
- Yhdystie 6760 Närpiö–Ylimarkku–Pirttikylä
- Yhdystie 6761 Svedan–Pjelax–Närpiö
- Yhdystie 6762 (fermée)
- Yhdystie 6763 (fermée)
- Yhdystie 6764 (fermée)
- Yhdystie 6765 Ylimarkku–Rangsby–Långviken
- Yhdystie 6771 (fermée)
- Yhdystie 6772 Ylimarkku–Tallbacken
- Yhdystie 6780 Dalbacken–Nyby–Petolahti–Bockören
- Yhdystie 6781 Petolahti–Korsbäck–Västanlid
- Yhdystie 6791 (fermée)
- Yhdystie 6792 Maalahti–Åminne
- Yhdystie 6841 Pirttikylä–Närvijoki–Kesti
- Yhdystie 6871 Kylänpää–Jakkula–Laihia–Pada
- Yhdystie 6880 Koskimäki–Tainuskylä–Nopankylä–Koskenkorva
- Yhdystie 6900 Kauhajoki–Aronkylä–Hakuni–Kurikka–Koskenkorva
- Yhdystie 6920 Jalasjärvi–Ala-Valli–Kalakoski
- Yhdystie 6921 Koskue–Yli-Valli–Ala-Valli
- Yhdystie 6922 Jalasjärvi kk.–Rajala
- Yhdystie 6941 (fermée)
- Yhdystie 6942 Peräseinäjoki–Pasto–Sydänmaa
- Yhdystie 6961 Veneskoski–Taipalus (fermée)
- Yhdystie 6981 Veneskoski–Nurmo
- Yhdystie 6991 Mäyry–Länsiranta–Vasunmäki–Tiistenjoki–Haapakoski–Lapua
- Yhdystie 6992 Vasunmäki–Salmi
- Yhdystie 7000 Koskenkorva–Ilmajoki–Harjunmäki–Tehtaanmäki
- Yhdystie 7001 (fermée)
- Yhdystie 7002 Koskenkorva–Korvanharju
- Yhdystie 7011 (fermée)
- Yhdystie 7012 (fermée)
- Yhdystie 7013 Harjunmäki–Könni–Seittu–Halkosaari
- Yhdystie 7021 Ylistaro gare
- Yhdystie 7022 (fermée)
- Yhdystie 7023 Tervajoki gare
- Yhdystie 7024 Tervajoki
- Yhdystie 7025 Tervajoki
- Yhdystie 7026 Orismala–Orisberg
- Yhdystie 7027 Orismala
- Yhdystie 7031 Korkeala–Orismala
- Yhdystie 7032 Orismala gare
- Yhdystie 7033 Halkosaari–Kitinoja–Malkamäki–Liipantönkkä
- Yhdystie 7034 Malkamäki–Saarenkangas–Lapua
- Yhdystie 7035 Kiikku–Nurmo
- Yhdystie 7036 Rengonharju–Seinäjoki
- Yhdystie 7041 Nurmo–Ruha–Lapua
- Yhdystie 7042 Alanko–Välilä
- Yhdystie 7043 (fermée)
- Yhdystie 7044 Lapua–Kovero
- Yhdystie 7045 (fermée)
- Yhdystie 7046 (fermée)
- Yhdystie 7047 (fermée)
- Yhdystie 7048 Saarenkangas–Kiviniemi
- Yhdystie 7051 (fermée)
- Yhdystie 7052 (fermée)
- Yhdystie 7053 (fermée)
- Yhdystie 7054 Alavuden gare–Tuuri
- Yhdystie 7055 (fermée)
- Yhdystie 7056 Killinkoski–Kattelus–Jokivarsi
- Yhdystie 7060 Töysä–Hakomäki–Ylipää–Lehtimäen kk.
- Yhdystie 7061 (fermée)
- Yhdystie 7062 (fermée)
- Yhdystie 7063 (fermée)
- Yhdystie 7064 Inha gare
- Yhdystie 7065 Myllymäki gare
- Yhdystie 7069 Laasala–Peräkylä
- Yhdystie 7071 Alavuden gare–Ranta-Töysä–Kätkänjoki–Virtala
- Yhdystie 7072 Hakomäki–Löyä–Uitonnurkka
- Yhdystie 7091 Inha–Niemiskylä–Kolu–Kukonkylä
- Yhdystie 7111 (fermée)
- Yhdystie 7112 Lakaluoma–Hirvijoki
- Yhdystie 7113 Ruona–Saarela
- Yhdystie 7114 Suopuro–Saukonkylä–Myllykangas
- Yhdystie 7115 Alajärvi–Koskenvarsi–Saukonkylä
- Yhdystie 7120 Sänkiaho–Alajärvi–Levijoki
- Yhdystie 7121 (fermée)
- Yhdystie 7122 Alajärvi–Kurejoki–Metsäpirtti
- Yhdystie 7140 Latvanen–Vehu–Raitaperä–Soini
- Yhdystie 7148 Vikby–Norrholmen
- Yhdystie 7151 (fermée)
- Yhdystie 7152 (fermée)
- Yhdystie 7153 Runsor
- Yhdystie 7154 (fermée)
- Yhdystie 7155 (fermée)
- Yhdystie 7156 Pitkämäki
- Yhdystie 7161 Helsingby–Tuovila–Veikkaala
- Yhdystie 7162 Toby
- Yhdystie 7163 Laihia gare
- Yhdystie 7171 (fermée)
- Yhdystie 7172 (fermée)
- Yhdystie 7173 Ristinummi–Sepänkylä
- Yhdystie 7174 Veikkaala–Koivulahti
- Yhdystie 7175 Vähäkyrö–Merikaarto–Veikkaala–Örarna
- Yhdystie 7200 Vähäkyrö–Tervajoki–Isokyrö–Orismala–Ylistaro
- Yhdystie 7201 Isokyrö–Hyyppä
- Yhdystie 7202 Laurila–Isokyrö
- Yhdystie 7210 Tuurala–Rekipelto–Vöyri
- Yhdystie 7231 Lehmäjoki–Kaurajärvi
- Yhdystie 7232 Untamala–Lehmäjoki–Hyyppä–Rekipelto
- Yhdystie 7233 Viemerö–Ala-Hella–Rannanjärvi
- Yhdystie 7240 Raippaluoto–Björköby–Svedjehamn
- Yhdystie 7241 Södra Vallgrund
- Yhdystie 7242 Raippaluoto–Norra Vallgrund–Södra Vallgrund–Sommarö sund
- Yhdystie 7243 (fermée)
- Yhdystie 7244 (fermée)
- Yhdystie 7245 Norra Vallgrund–Söderudden–Klobbskat
- Yhdystie 7251 Sepänkylä–Karperö–Koskö–Petsmo
- Yhdystie 7252 Koivulahti–Petsmo
- Yhdystie 7253 (fermée)
- Yhdystie 7254 Karperö–Singsby–Jungsund–Grönvik
- Yhdystie 7260 Öling–Maksamaa–Tottesund
- Yhdystie 7261 (fermée)
- Yhdystie 7262 (fermée)
- Yhdystie 7263 Kaitsor–Oxkangas–Lövsund–Sjöberg
- Yhdystie 7270 Neuman–Munsala–Uusikaarlepyy
- Yhdystie 7271 Neuman–Monå–Kantlax
- Yhdystie 7272 Kanäs oljehamn
- Yhdystie 7273 Kantlax–Hirvlax–Munsala
- Yhdystie 7274 Monå–Hirvlax–Monäs
- Yhdystie 7291 Vöyri–Palvis
- Yhdystie 7292 Tuckur–Kuckus–Kimo
- Yhdystie 7300 Oravainen–Kimo–Komossa–Voltti
- Yhdystie 7301 Kaurajärvi–Komossa
- Yhdystie 7320 Oravainen–Pensala–Jepua
- Yhdystie 7321 (fermée)
- Yhdystie 7322 (fermée)
- Yhdystie 7323 Voltti–Köykkäri–Jepua–Ytterjeppo–Uusikaarlepyy
- Yhdystie 7331 (fermée)
- Yhdystie 7332 (fermée)
- Yhdystie 7333 Mustamaa–Orava–Hirvijoki–Hirsimäki
- Yhdystie 7370 Vinni–Sääksjärvi–Peltokangas–Oksakoski
- Yhdystie 7371 Sääksjärvi
- Yhdystie 7390 Jepua–Marken–Lillby
- Yhdystie 7391 (fermée)
- Yhdystie 7392 (fermée)
- Yhdystie 7393 Kovjoki
- Yhdystie 7394 Kovjoki

## Ostrobotnie centrale
- Yhdystie 7411 Purmojärvi–Evijärvi
- Yhdystie 7412 Purmo–Ähtävä
- Yhdystie 7421 Myllykangas–Höykkylä–Lakaniemi–Vimpeli
- Yhdystie 7430 Högnabba–Teerijärvi–Viiperi
- Yhdystie 7431 Högnabba–Kaustinen (fermée)
- Yhdystie 7450 Lillby–Lappfors–Teerijärvi
- Yhdystie 7481 Aéroport de Kokkola-Pietarsaari
- Yhdystie 7482 (fermée)
- Yhdystie 7483 (fermée)
- Yhdystie 7484 Rimmi
- Yhdystie 7491 (fermée)
- Yhdystie 7492 Gästgivars–Pännäinen
- Yhdystie 7493 (fermée)
- Yhdystie 7494 Pietarsaari–Furuholmen
- Yhdystie 7495 Holm–Luoto
- Yhdystie 7496 Öja–Bodö
- Yhdystie 7497 Bråtöbyn–Knivsund
- Yhdystie 7511 Halsua–Köyhäjoki–Känsäkangas
- Yhdystie 7520 Perho–Salamajärvi–Aidasperä
- Yhdystie 7530 Sulkaneva–Ylikylä–Halsua
- Yhdystie 7540 Ullava–Krekilä–Kannus
- Yhdystie 7550 Teerijärvi–Kortjärvi
- Yhdystie 7551 Toholampi–Alakylä–Riutta
- Yhdystie 7571 (fermée)
- Yhdystie 7572 (fermée)
- Yhdystie 7573 (fermée)
- Yhdystie 7574 Hyyppä
- Yhdystie 7591 Kannus gare
- Yhdystie 7592 Riutta–Eskola
- Yhdystie 7593 Savineva–Sykäräinen–Isokangas–Ahomäki
- Yhdystie 7594 Yli-Lesti–Savolanniemi
- Yhdystie 7621 Reisjärvi–Haapajärvi (fermée)
- Yhdystie 7622 Haarapuhto–Kumiseva–Lohijoki
- Yhdystie 7623 Reisjärvi–Levonperä–Haapajärvi
- Yhdystie 7630 Raudaskylä–Ypyä–Järvikylä–Aittoperä–Oksava–Haapajärvi
- Yhdystie 7681 (fermée)
- Yhdystie 7682 Oksava–Ahola–Parkkila
- Yhdystie 7691 Parkkima–Nurmesperä–Venetpalo
- Yhdystie 7692 (fermée)
- Yhdystie 7693 Hiidenniemi–Haapamäki–Kalliokylä–Niemiskylä–Kiuruvesi
- Yhdystie 7700 Emolahti–Pyhäsalmi
- Yhdystie 7701 Emolahti–Pyhäjärven kk.
- Yhdystie 7702 Pyhäjärven kk.–Pyhäsalmi
- Yhdystie 7703 Pyhäsalmi
- Yhdystie 7704 Ruotanen–Jokikylä
- Yhdystie 7705 (fermée)
- Yhdystie 7706 Pyhäsalmi gare
- Yhdystie 7711 Kälviä–Peitso
- Yhdystie 7712 Kangas–Vuolle–Kungas
- Yhdystie 7713 Riippa–Vuolle–Marinkainen
- Yhdystie 7714 Yli-Viirre–Kungas–Väli-Viirre–Ala-Viirre
- Yhdystie 7715 Marinkainen–Lohtaja–Jokikylä
- Yhdystie 7716 Himangan satama
- Yhdystie 7720 Kannus–Korvenkylä–Rautio–Alavieska
- Yhdystie 7730 Himanka–Pahkala–Typpö
- Yhdystie 7741 Sievi gare
- Yhdystie 7742 (fermée)
- Yhdystie 7743 Sievi
- Yhdystie 7770 Ylivieska–Alavieska
- Yhdystie 7771 Siironen–Rahja
- Yhdystie 7772 Konikarvo–Rahja
- Yhdystie 7773 Tuomipakat–Hiekkasärkät
- Yhdystie 7780 Kalajoki–Tynkä–Alavieska
- Yhdystie 7781 Kalajoki–Markkinapaikka
- Yhdystie 7811 (fermée)
- Yhdystie 7812 (fermée)
- Yhdystie 7813 Jakola–Opisto
- Yhdystie 7830 Ylivieska–Vähäkangas–Raudaskylä
- Yhdystie 7840 Taluskylä–Mehtäkylä–Yppäri
- Yhdystie 7890 Pyhänkoski–Oulainen
- Yhdystie 7891 Pyhänkoski–Pirttikoski–Pohjankylä
- Yhdystie 7930 Nivala–Ahde–Maliskylä
- Yhdystie 7931 Nivala gare
- Yhdystie 7932 Nivala
- Yhdystie 7933 Pukari–Karvoskylä
- Yhdystie 7934 Vilkuna–Pyöriä
- Yhdystie 7970 Mustikkamäki–Karhukangas
- Yhdystie 7980 Oulainen–Mieluskylä–Haapavesi–Kytökylä–Pyrrönperä

## Oulu

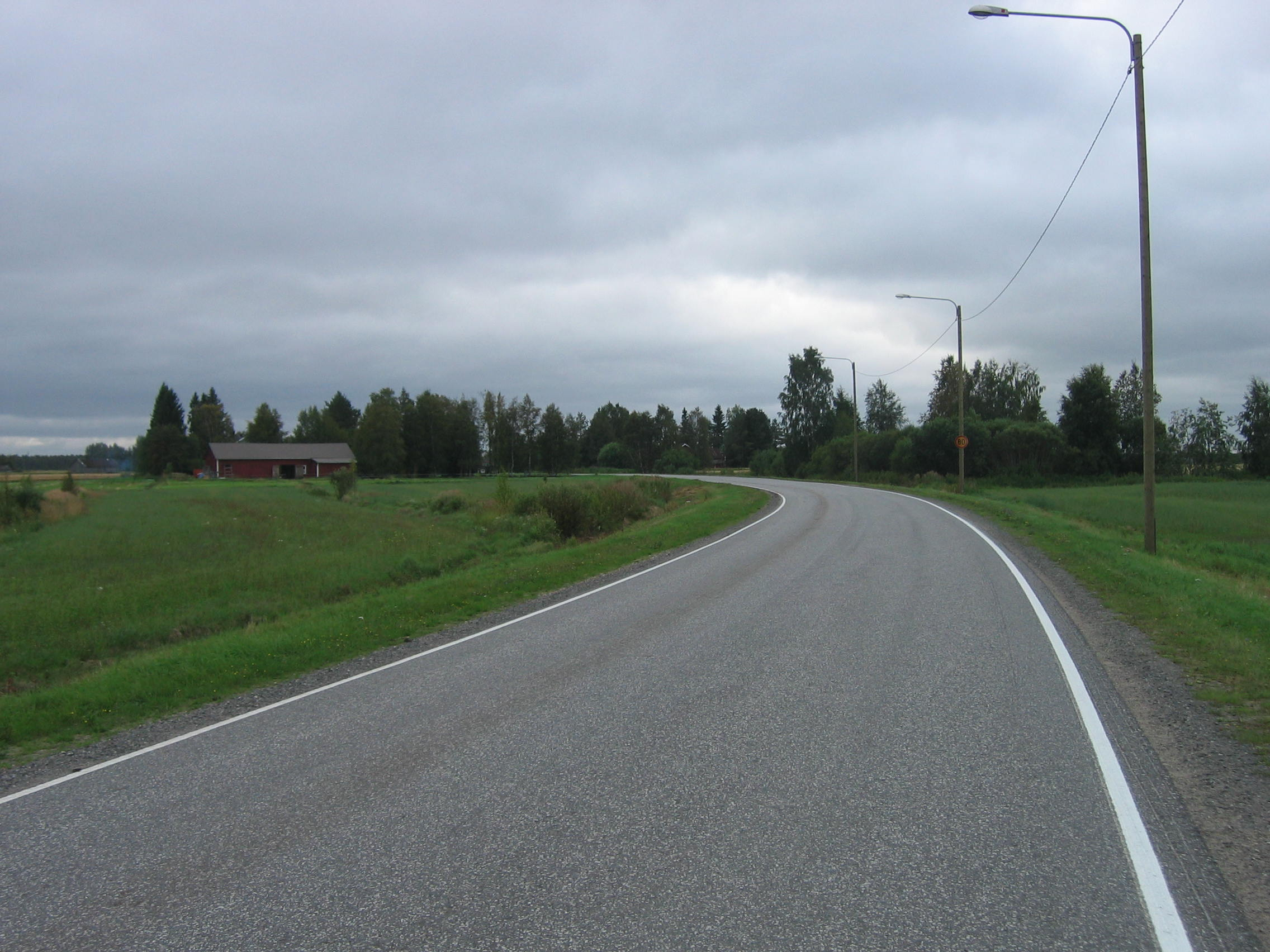
Yhdystie 8250 à Muhos.

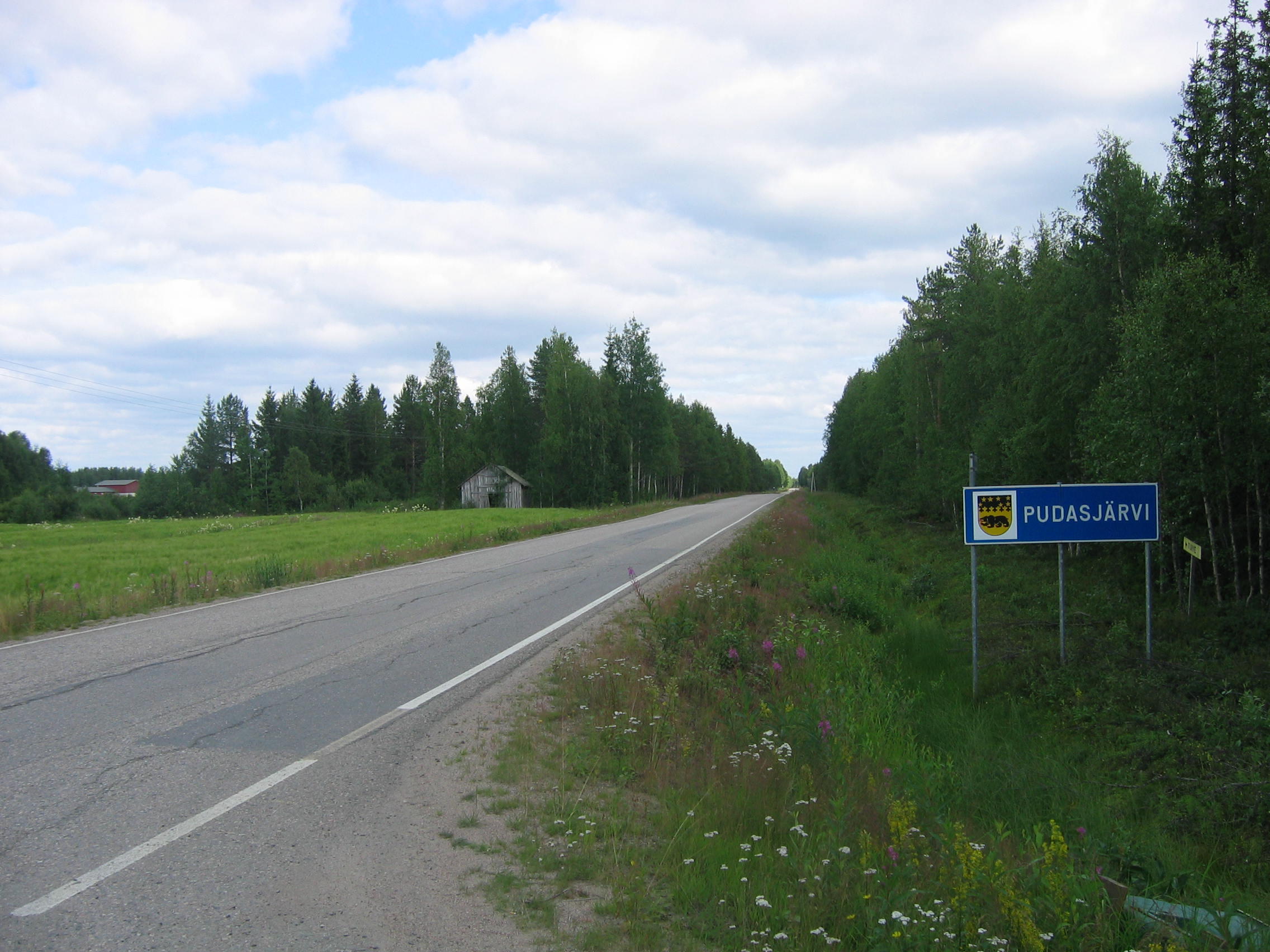
Yhdystie 8361 à la limite entre Pudasjärvi et Kiiminki.

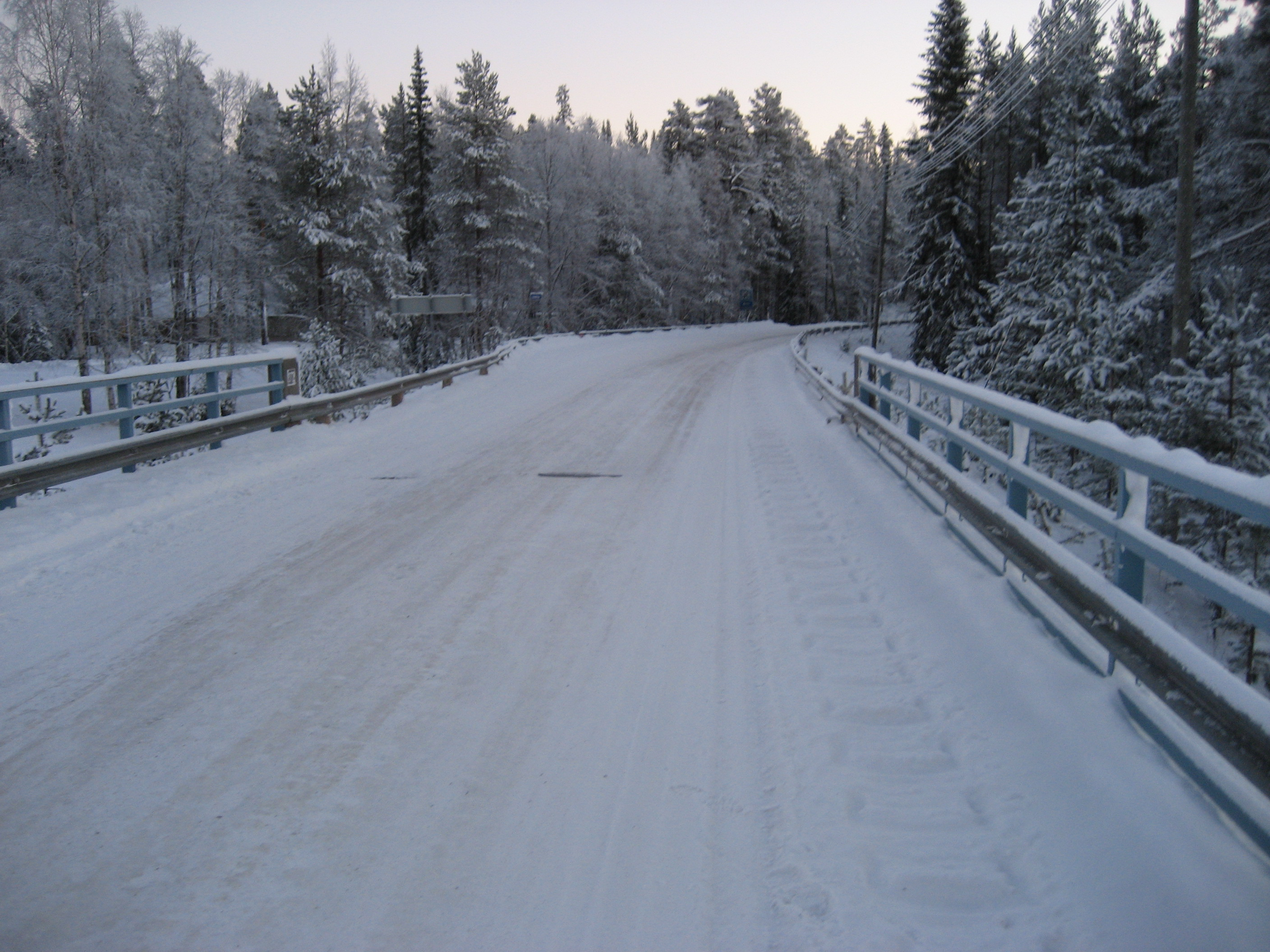
Yhdystie 8693 à Kuusamo.

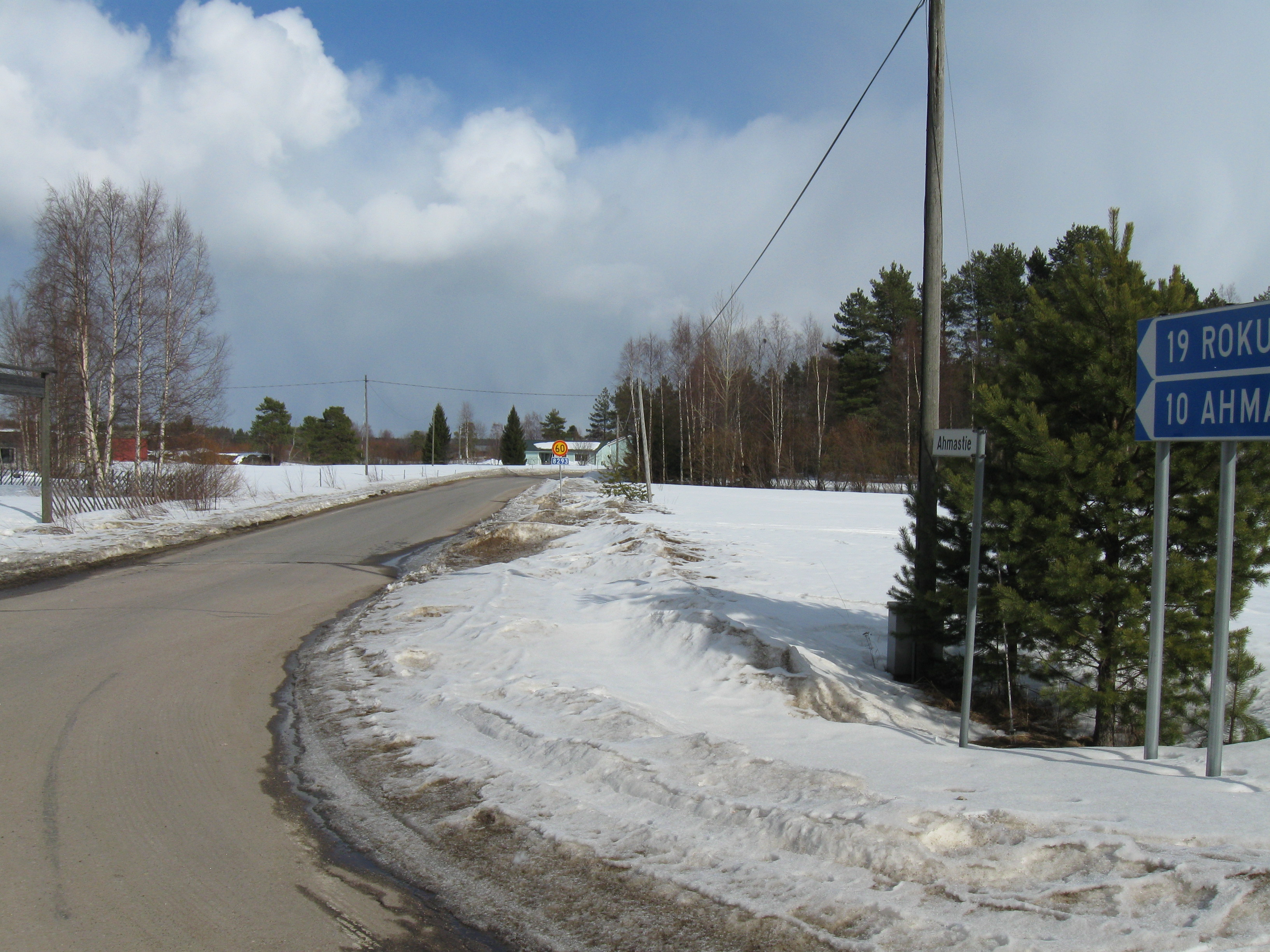
Yhdystie 8293 à Kylmälänkylä.

- Yhdystie 8000 Saviselkä–Lamu–Piippola
- Yhdystie 8041 (fermée)
- Yhdystie 8042 Korvenkylä–Alpua
- Yhdystie 8043 Alpua–Luohua
- Yhdystie 8060 Karhukangas–Savaloja
- Yhdystie 8080 Savaloja–Mankila–Vanhantienvarsi
- Yhdystie 8090 Metsäperä–Saarikoski–Meijerinkylä
- Yhdystie 8101 (fermée)
- Yhdystie 8102 Lapaluoto
- Yhdystie 8103 Palonkylä–Raahe
- Yhdystie 8104 Raahe–Pattijoki
- Yhdystie 8110 Huumola–Ruukki–Lahtiranta–Siikajoenkylä
- Yhdystie 8120 Keskikylä–Siikajoen kk.
- Yhdystie 8121 Pattijoki–Relletti–Tuomioja–Ruukki
- Yhdystie 8122 (fermée)
- Yhdystie 8123 Ruukki gare
- Yhdystie 8124 Ruukki
- Yhdystie 8131 Limingan kk.–Tupos
- Yhdystie 8151 (fermée)
- Yhdystie 8152 (fermée)
- Yhdystie 8153 (fermée)
- Yhdystie 8154 Paituri–Sarkkiranta
- Yhdystie 8155 Port d'Oritkari–Hiironen
- Yhdystie 8156 Tuira–Isko
- Yhdystie 8161 (fermée)
- Yhdystie 8162 Hailuoto–Pöllä
- Yhdystie 8190 Kestilä–Järvikylä–Käkilahti
- Yhdystie 8210 Säräisniemi
- Yhdystie 8240 Tupos–Tyrnävä–Keskikylä–Ylipää–Kylmälänkylä
- Yhdystie 8250 Nuutila–Kylmälä–Tuppu–Muhos
- Yhdystie 8280 Nuojua–Ojakylä
- Yhdystie 8281 Muhos–Leppiniemi
- Yhdystie 8291 (fermée)
- Yhdystie 8292 (fermée)
- Yhdystie 8293 Kylmälänkylä–Ahmas–Ojakylä
- Yhdystie 8300 Laanila–Sanginsuu–Päivärinne–Leppiniemi–Utoslahti–Ahmaskoski
- Yhdystie 8331 Sanginsuu–Sanginjoki
- Yhdystie 8341 Ylikiiminki–Joloskylä–Lastula
- Yhdystie 8361 Ylikiiminki–Jokikokko–Nuoritta–Viinikoski–Hetekylä–Kipinä
- Yhdystie 8390 Siivikko–Puhos–Salmijärvi–Kurkikylä–Yli-Näljänkä
- Yhdystie 8400 Taivalkoski–Jokijärvi–Tyrävaara
- Yhdystie 8420 Kuolio–Jokivaara
- Yhdystie 8421 Ahola–Murtovaara
- Yhdystie 8430 Murtovaara–Poussu
- Yhdystie 8460 Haukipudas–Jokikylä
- Yhdystie 8471 Kello
- Yhdystie 8481 (fermée)
- Yhdystie 8482 (fermée)
- Yhdystie 8483 (fermée)
- Yhdystie 8484 Kello–Vehkaperä
- Yhdystie 8511 Virkkula–Ratasilta
- Yhdystie 8512 (fermée)
- Yhdystie 8513 Ii–Alaranta
- Yhdystie 8520 Kuivaniemen gare–Hyry–Koivuniemi–Kuusela
- Yhdystie 8521 (fermée)
- Yhdystie 8522 (fermée)
- Yhdystie 8523 Yli-Olhava–Oijärvi
- Yhdystie 8540 Yli-Ii–Pahkala–Haapakoski–Kipinä
- Yhdystie 8570 Ala-Livo–Livo–Pärjänsuo–Rytinki
- Yhdystie 8610 Jurmu–Kostonlampi
- Yhdystie 8631 (fermée)
- Yhdystie 8632 Taivalkoski gare
- Yhdystie 8641 Jokilampi–Kivisuo
- Yhdystie 8642 Kuloharju–Kynsivaara–Jokilampi–Kuolio
- Yhdystie 8670 Mäkelä–Säynäjä–Kärpänkylä
- Yhdystie 8671 Haarala–Likolampi
- Yhdystie 8690 Kuusamo–Tuovila–Määttälänvaara–Jyrkänkoski–Paljakka
- Yhdystie 8691 Jyrkänkoski–Särkiluoma
- Yhdystie 8692 Ruka
- Yhdystie 8693 Käylä–Kiutaköngäs–Liikasenvaara
- Yhdystie 8694 Ruka–Virkkula–Jyrkänkoski

## Kainuu

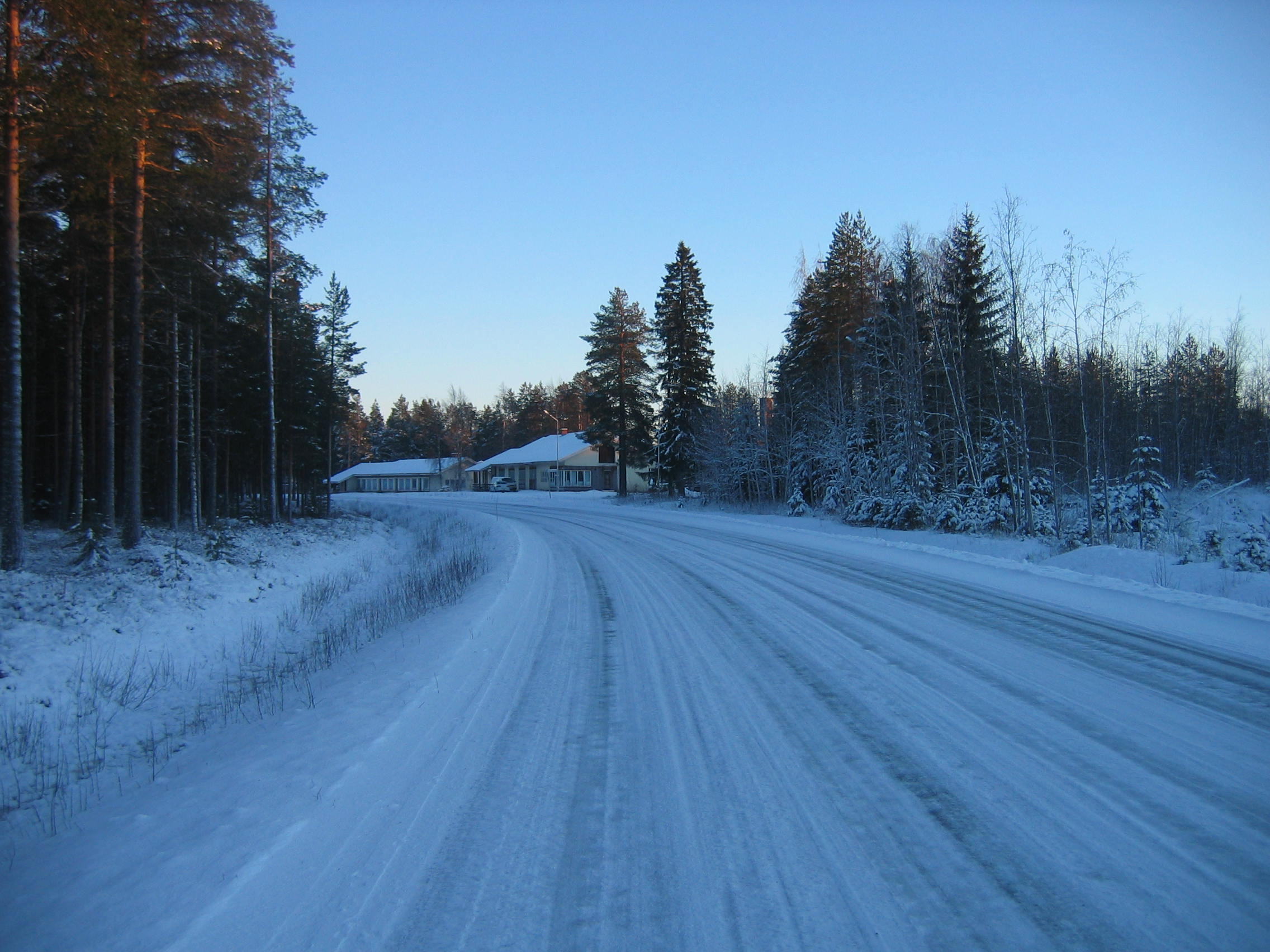
Yhdystie 8792 à Vaala.

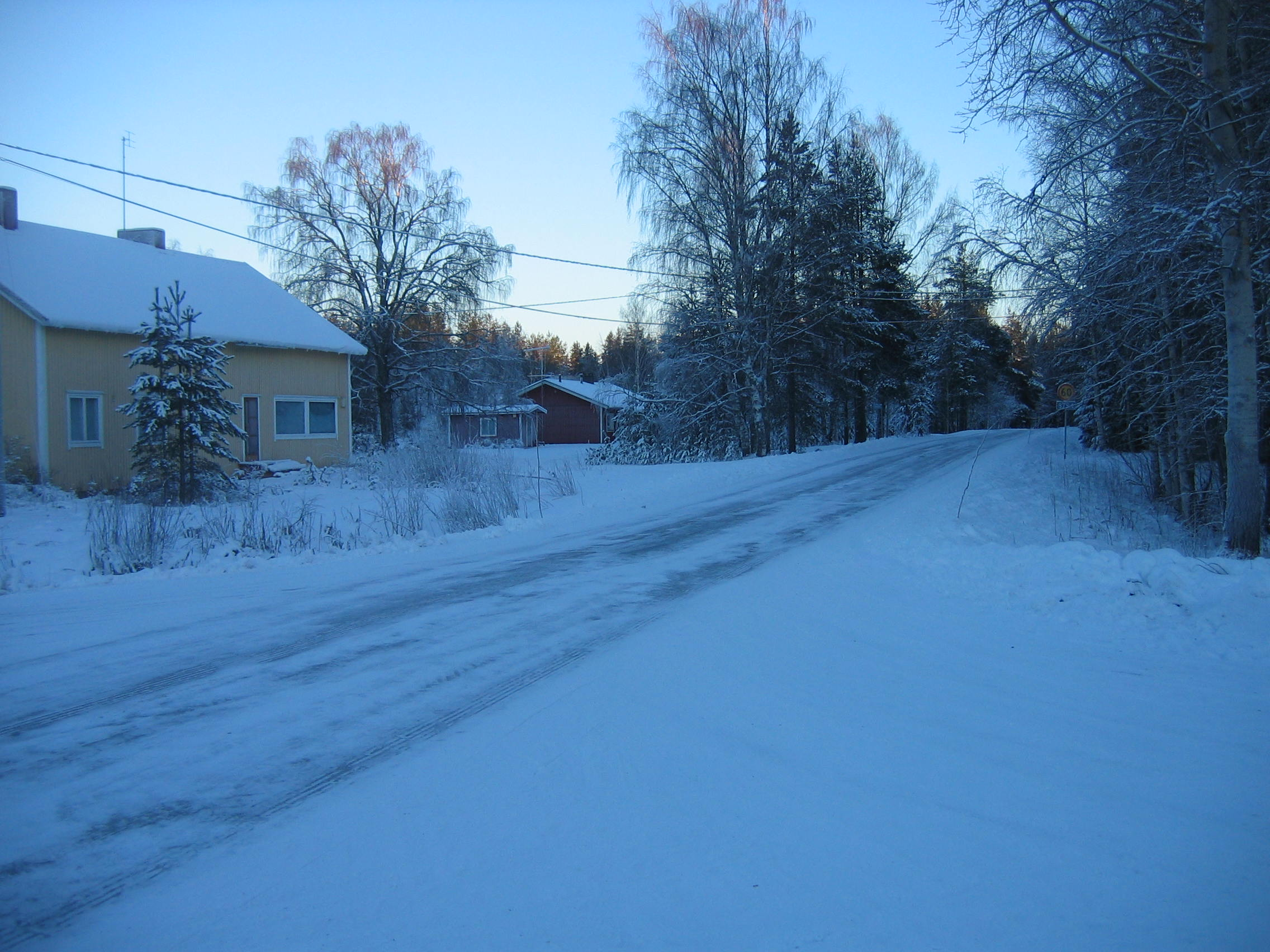
Yhdystie 8794 à Vaala.

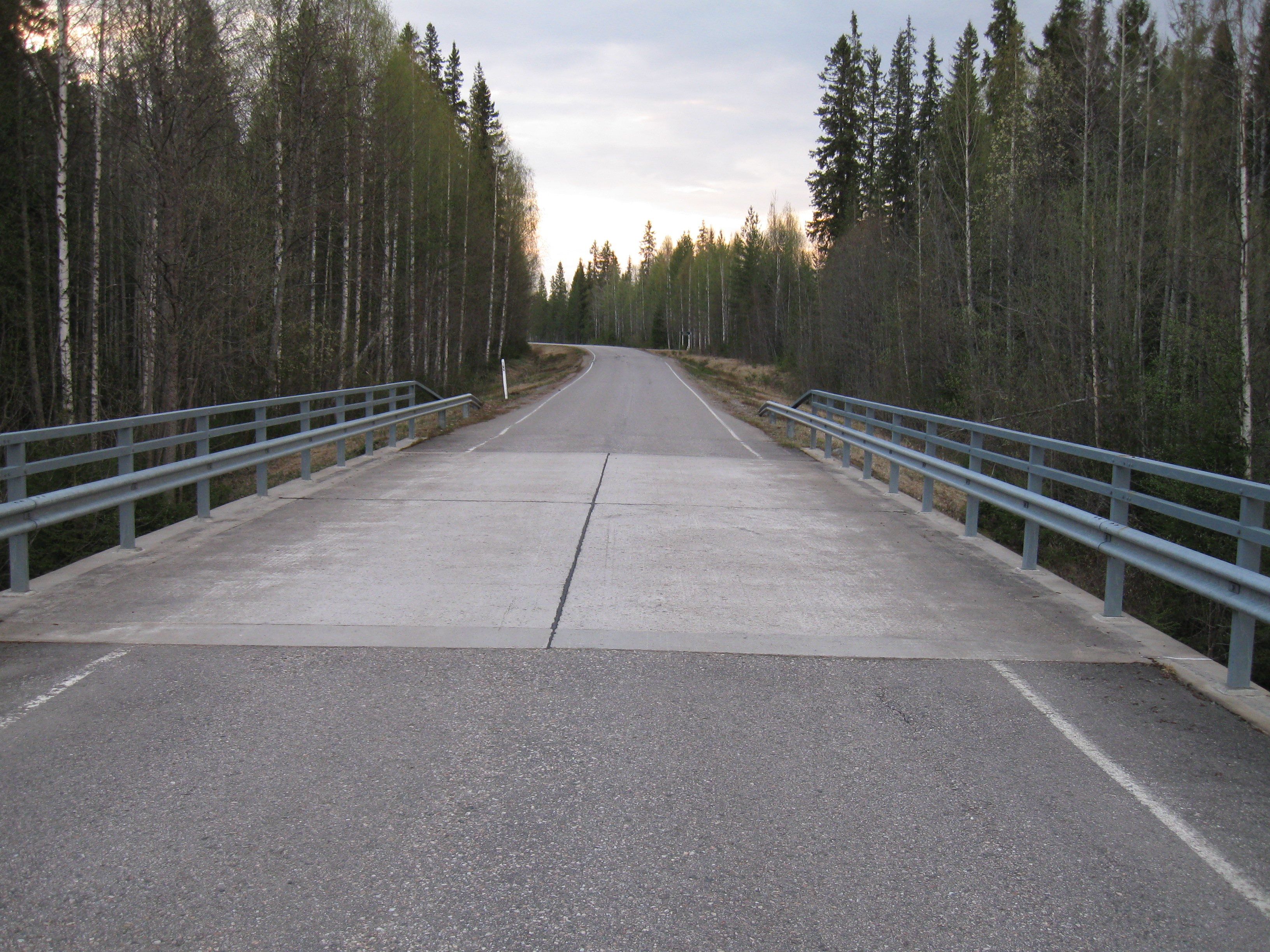
Yhdystie 8832 entre Jaalanka et Puokio.

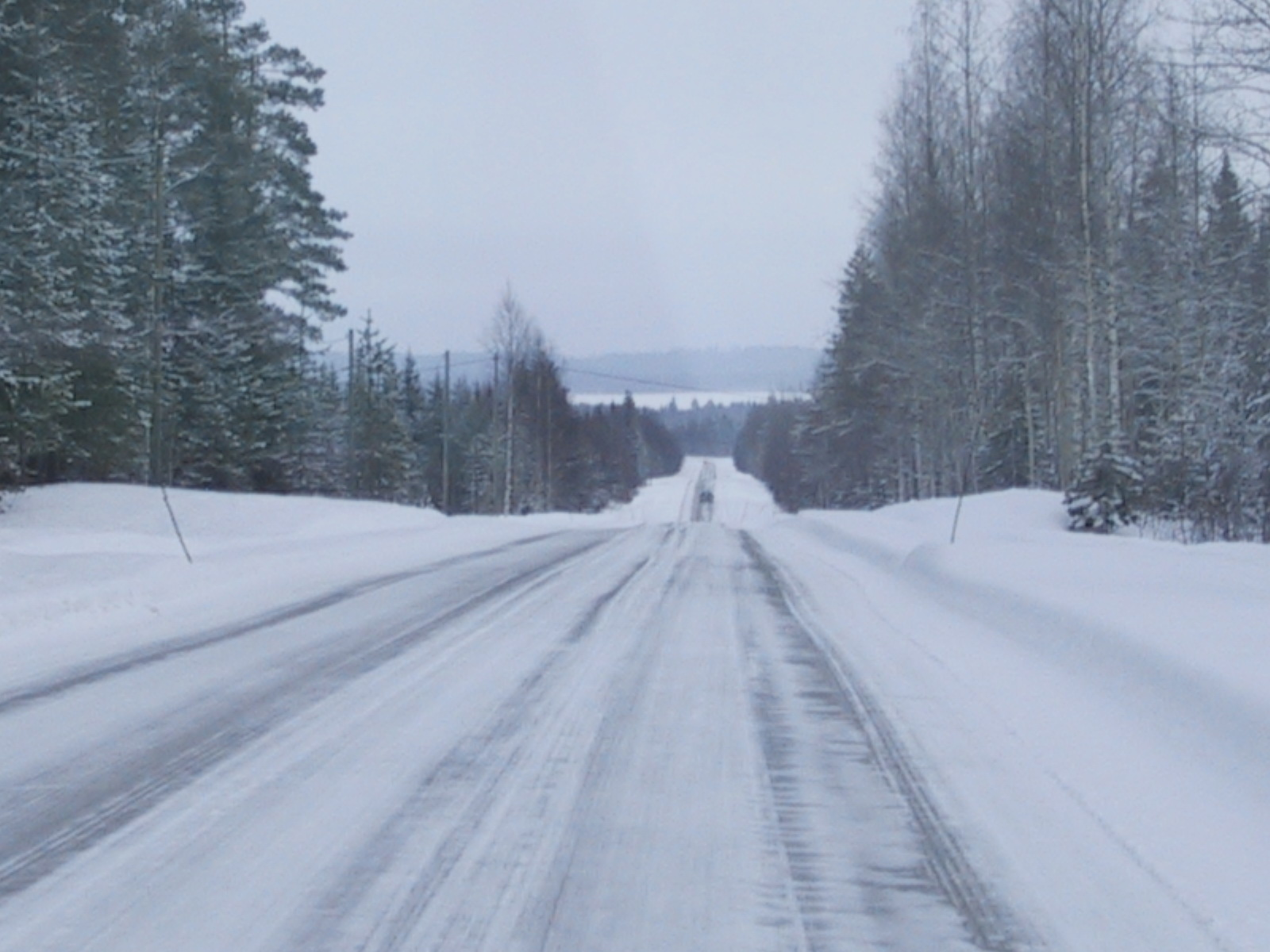
Yhdystie 8950 à Suomussalmi.

- Yhdystie 8710 Pirttimäki–Murtomäki–Karankalahti
- Yhdystie 8711 Rasimäki
- Yhdystie 8712 (fermée)
- Yhdystie 8713 (fermée)
- Yhdystie 8714 Lehtovaara–Lahnasjärvi–Taattola
- Yhdystie 8730 Pirttimäki–Muuttola
- Yhdystie 8740 Mustolanmutka–Eevala
- Yhdystie 8770 Isomäki–Nissilä–Saaresmäki–Kiviharju–Vuolijoki
- Yhdystie 8791 (fermée)
- Yhdystie 8792 Törmäkylä–Nokkala–Vaala
- Yhdystie 8793 (fermée)
- Yhdystie 8794 Veneheitto–Neittävä–Nuojua–Nokkala
- Yhdystie 8795 Vaalan gare
- Yhdystie 8800 Kajaani–Paltaniemi
- Yhdystie 8801 Kirkkoaho–Paltaniemi
- Yhdystie 8802 Paltaniemi
- Yhdystie 8803 Kajaani–Kirkkoaho–Kuluntalahti
- Yhdystie 8804 (fermée)
- Yhdystie 8805 (fermée)
- Yhdystie 8806 (fermée)
- Yhdystie 8807 Kajaani–Kuluntalahti
- Yhdystie 8820 Vähäoja–Manamansalo–Melalahti
- Yhdystie 8821 Hakasuo–Kivesjärvi
- Yhdystie 8822 (fermée)
- Yhdystie 8823 Kaivanto–Petäjälahti
- Yhdystie 8824 (fermée)
- Yhdystie 8825 (fermée)
- Yhdystie 8826 (fermée)
- Yhdystie 8827 Melalahden gare
- Yhdystie 8831 (fermée)
- Yhdystie 8832 Jaalanka–Kaihlanen–Puokio
- Yhdystie 8851 (fermée)
- Yhdystie 8852 Mieslahti–Tuliharju
- Yhdystie 8881 Ristijärvi
- Yhdystie 8882 Ristijärvi kk.
- Yhdystie 8890 Ristijärvi–Jokikylä–Hyrynsalmi
- Yhdystie 8891 Jokikylä
- Yhdystie 8911 Hyrynsalmen gare
- Yhdystie 8912 Hepoköngäs
- Yhdystie 8950 Pesiönlahti–Pesiökylä–Ala-Näljänkä–Joukokylä–Jaurakkavaara
- Yhdystie 8951 Pesiön gare
- Yhdystie 8980 Yli-Näljänkä–Pyhäkylä–Peranka
- Yhdystie 8990 Pohjavaara–Kuluntalahti
- Yhdystie 9000 Pohjavaara–Kaitainsalmi
- Yhdystie 9001 Vihtamon gare
- Yhdystie 9002 Saviaho–Lykintö–Sapsoperä–Sotkamo
- Yhdystie 9003 (fermée)
- Yhdystie 9004 Maanselän gare
- Yhdystie 9005 Tipasjoki–Tipasoja–Kolkonjärvi
- Yhdystie 9010 Naapurinvaara–Tuulimäki–Kontiomäki
- Yhdystie 9011 (fermée)
- Yhdystie 9012 (fermée)
- Yhdystie 9013 Kontiomäen gare
- Yhdystie 9050 Löytölä–Palovaara
- Yhdystie 9070 Pyssylahti–Palovaara–Iivantiira–Ypykkävaara–Moisiovaara
- Yhdystie 9091 Arola
- Yhdystie 9092 Ypykkävaara
- Yhdystie 9093 Vartius
- Yhdystie 9110 Kumpula–Moisiovaara–Jumaliskylä–Laherma
- Yhdystie 9111 Sivakka–Saunajärvi–Riihivaara
- Yhdystie 9121 Kuhmonniemi–Kiekinkoski–Hukkajärvi
- Yhdystie 9122 Sumsa–Kalliojoki–Viiksimo
- Yhdystie 9123 Lentiira–Vartius
- Yhdystie 9124 Saarivaara–Kuivajärvi
- Yhdystie 9125 Raatteen portti–Raate
- Yhdystie 9126 Lentiira–Lipukkavaara
- Yhdystie 9127 Vartius–Luisoankangas
- Yhdystie 9130 Kaljuskylä–Rauhala
- Yhdystie 9131 Juntusranta–Lehtovaara
- Yhdystie 9150 Suomussalmen kk.–Kylänmäki–Veikkola
- Yhdystie 9151 (fermée)
- Yhdystie 9152 Kylänmäki–Alajärvi
- Yhdystie 9160 Ahola–Ruhtinansalmi
- Yhdystie 9161 Palovaara–Kiannanniemi–Kaapinsalmi
- Yhdystie 9190 Peranka–Selkoskylä–Hossa

## Laponie
- Yhdystie 9201 Rivinnokka

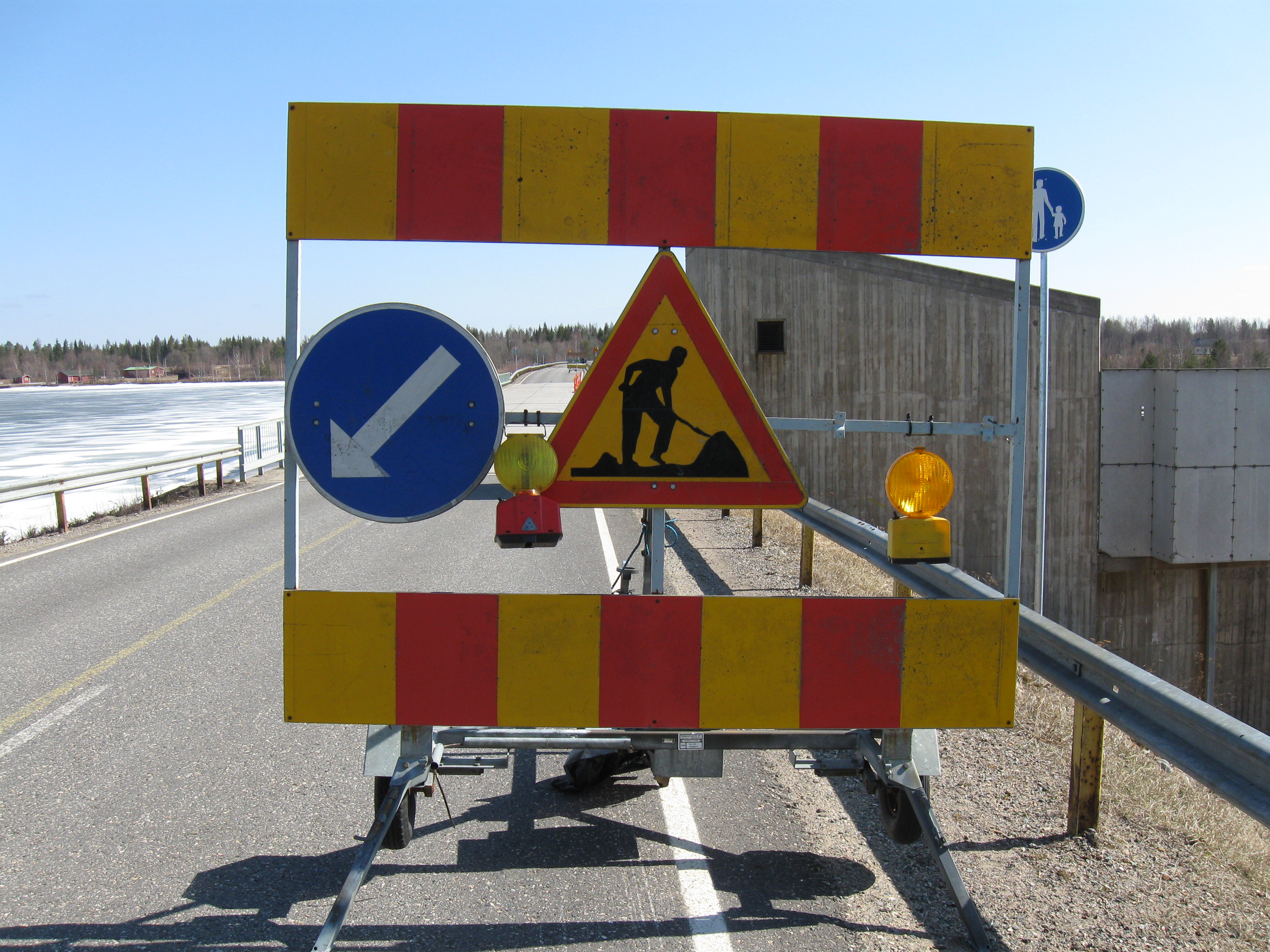
Yhdystie 9264 Ossauskoskella.

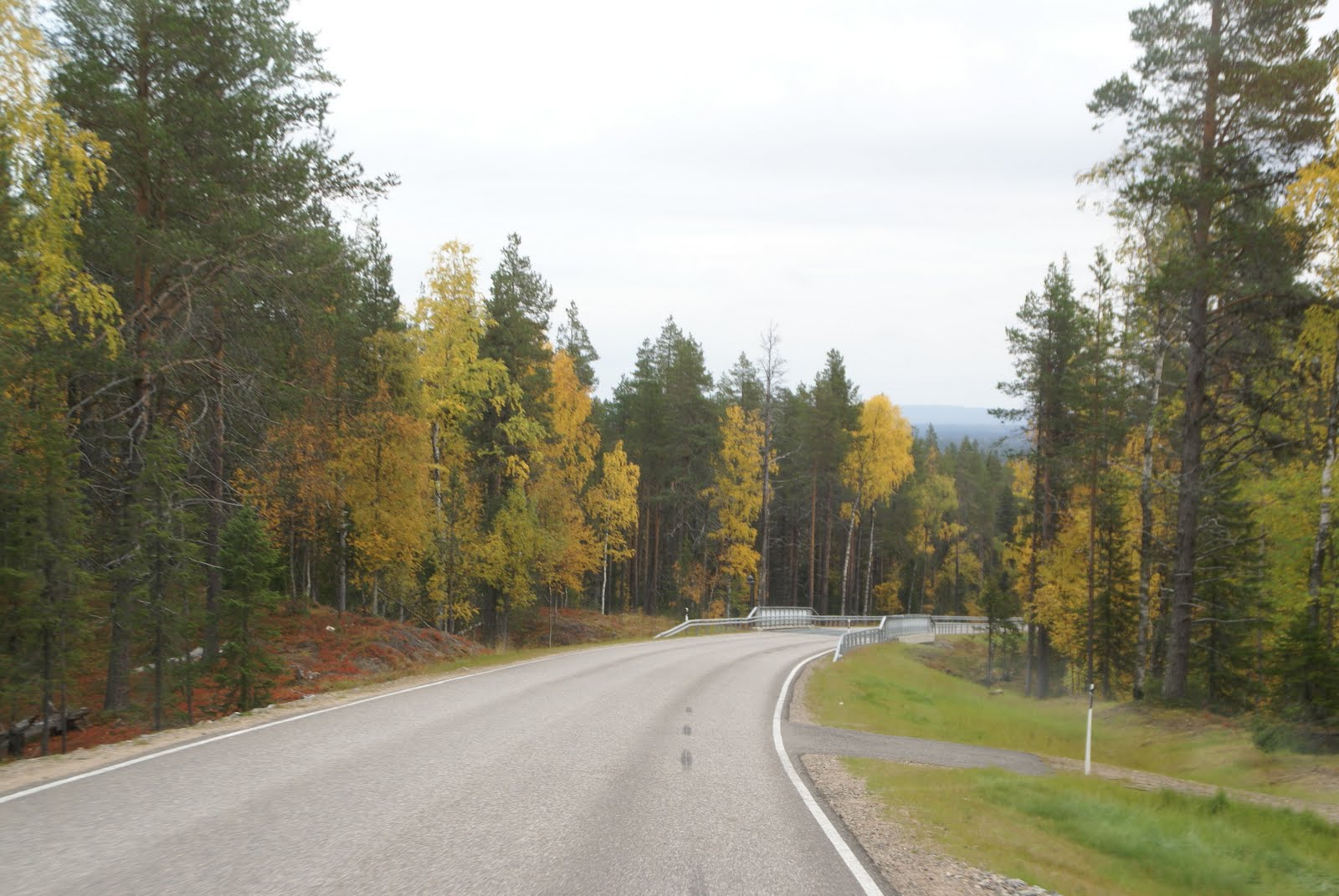
Yhdystie 9401 Ylläksellä.

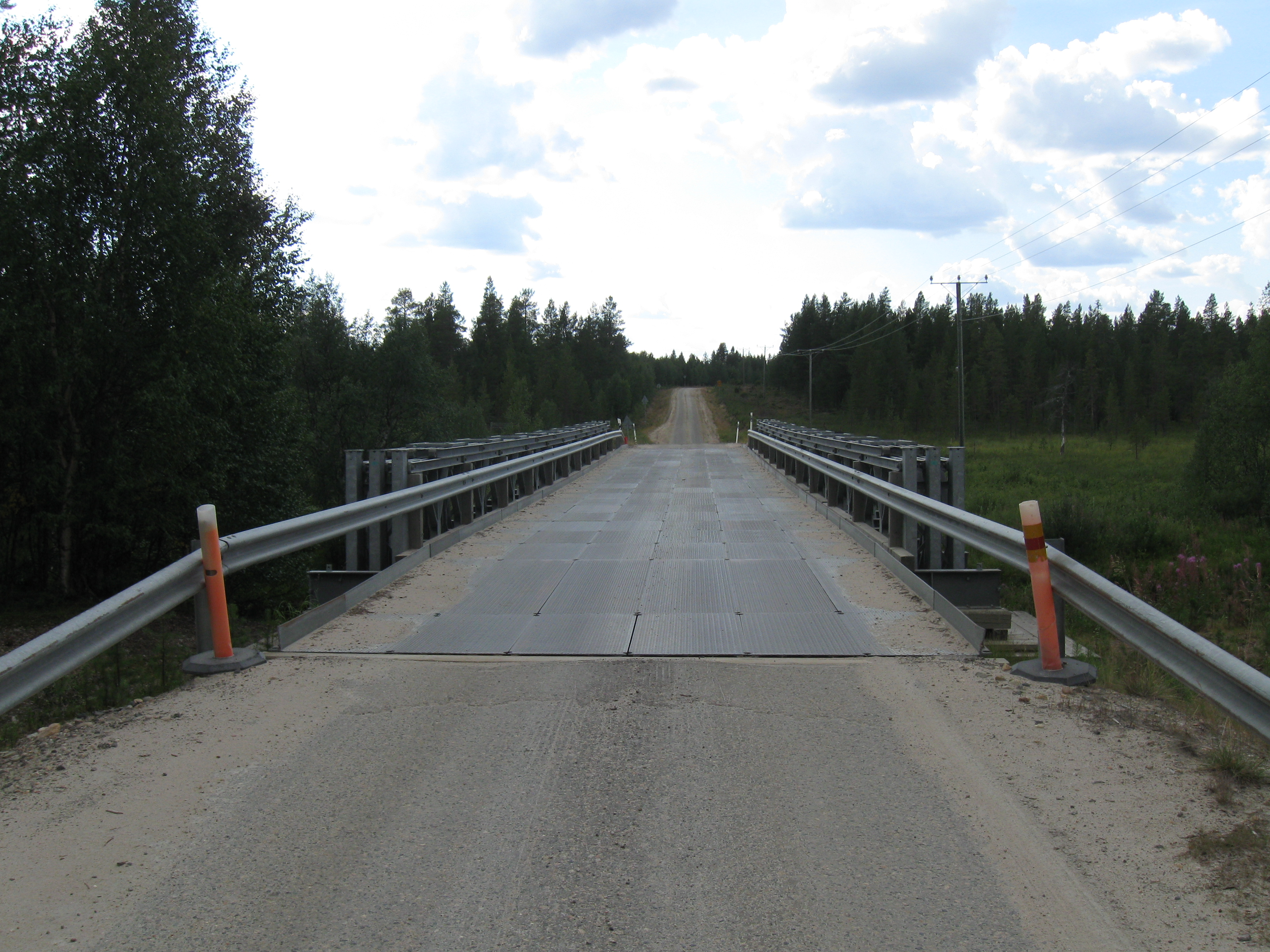
Yhdystie 9671 Savukosken Tulppiossa.

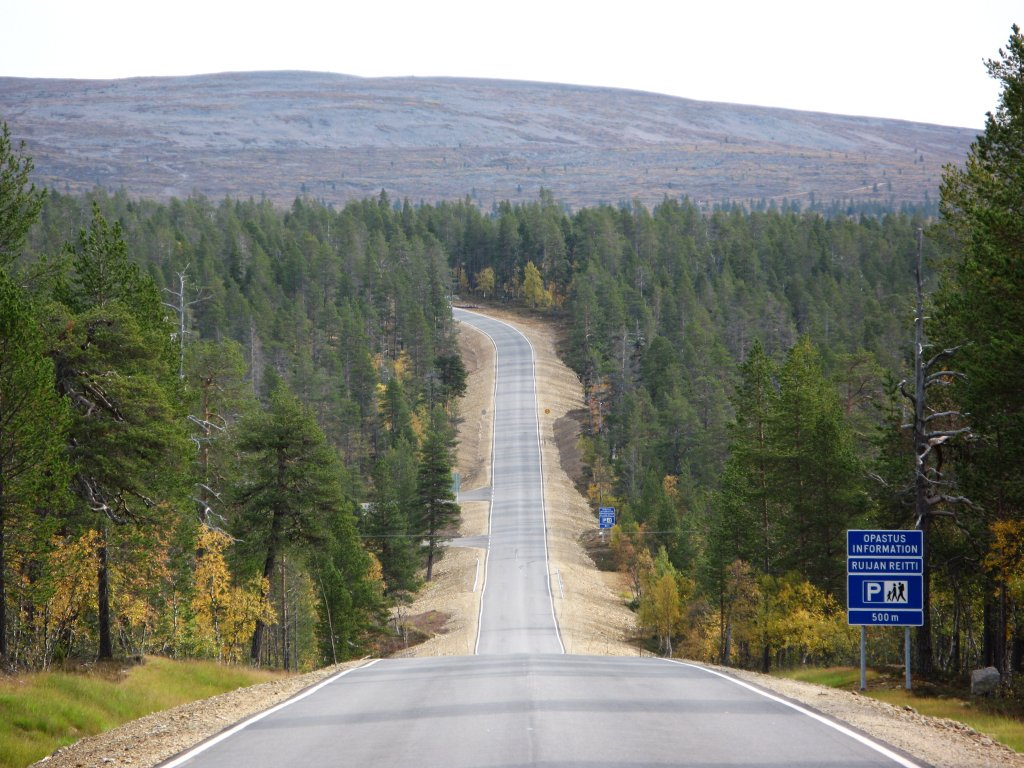
Yhdystie 9695 Inarin Kiilopäällä.

- Yhdystie 9202 Aéroport de Kemi-Tornio
- Yhdystie 9203 (fermée)
- Yhdystie 9204 Junko–Kemi
- Yhdystie 9205 Ristikangas–Elijärvi
- Yhdystie 9211 Laurila–Kallinkangas
- Yhdystie 9231 Lehmikumpu–Kössönperä
- Yhdystie 9241 Simo–Huhtala
- Yhdystie 9242 (fermée)
- Yhdystie 9243 Ylikärppä–Hosio
- Yhdystie 9261 (fermée)
- Yhdystie 9262 Lautiosaari–Sompujärvi
- Yhdystie 9263 (fermée)
- Yhdystie 9264 Ossauskoski
- Yhdystie 9265 Petäjäskoski
- Yhdystie 9266 (fermée)
- Yhdystie 9267 Kemijoen Taivalkoski
- Yhdystie 9271 Arpela–Sihtuuna
- Yhdystie 9291 Tervola gare
- Yhdystie 9301 Muurola gare
- Yhdystie 9321 (fermée)
- Yhdystie 9322 Aavasaksanvaara
- Yhdystie 9323 Aavasaksa gare
- Yhdystie 9324 (fermée)
- Yhdystie 9325 Kaulinranta gare
- Yhdystie 9331 Juoksenki gare
- Yhdystie 9332 Turtola gare
- Yhdystie 9361 Sieppijärvi–Ruokojärvi–Lohiniva
- Yhdystie 9381 Havelanpää–Väylänpää–Kaunisjoensuu
- Yhdystie 9382 Sieppijärvi gare
- Yhdystie 9391 Kurtakko–Kallo–Kaukonen
- Yhdystie 9392 Ylläsjärvi
- Yhdystie 9393 Kolari gare
- Yhdystie 9401 Äkäslompolo–Ylläsjärvi
- Yhdystie 9402 (fermée)
- Yhdystie 9403 Tiurajärvi–Vuotsukka
- Yhdystie 9404 Kotarova–Hannukainen
- Yhdystie 9411 Impiö
- Yhdystie 9421 Rovaniemi–Oikarainen
- Yhdystie 9422 Ounasvaara–Saarenkylä
- Yhdystie 9441 Kulmunki
- Yhdystie 9442 Syväsenvaara–Napapiiri
- Yhdystie 9443 Vika gare
- Yhdystie 9444 Misi gare
- Yhdystie 9445 Kuusivaara gare
- Yhdystie 9446 Hanhikoski gare
- Yhdystie 9447 Vanttauskoski–Pirttikoski
- Yhdystie 9448 Permantokoski
- Yhdystie 9451 Eroheitto–Morottaja
- Yhdystie 9471 Mourusalmi–Tolva–Patoniemi
- Yhdystie 9481 Karhujärvi–Hirvasvaara–Hautajärvi
- Yhdystie 9521 (fermée)
- Yhdystie 9522 (fermée)
- Yhdystie 9523 Saarenkylä–Norvajärvi
- Yhdystie 9551 Menesjärvi–Njurkulahti
- Yhdystie 9552 Kotakumpu–Kiistala–Pokka
- Yhdystie 9553 Inari–Riutula–Vaskojoki–Angeli
- Yhdystie 9554 Kiistala–Hanhimaa
- Yhdystie 9555 Levin ympärystie
- Yhdystie 9561 (fermée)
- Yhdystie 9562 Raattama–Tepasto
- Yhdystie 9571 Toras–Sieppi
- Yhdystie 9572 Kutuniva–Rauhala
- Yhdystie 9611 Ristilampi
- Yhdystie 9612 Hanhikoski
- Yhdystie 9613 Vuojärvi–Javarus–Leväranta
- Yhdystie 9621 (fermée)
- Yhdystie 9622 (fermée)
- Yhdystie 9623 Kultakero
- Yhdystie 9624 Pyhätunturin pohjoisrinne
- Yhdystie 9625 Hotelli Luoston tie
- Yhdystie 9626 Aska–Luosto
- Yhdystie 9631 (fermée)
- Yhdystie 9632 (fermée)
- Yhdystie 9633 (fermée)
- Yhdystie 9634 (fermée)
- Yhdystie 9635 Joutsijärvi gare
- Yhdystie 9640 Kursu–Pahkakumpu–Salla
- Yhdystie 9641 (fermée)
- Yhdystie 9642 (fermée)
- Yhdystie 9643 Kallaanvaara–Pahkakumpu
- Yhdystie 9651 Kotala
- Yhdystie 9671 Hihnavaara–Martti–Ruuvaoja–Tulppio
- Yhdystie 9672 Vuotso
- Yhdystie 9673 Tanhua–Lokka
- Yhdystie 9681 Ivalo–Virtaniemi (fermée)
- Yhdystie 9682 Ivalo–Koppelo
- Yhdystie 9683 (fermée)
- Yhdystie 9684 (fermée)
- Yhdystie 9685 Ivalo–Rajavartiosto
- Yhdystie 9691 Aéroport d'Ivalo
- Yhdystie 9692 Kaunispää
- Yhdystie 9693 Saariselkä
- Yhdystie 9694 Kakslauttanen–Kuttura
- Yhdystie 9695 Kiilopää
- Yhdystie 9696 Virtaniemi–Kessi
- Yhdystie 9701 Utsjoki–Matkailuhotelli
- Yhdystie 9702 (fermée)
- Yhdystie 9703 Karigasniemi–Utsjoki (fermée)
- Yhdystie 9704 Angeli–Ranttila–Karigasniemi
- Yhdystie 9705 Nivajoen venevalkama
- Yhdystie 9710 Toivonniemi
- Yhdystie 9711 Kevitsa